# Códice Casanatense

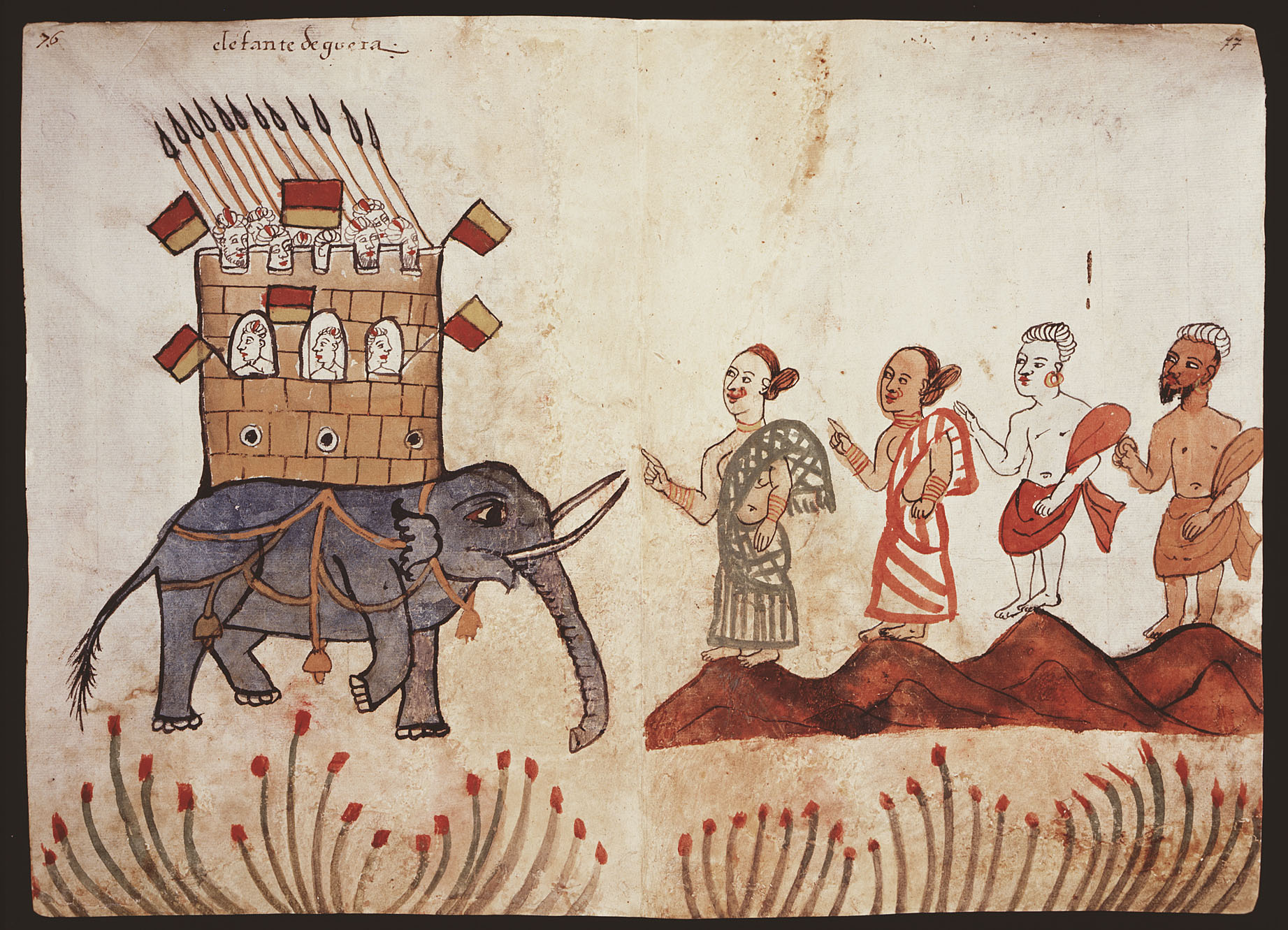
Um elefante de guerra, do Códice Casanatense.

O Códice Casanatense, o seu popular título português, ou o Codex Casanatense 1889, é um conjunto de ilustrações portuguesas do século XVI, que retratam povos e culturas com os quais os portugueses tiveram contacto frequente por todo o Oceanos Índico e Pacífico. Encontra-se agora na Biblioteca Casanatense em Roma, com a designação oficial de Album di disegni, illustranti usi e costumi dei popoli d'Asia e d'Africa con brevi dichiarazioni in lingua portoghese ('Album de desenhos, ilustrando os usos e costumes dos povos da Ásia e da África com uma breve descrição em língua portuguesa").

## Conteúdo e origem
O códice consiste em setenta e seis ilustrações aquarela, uma das quais é uma adição posterior. A maioria vem com uma breve descrição e inclui ilustrações de pessoas do leste da África, Arábia, Pérsia, Afeganistão, Índia, Ceilão, Malásia, China e Molucas, bem como alguns insights sobre fauna, flora e certas tradições, como o hinduísmo. religião - até então desconhecida na Europa. O criador não foi identificado e muitas hipóteses se mostraram inconclusivas. Várias das suas inscrições informam sobre a data da sua realização, nomeadamente a alusão ao Cerco de Diu de 1538, mas a ausência de qualquer menção aos japoneses, que os portugueses contactaram em 1541-43. Portanto, é possível que tenha sido feito por volta de 1540.
O seu primeiro proprietário registado foi o noviço João da Costa do Colégio de São Paulo de Goa, que em 1627 o enviou para Lisboa, segundo informação inscrita no códice. Uma vez na Europa, foi adquirido pelo Cardeal Girolamo Casanata que, por sua morte em 1700, o legou junto com sua coleção particular à Ordem Dominicana, para a criação de uma nova biblioteca, onde agora se encontra.{{sfn|Matos|1985|p=29}} Foi trazido à atenção do público pela primeira vez pelo estudioso Georg Schurhammer, que publicou várias fotos na revista histórica portuguesa Garcia da Horta nos anos 50.
O Códice Casanatense fornece uma visão extremamente rara da cultura dos povos da África e da Ásia no século XVI, e é especialmente valioso para o estudo das armas e vestimentas populares da época.

## Galeria

### Abissínia

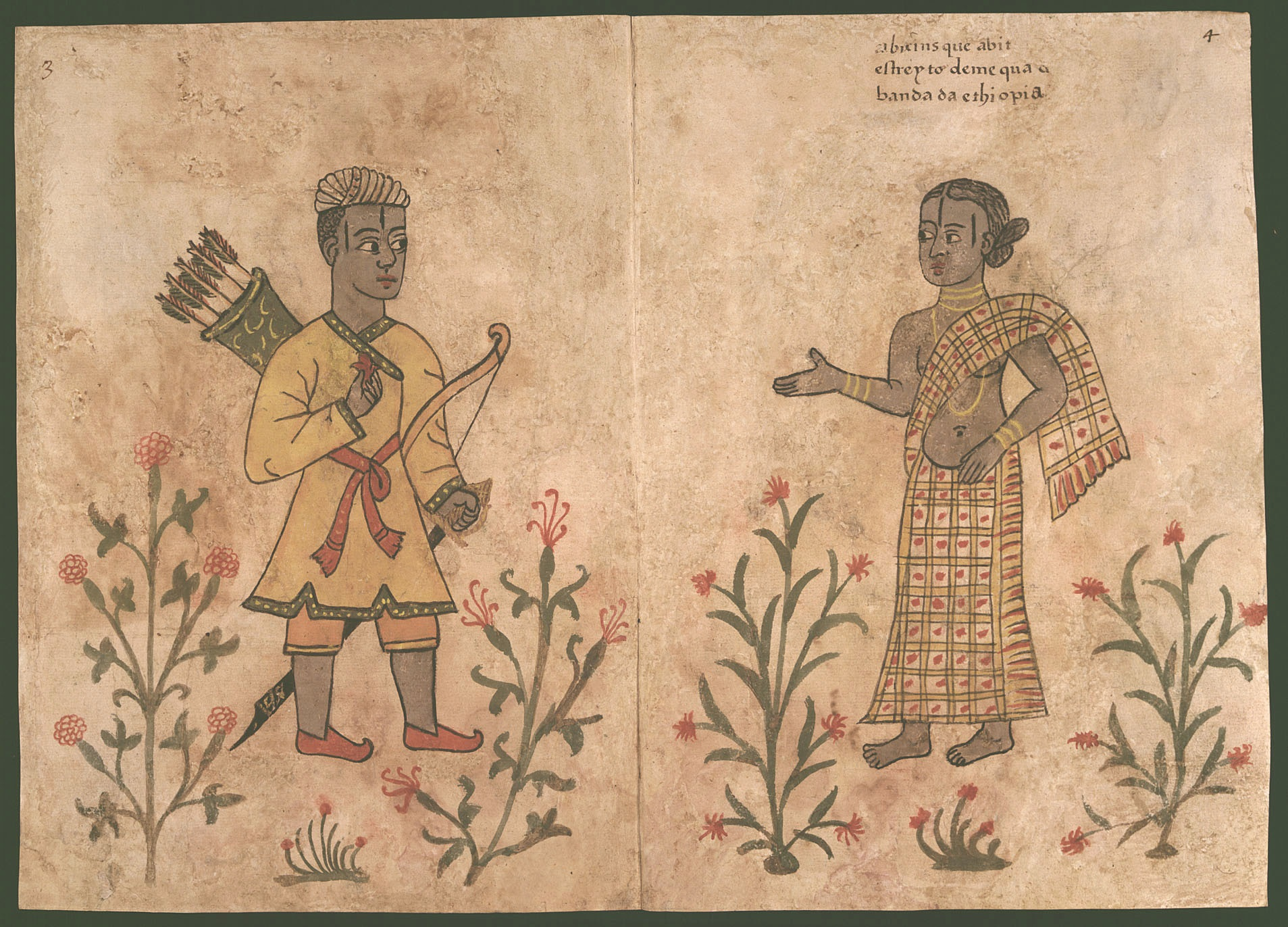
Guerreiro abissínio e sua esposa.

### Núbia

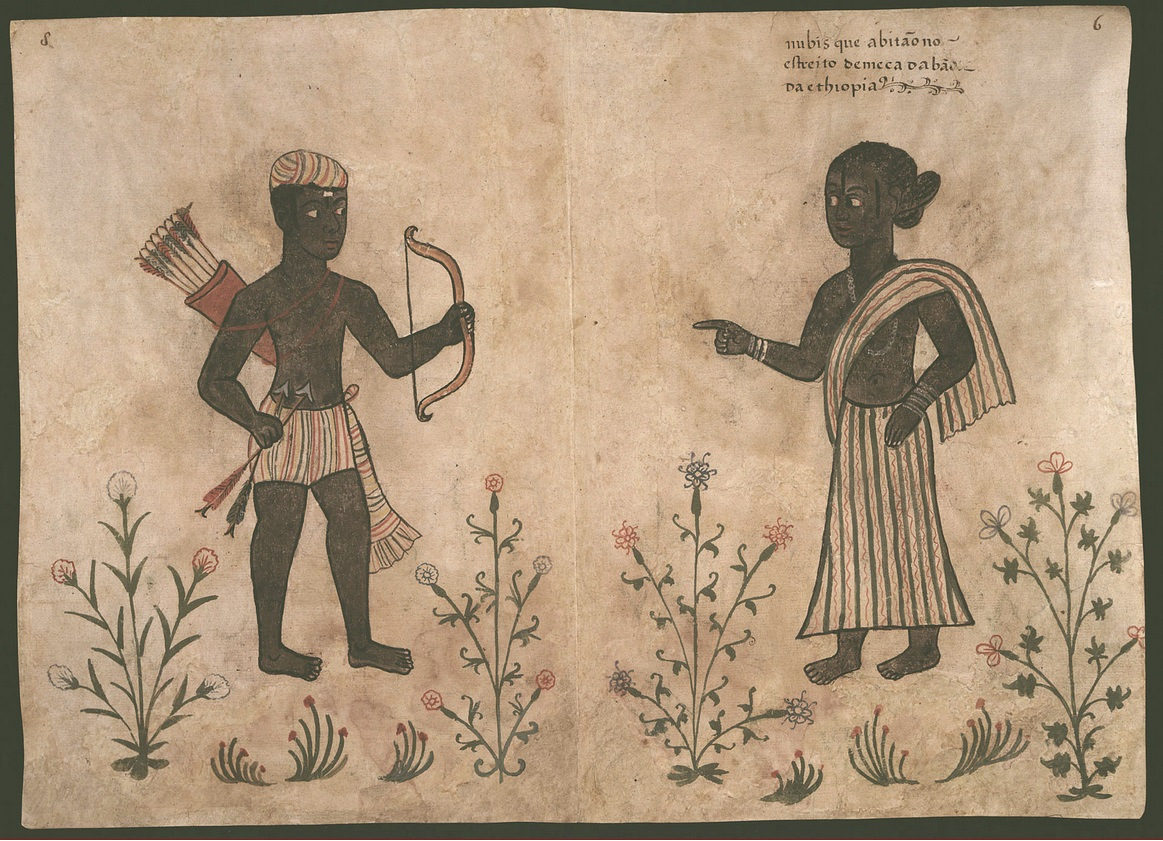
Núbios.

### Cafreria

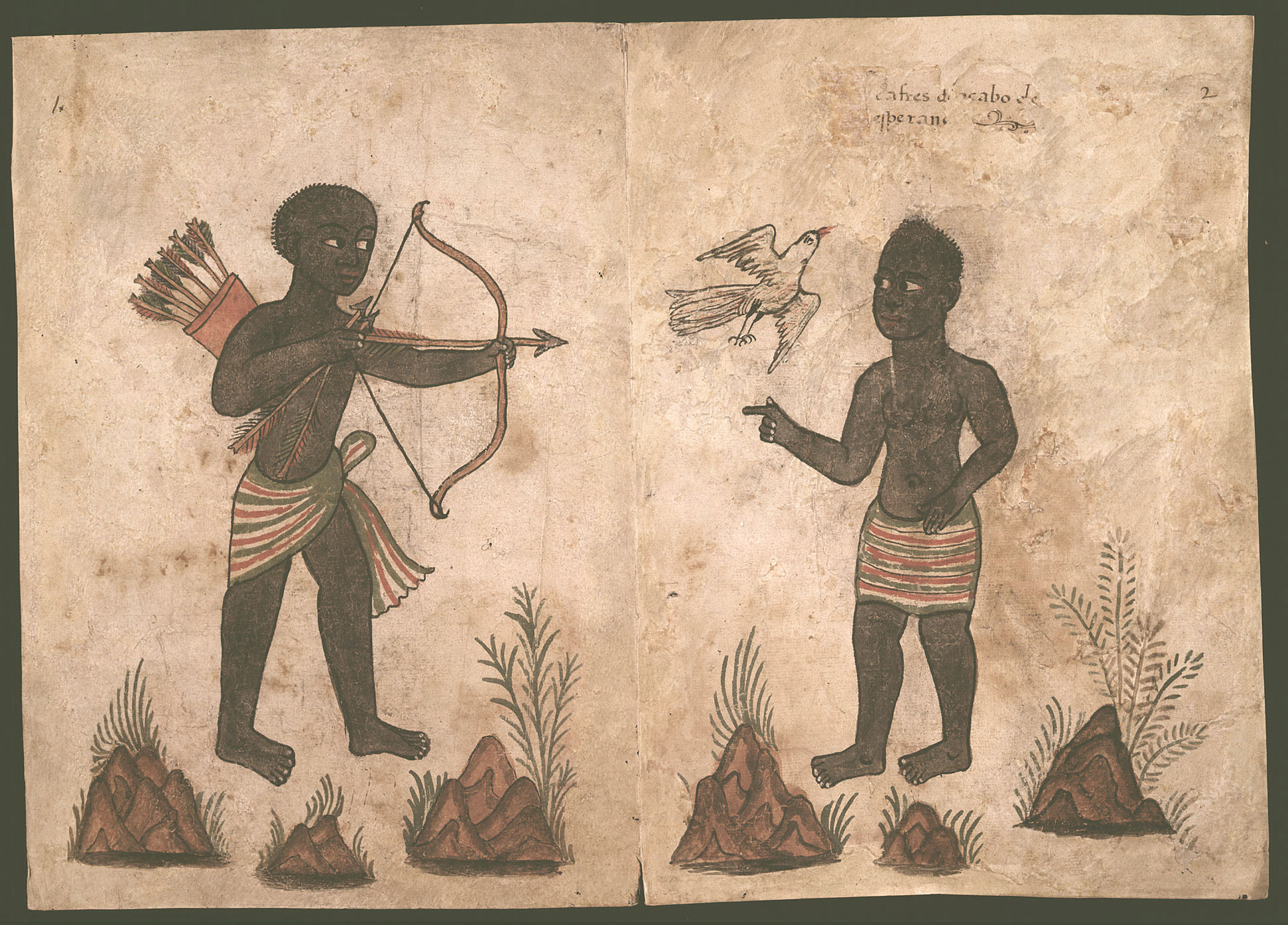
Cafres do Cabo da Boa Esperança.

### Arábia

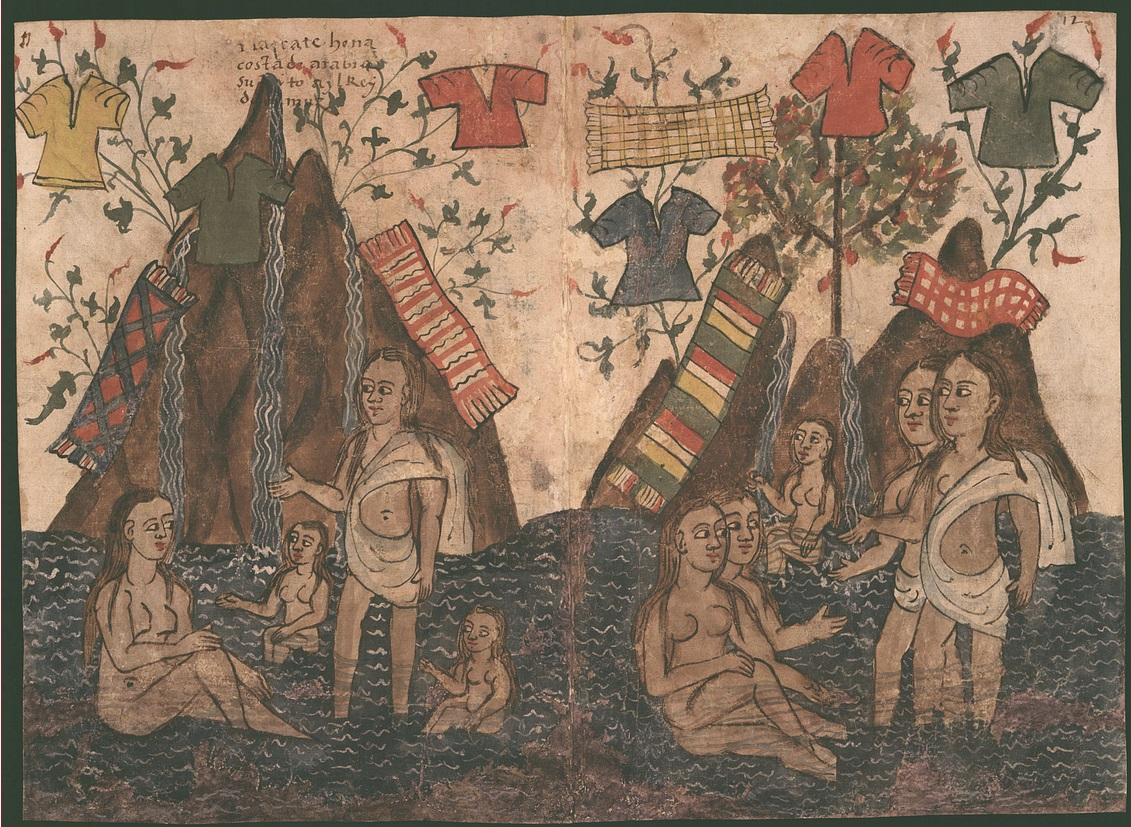
Cena de banho das mulheres de Mascate.
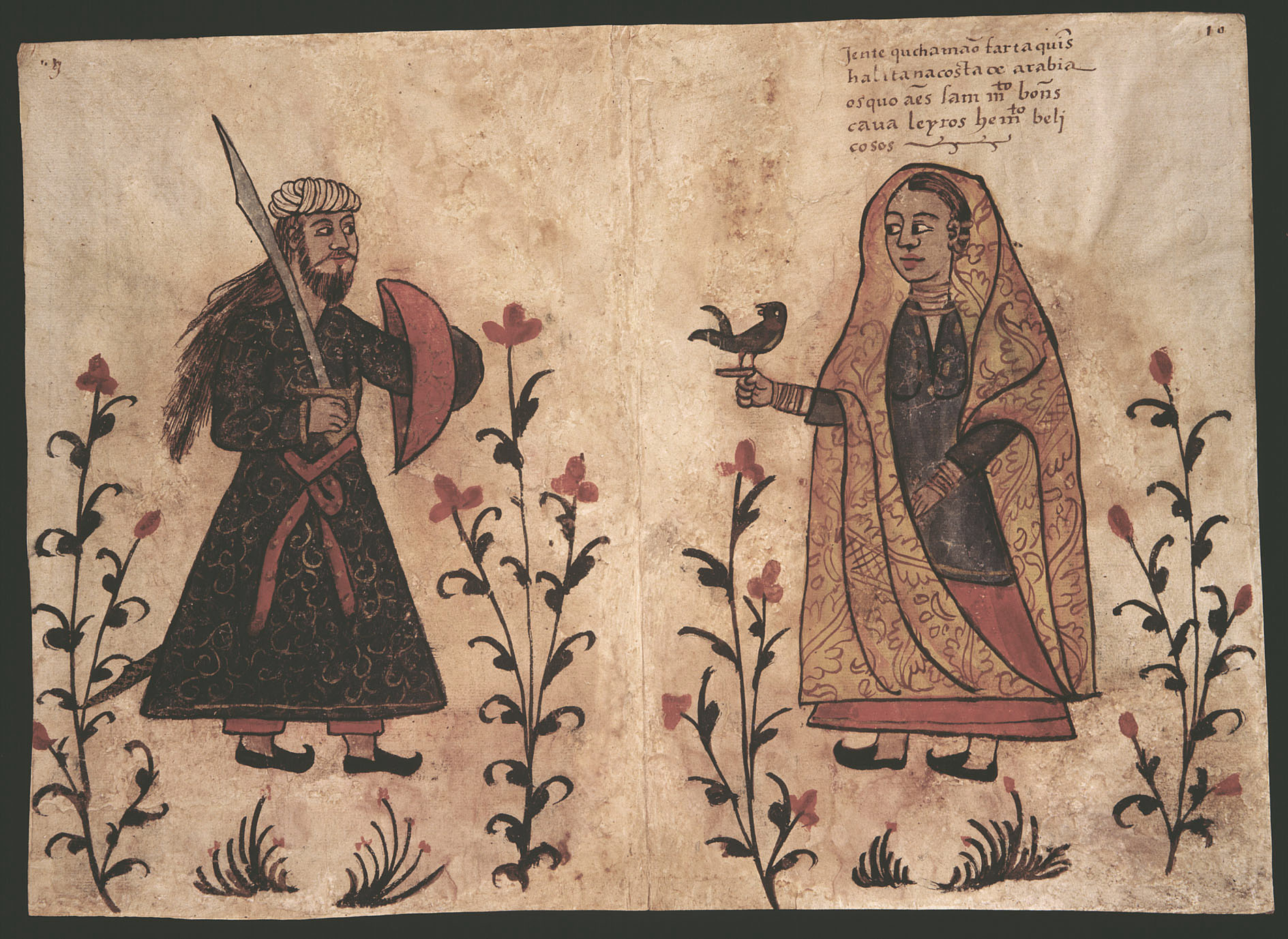
Habitantes do Reino de Fartakh na costa leste da Arábia e Socotra, chamados Fartaques pelos portugueses.
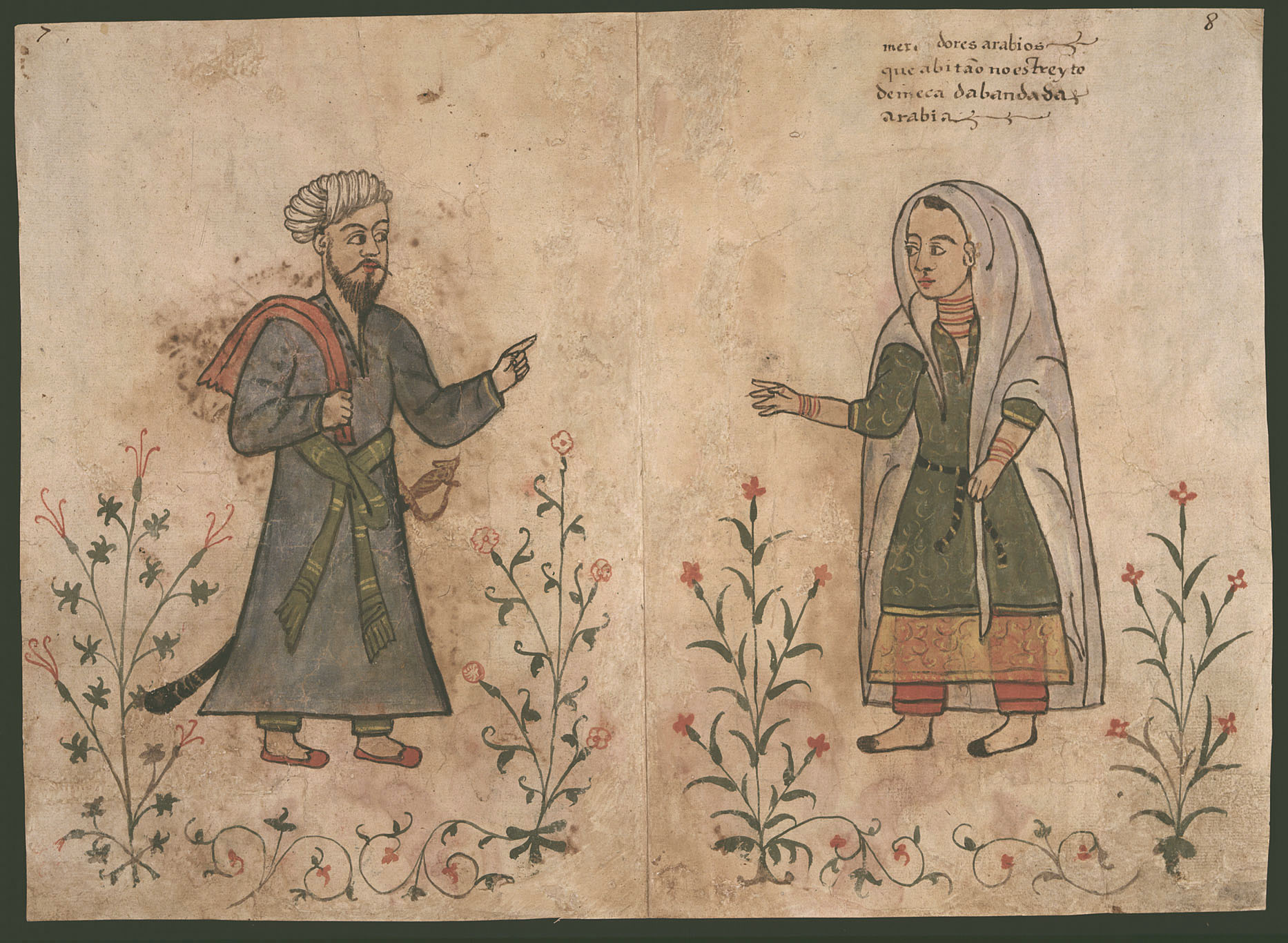
Mercadores árabes de Hejaz.
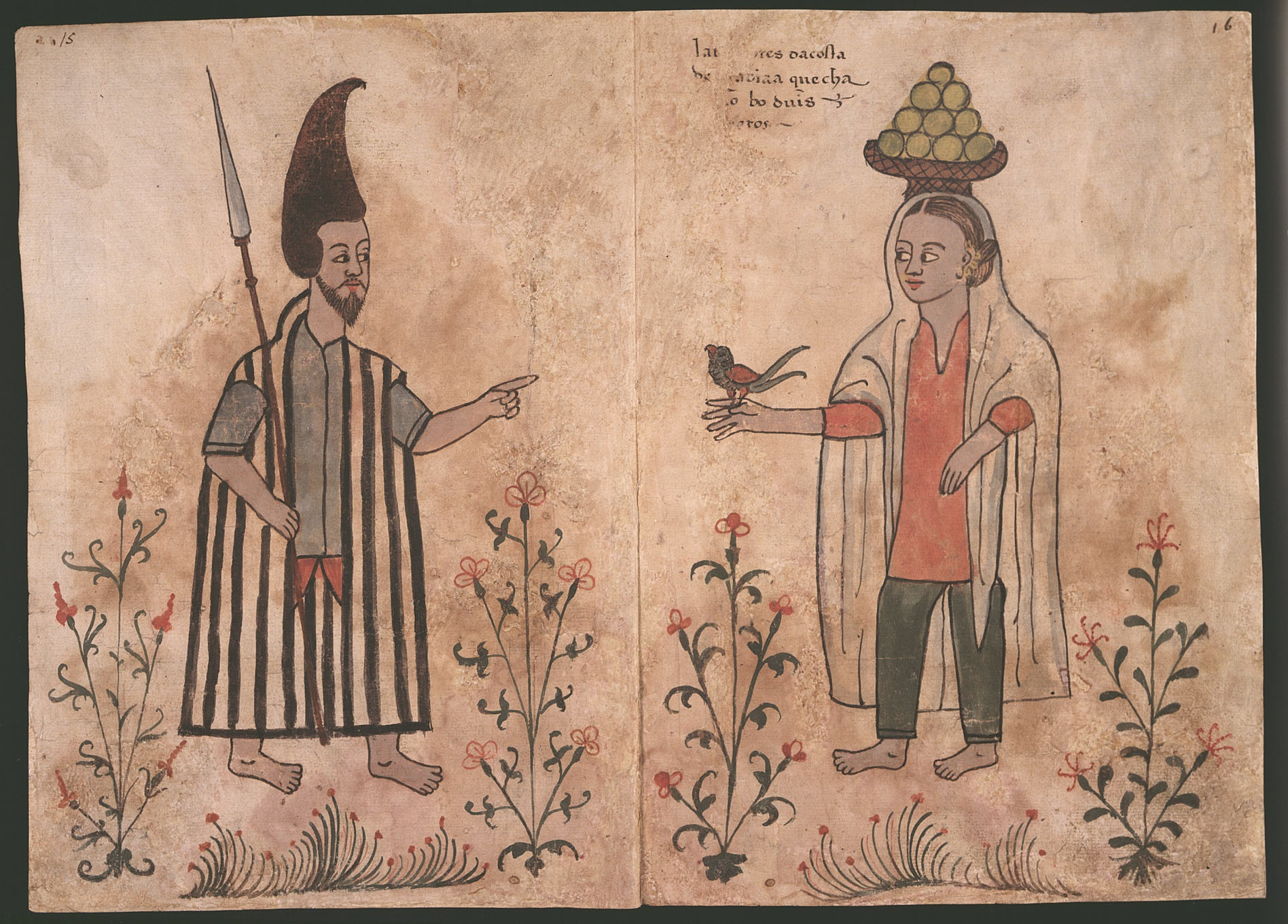
Agricultores do sudeste da Arábia, possivelmente Iêmen, chamados Boduis pelos portugueses.
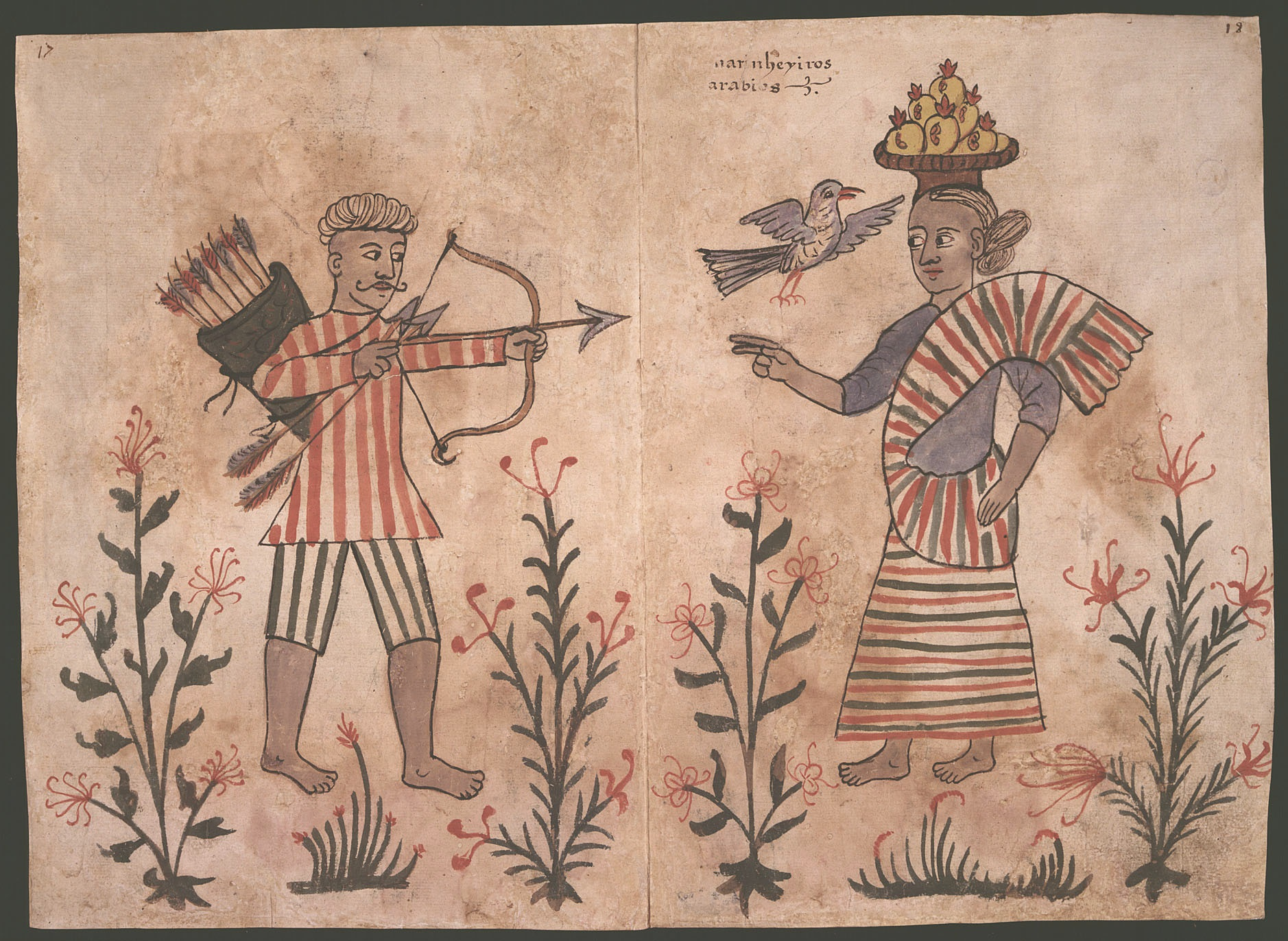
"Marinheiros" da Arábia, provavelmente pescadores.
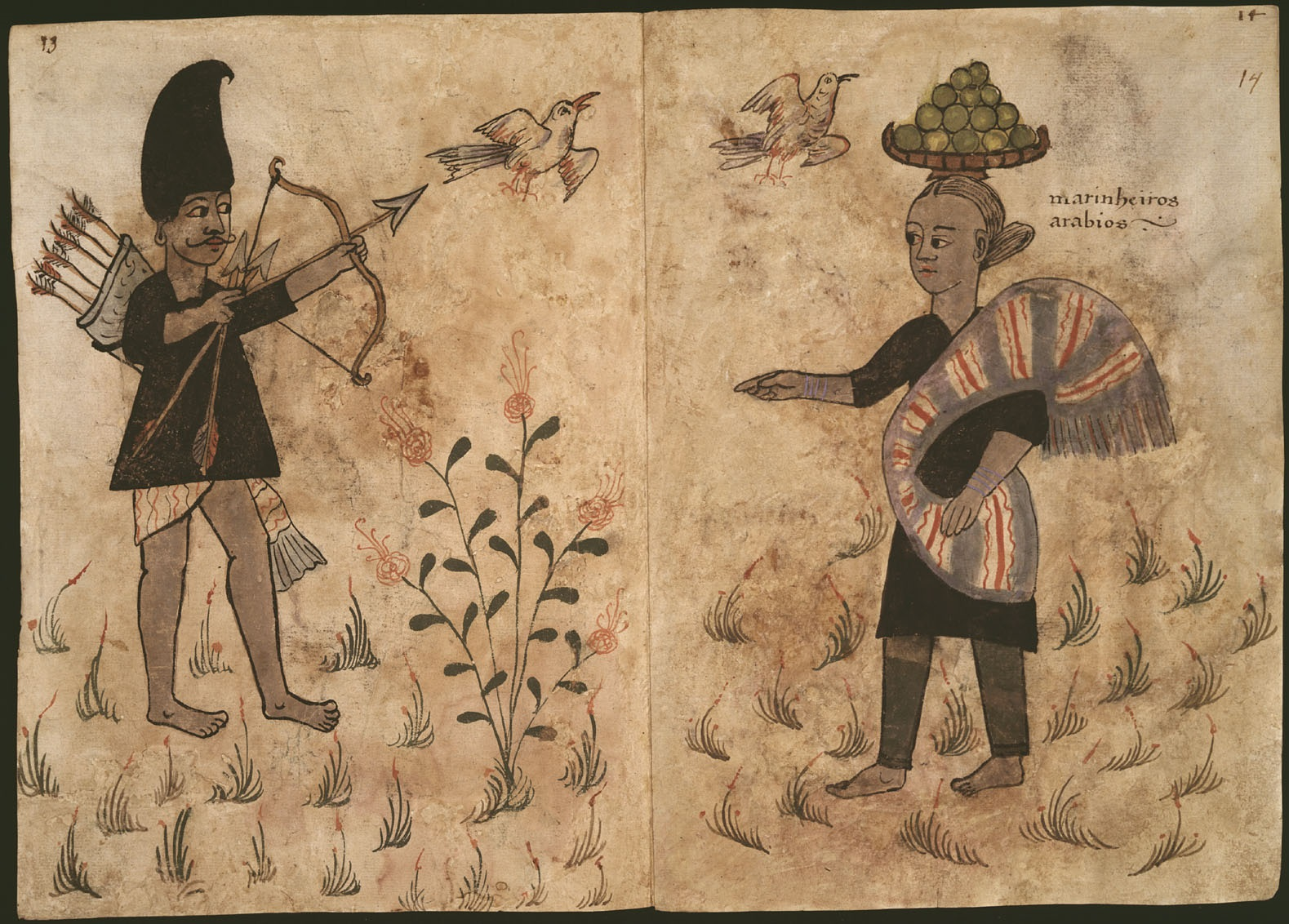
Marinheiros da Arábia, repetição.

### Mesopotâmia

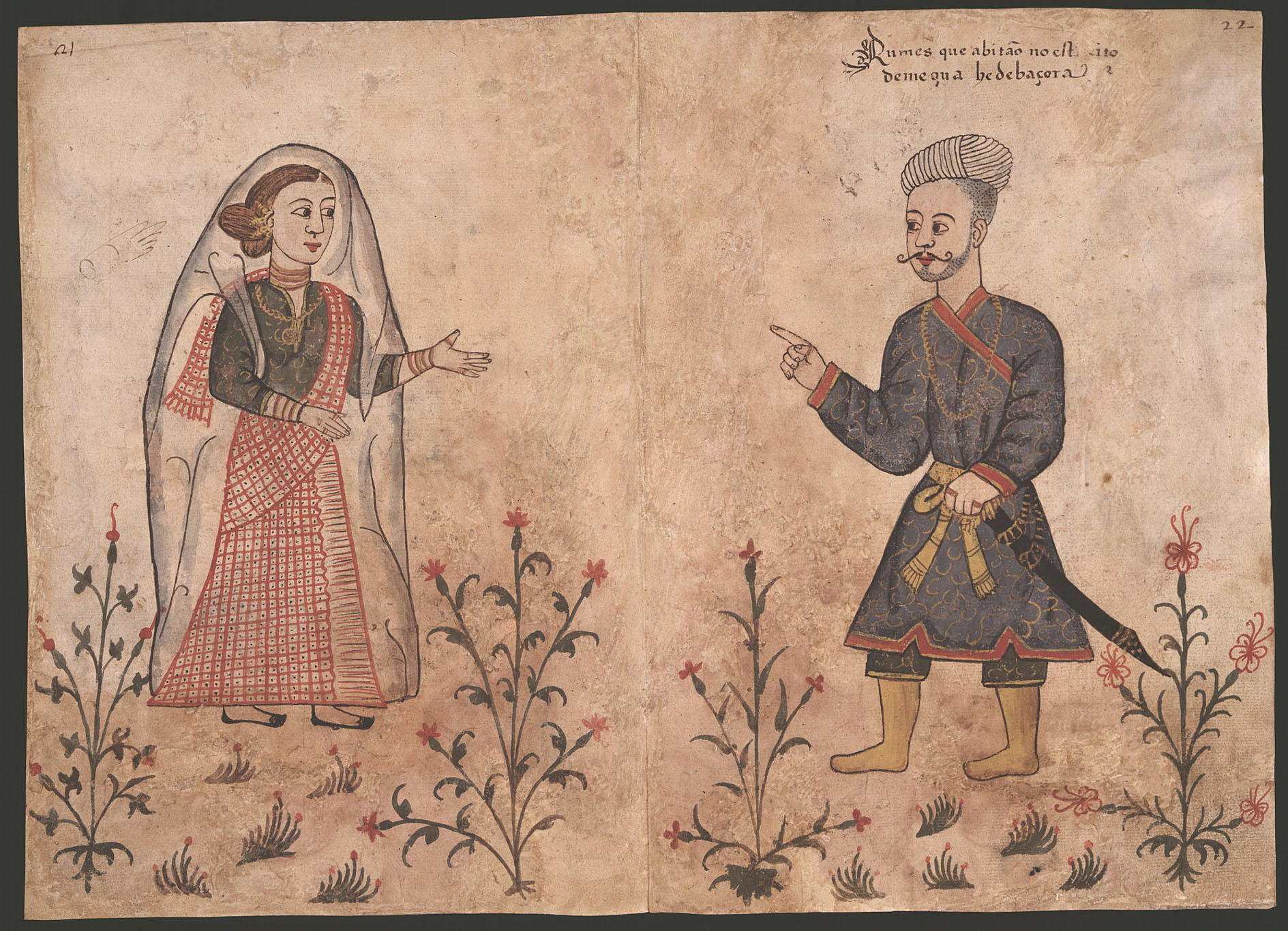
"Rumes" (turcos) que habitam o Mar Vermelho e Basra.
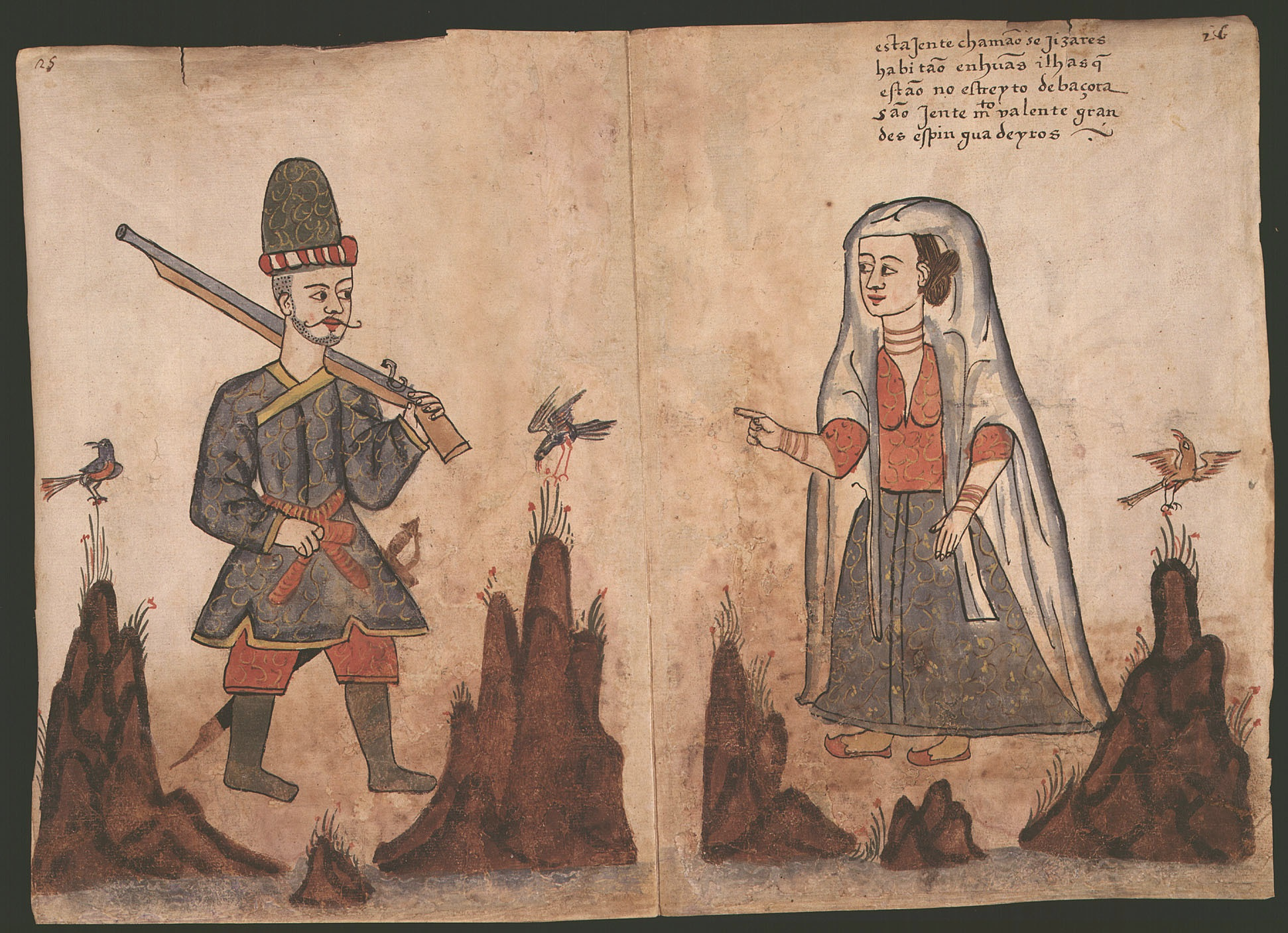
Árabes do pântano.

### Hormuz

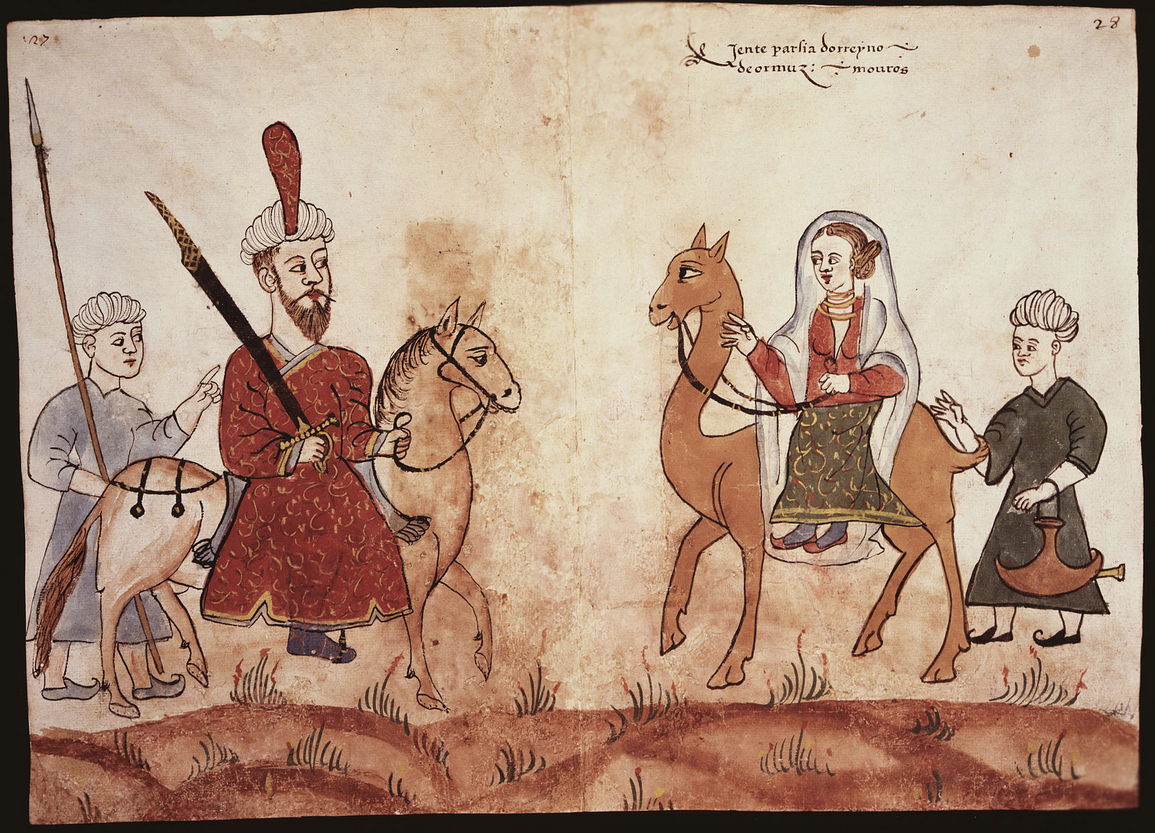
Casal persa de Ormuz.
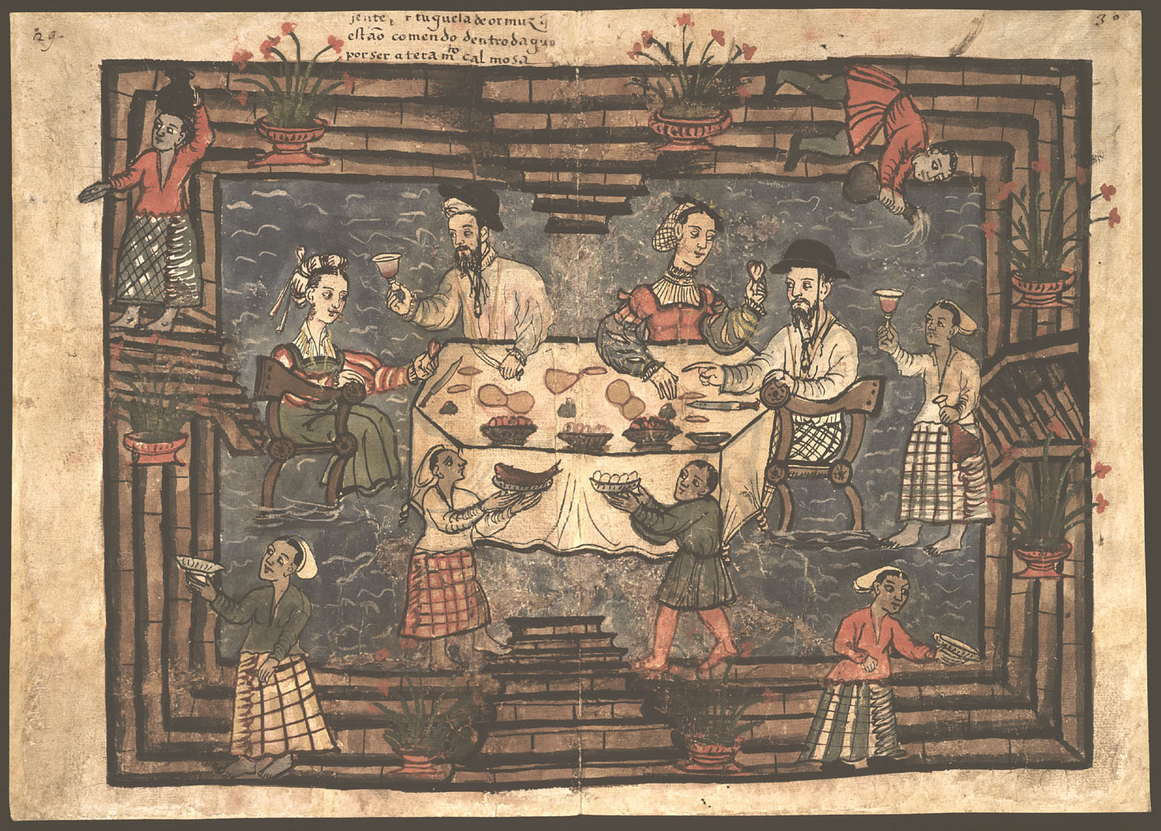
Um jantar de portugueses em Ormuz. O clima estava quente o suficiente para que as pessoas inundassem suas casas de propósito.

### Pérsia e Afeganistão

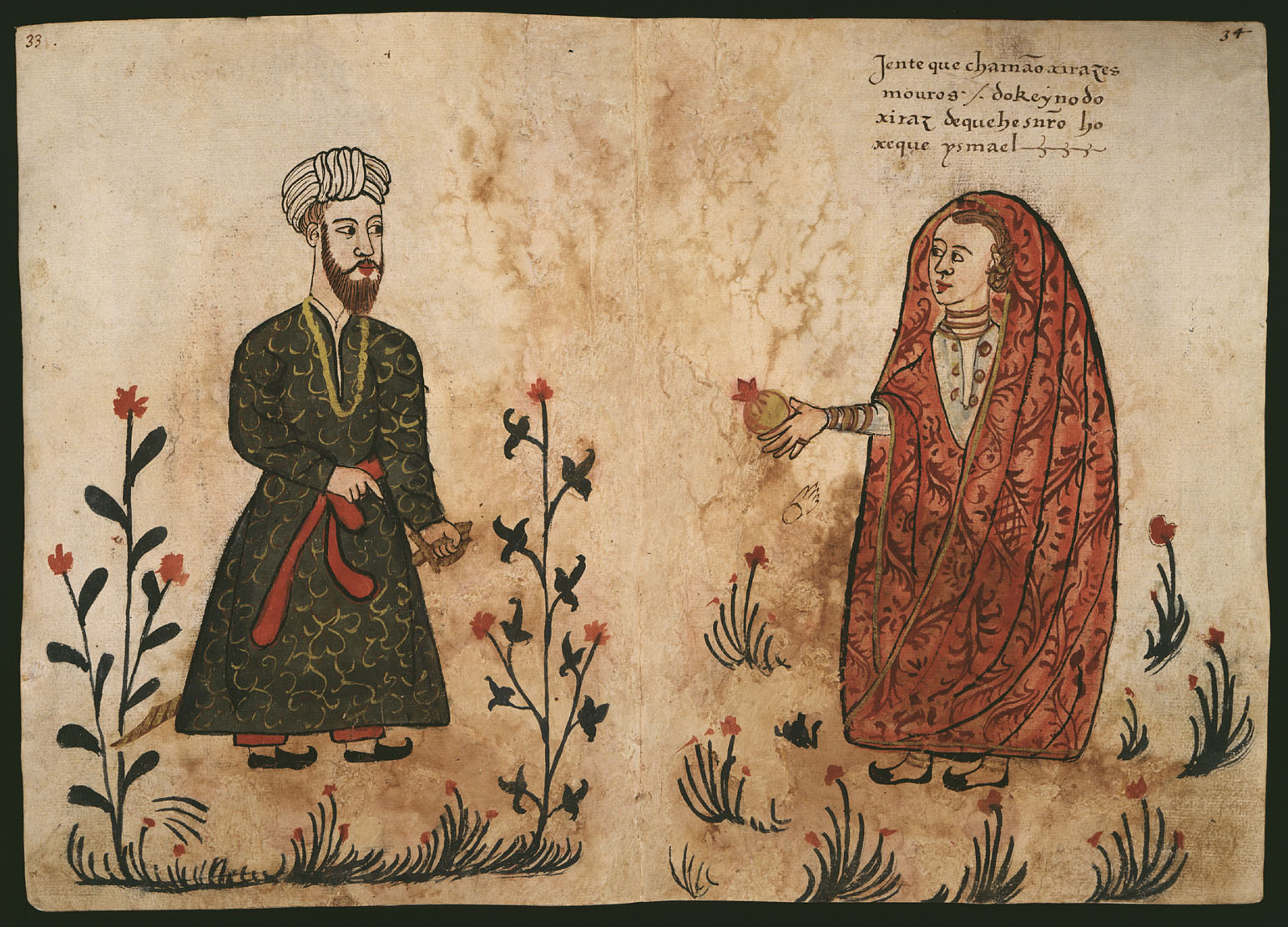
Um casal de Shiraz.
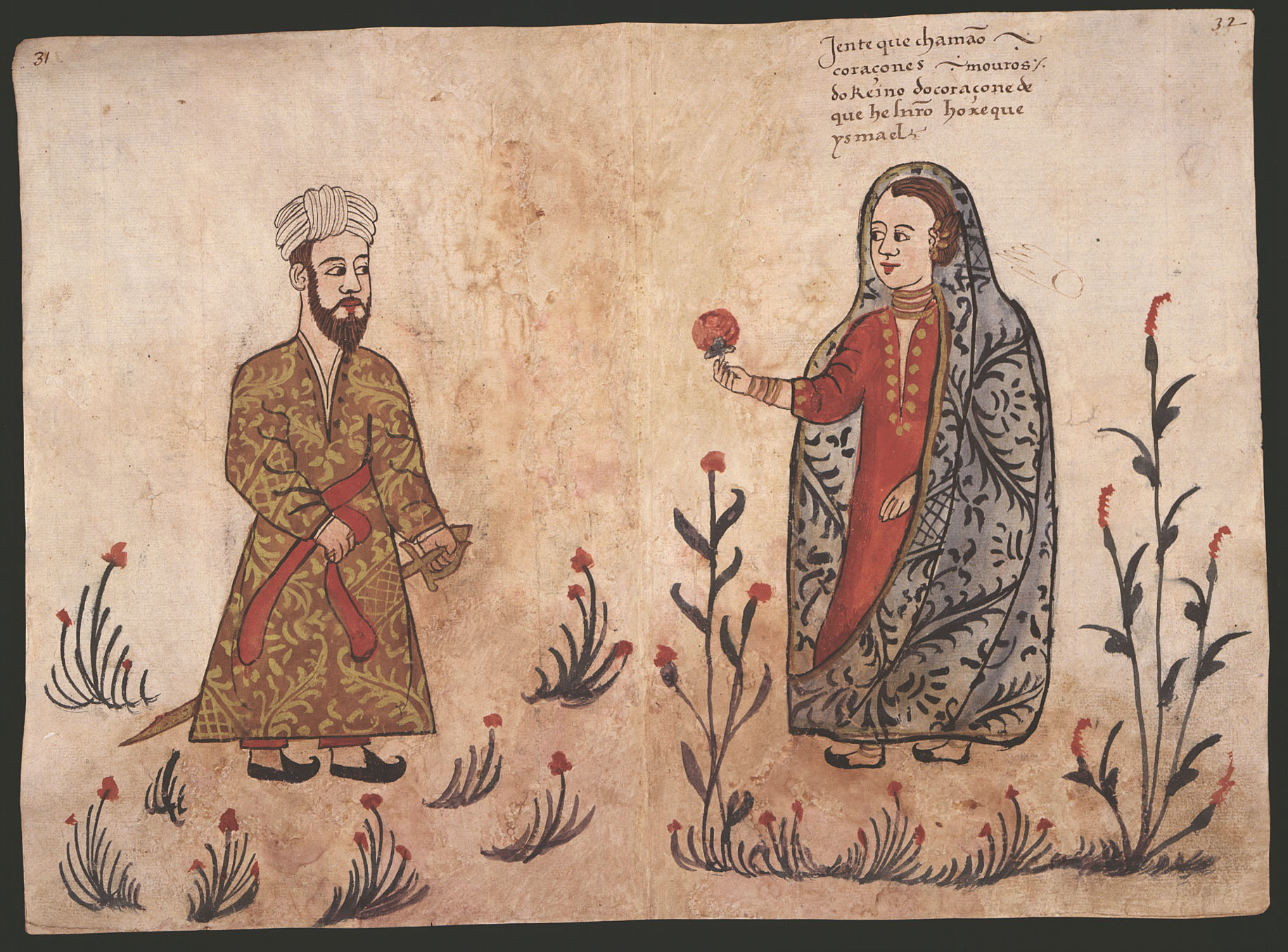
Um casal de Khorassan.
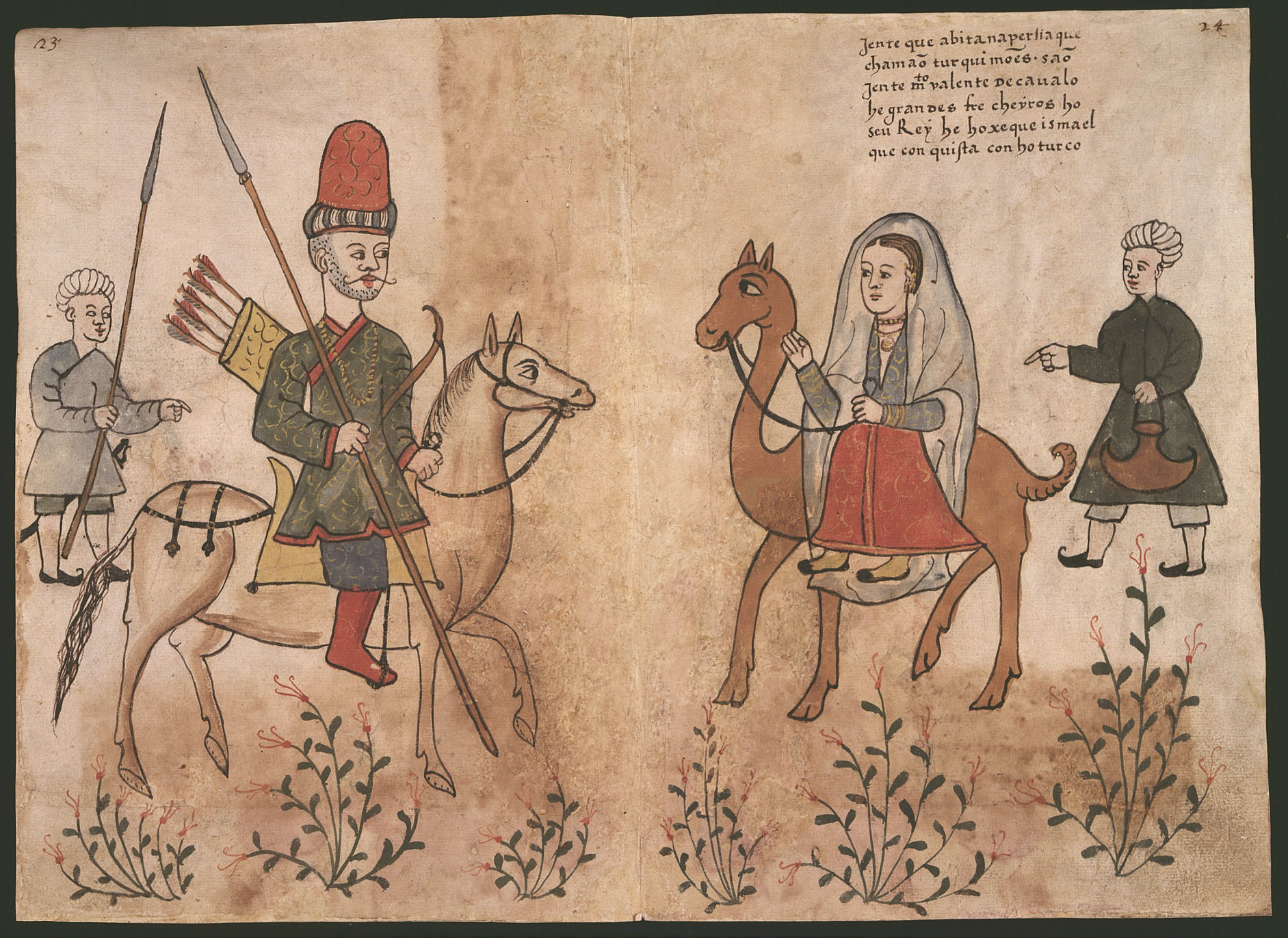
Turcomenos da Pérsia.
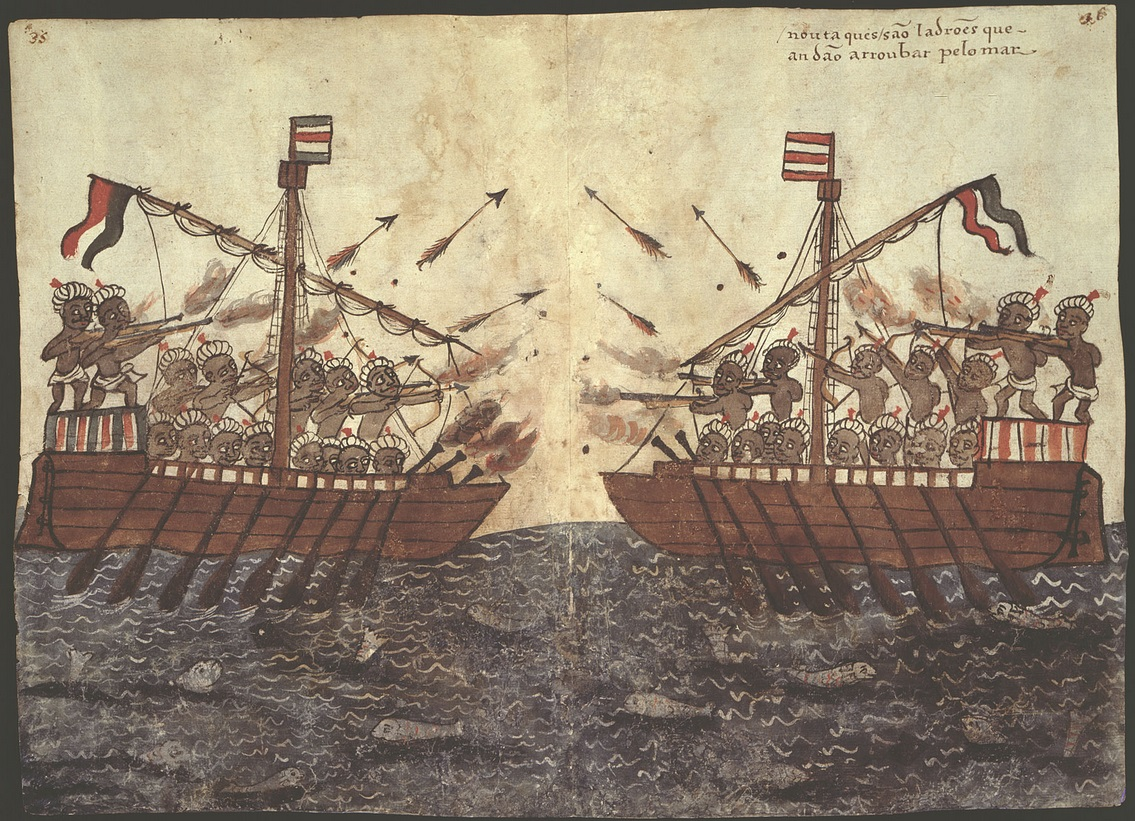
Nautaques, pescadores balúchis que também atacaram navios mercantes.

### Sindh

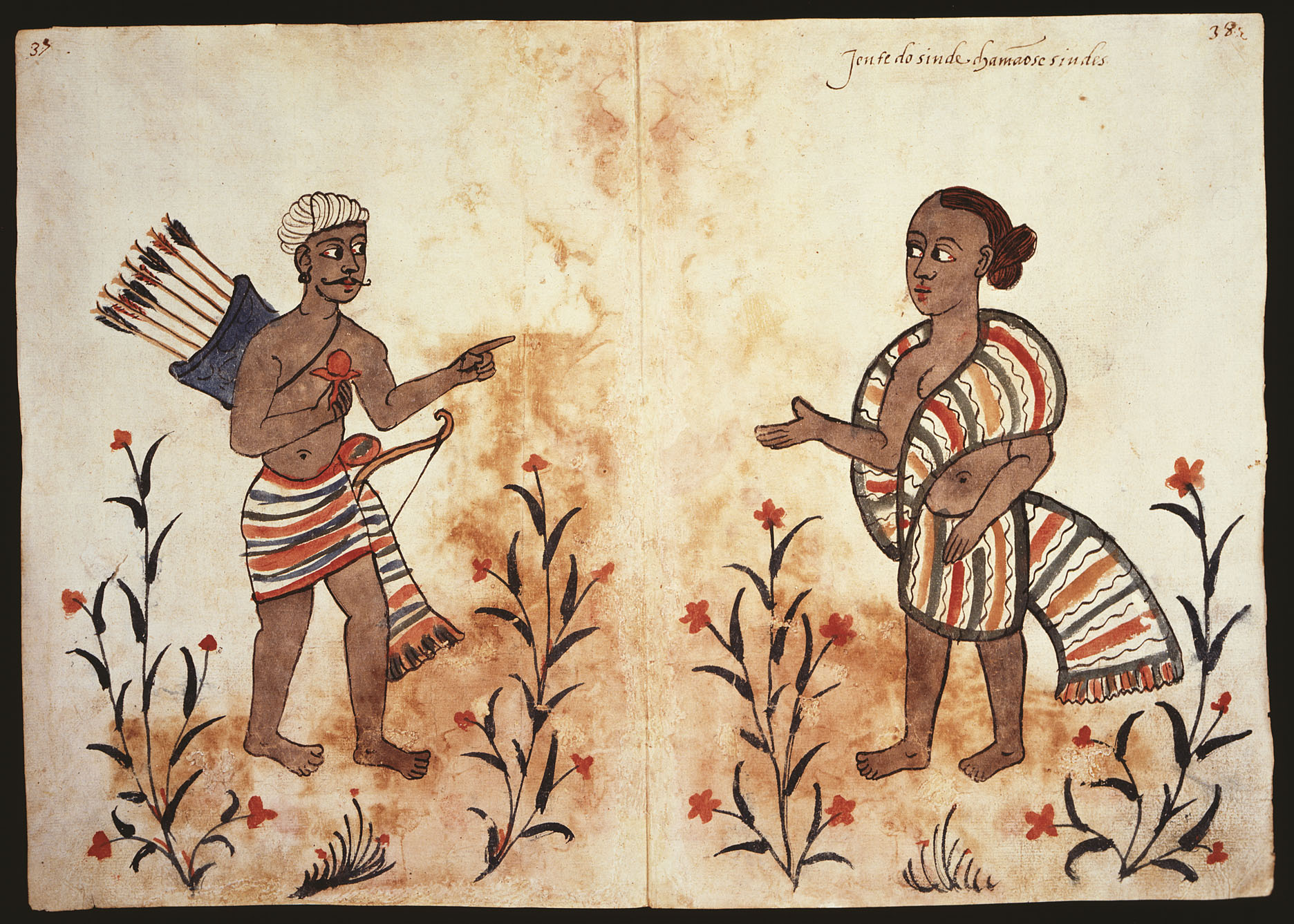
Sindis

### Gujarat

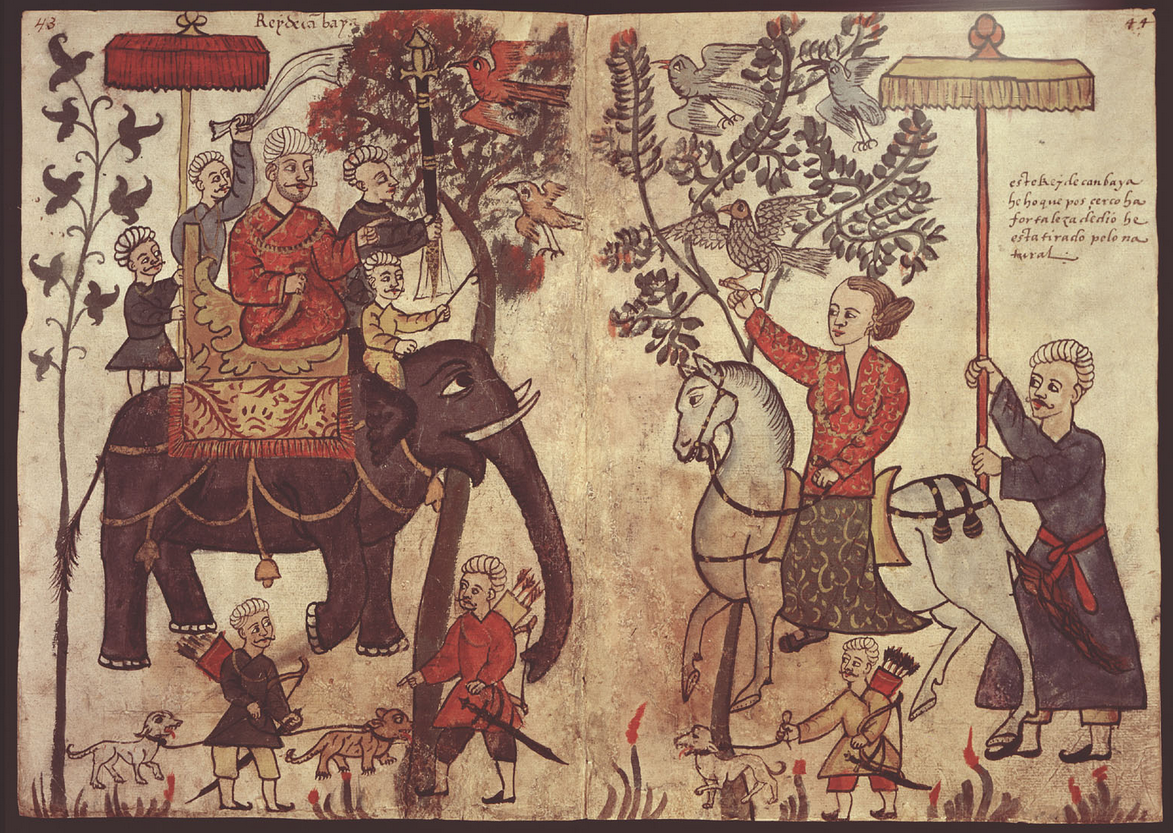
"Rei de Cambay", o sultão de Gujarat.
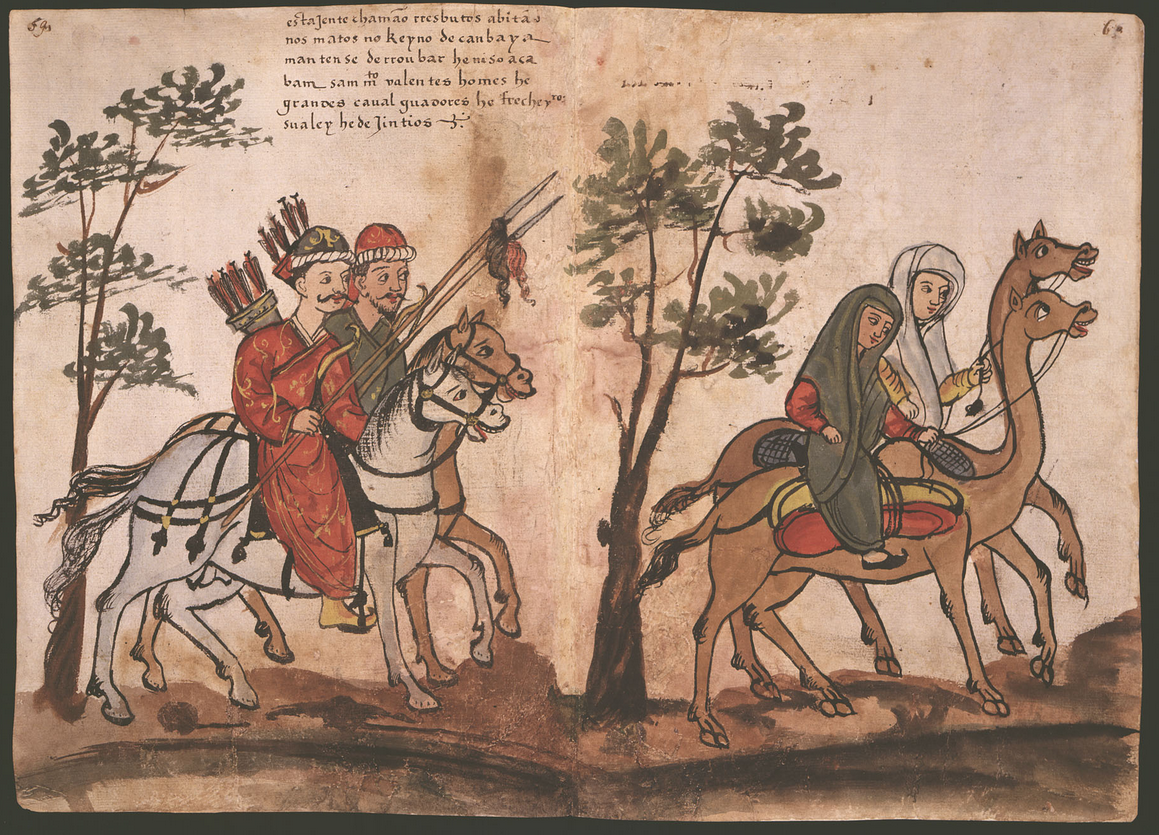
Rajputs, "que habitam o sertão de Cambay".
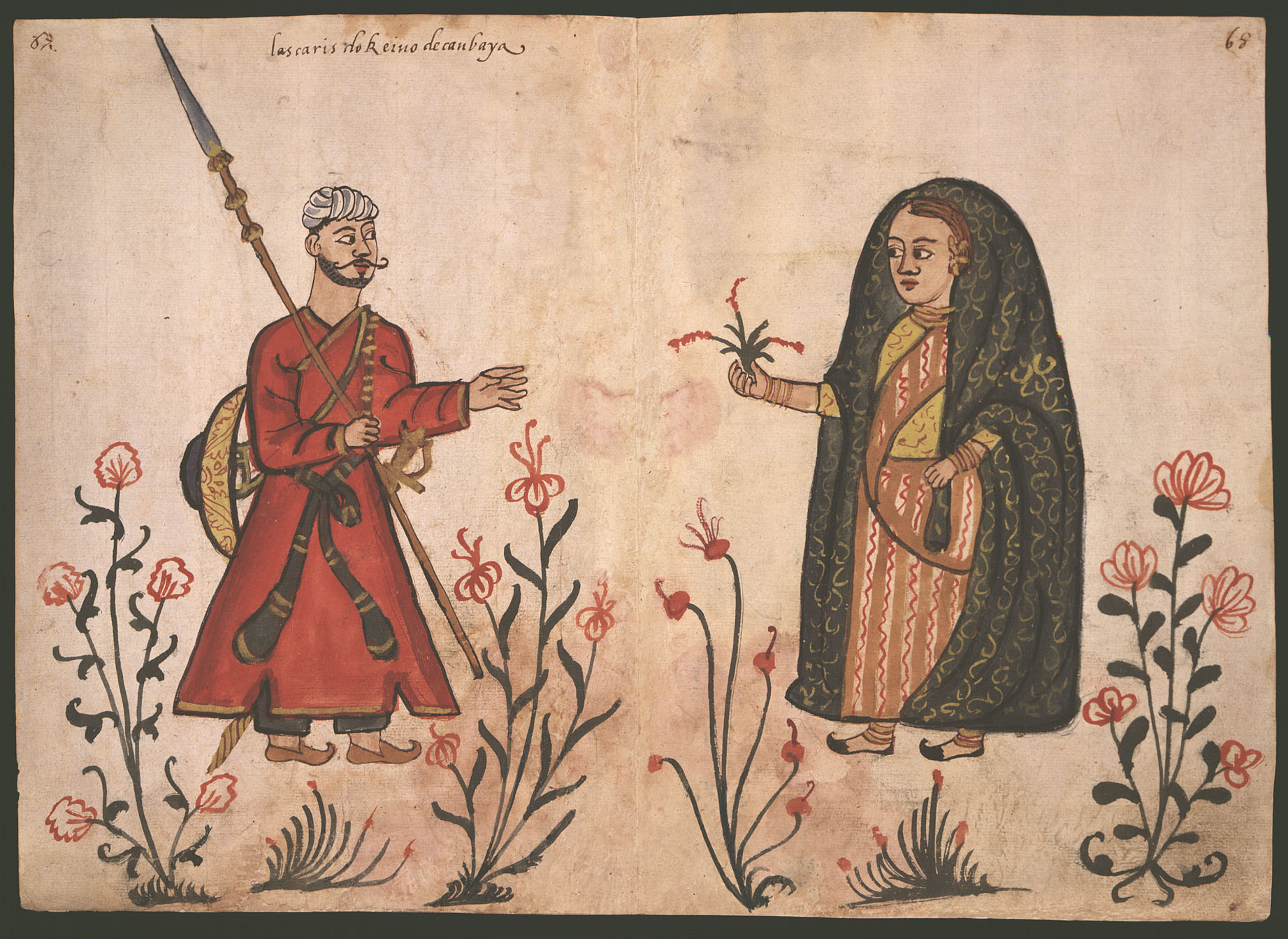
Casal Gujarati de um lascarin (soldado de infantaria) e sua esposa.
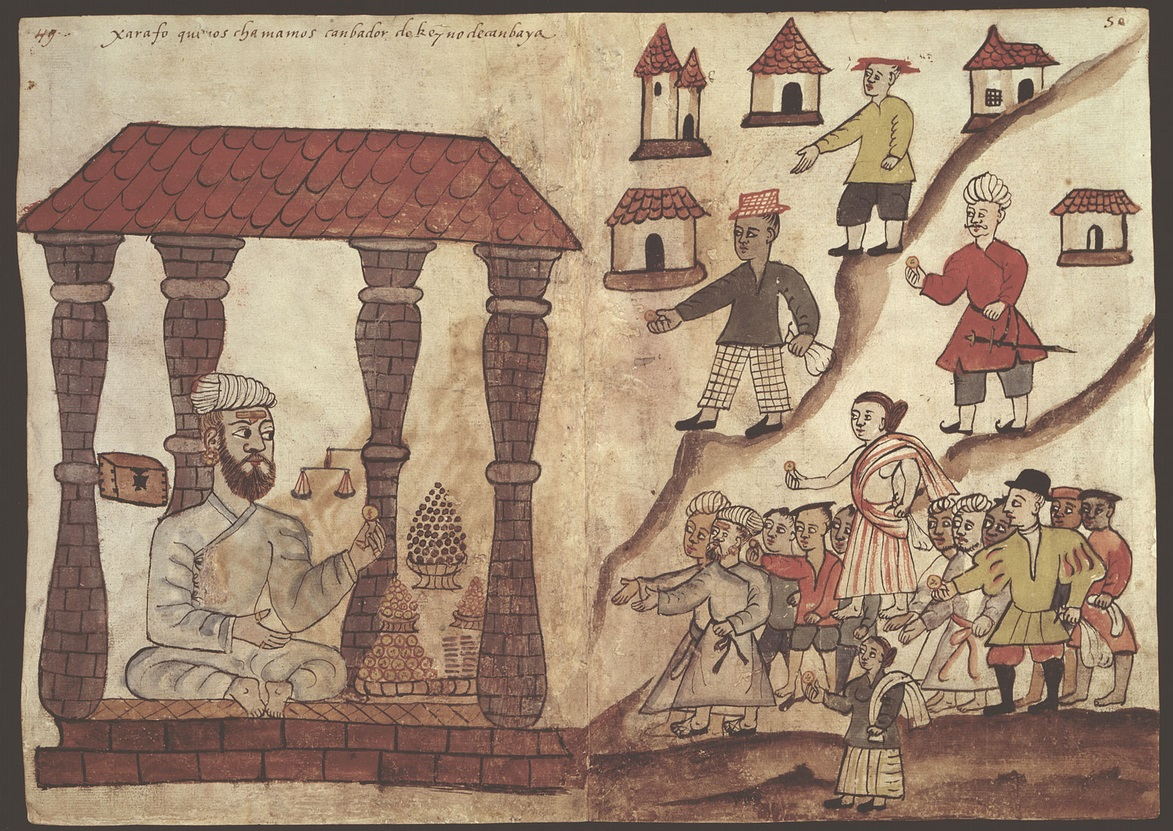
Cambista de Gujarat.
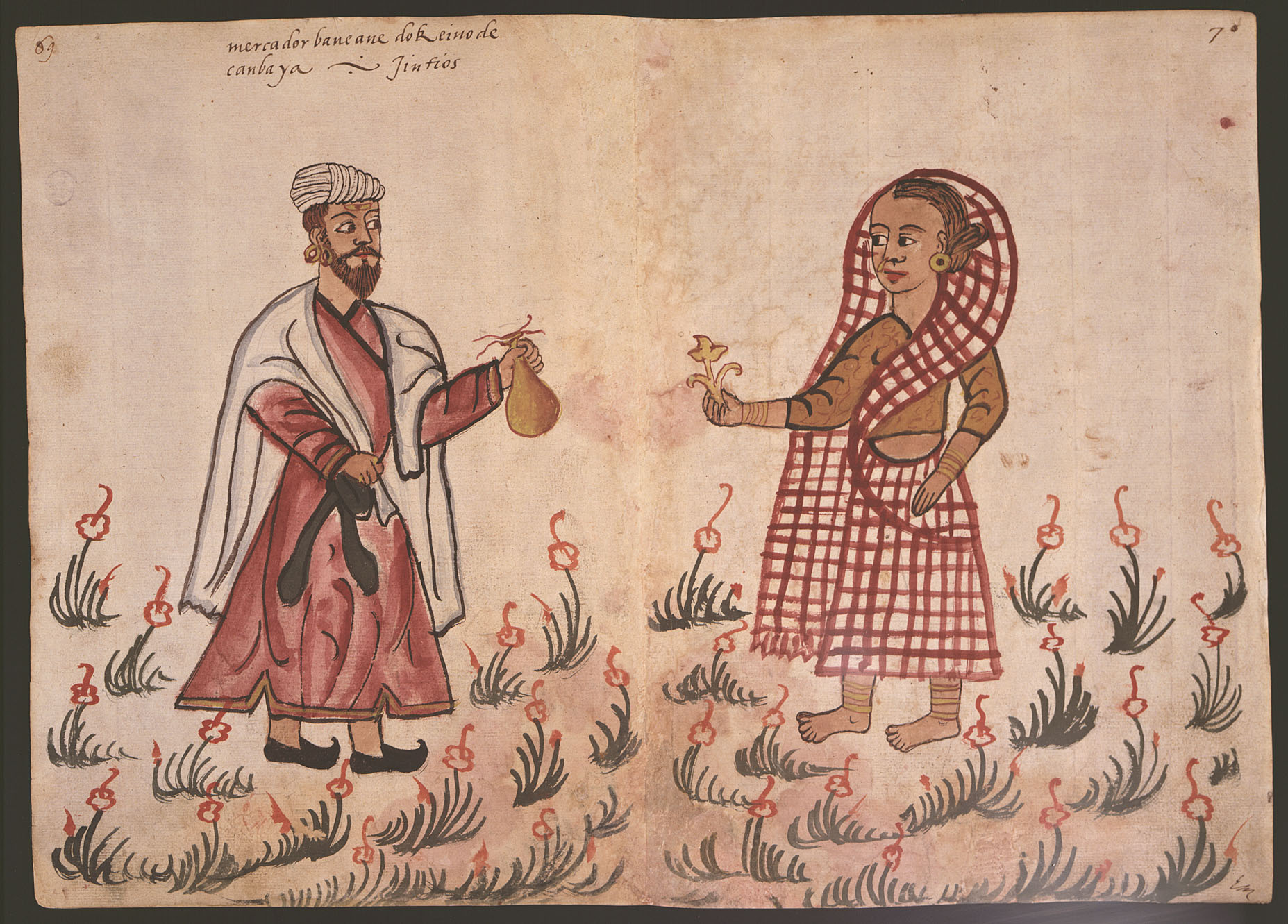
Comerciantes de Gujarat.
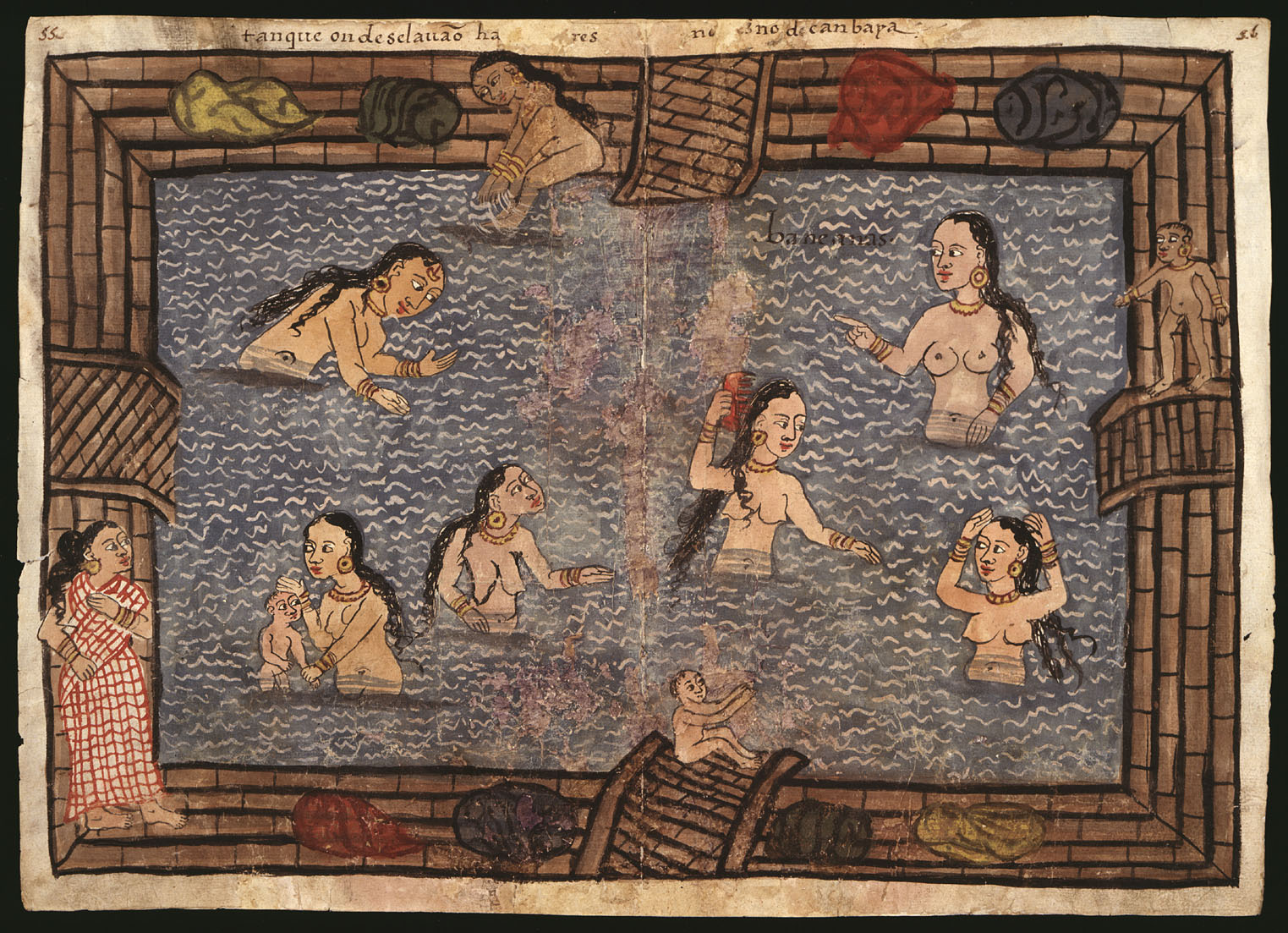
Tanque de água em Gujarat.
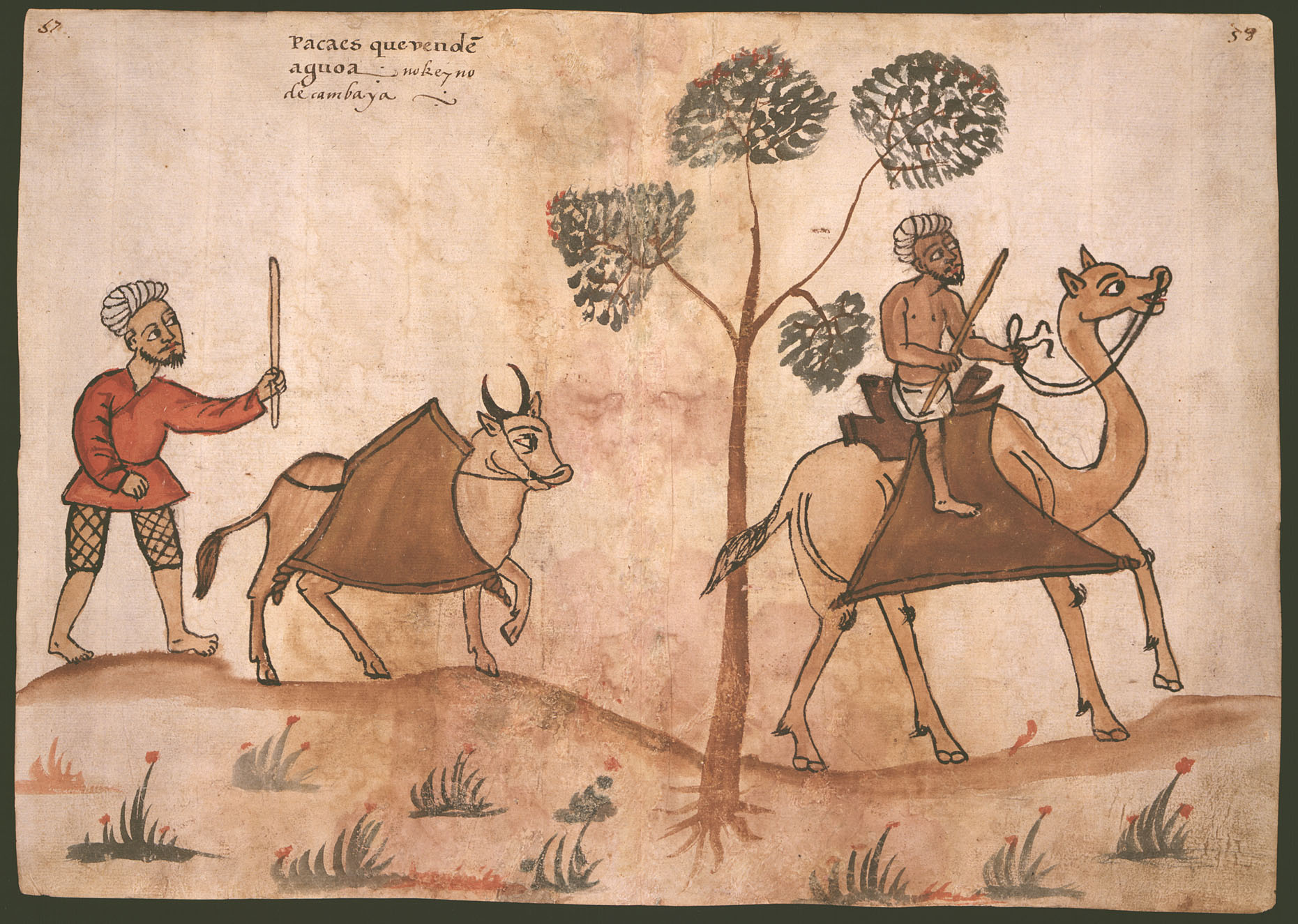
Vendedores de água de Gujarat.
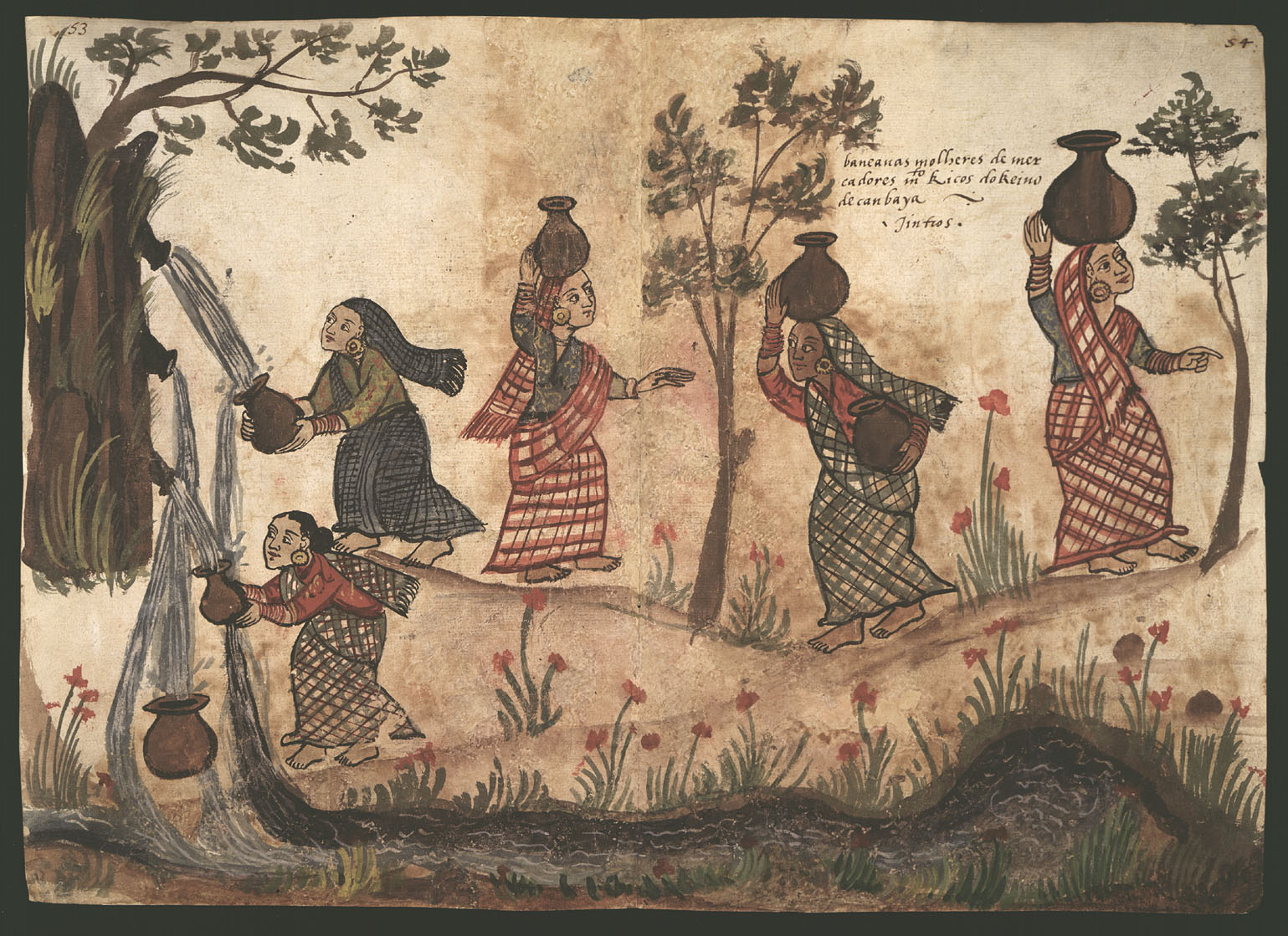
Mulheres Gujarati.
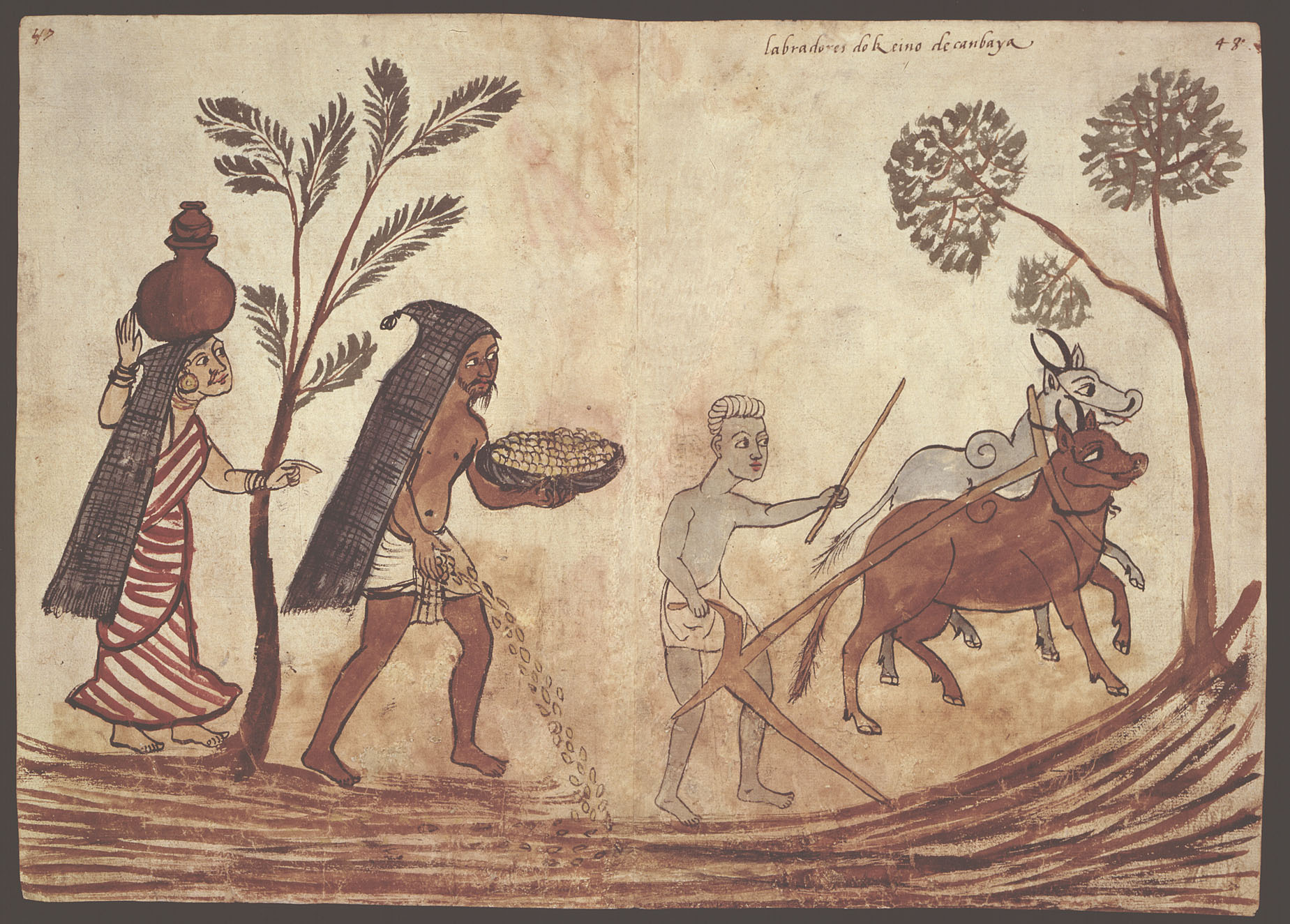
Agricultores e trabalhadores da terra de Gujarat.
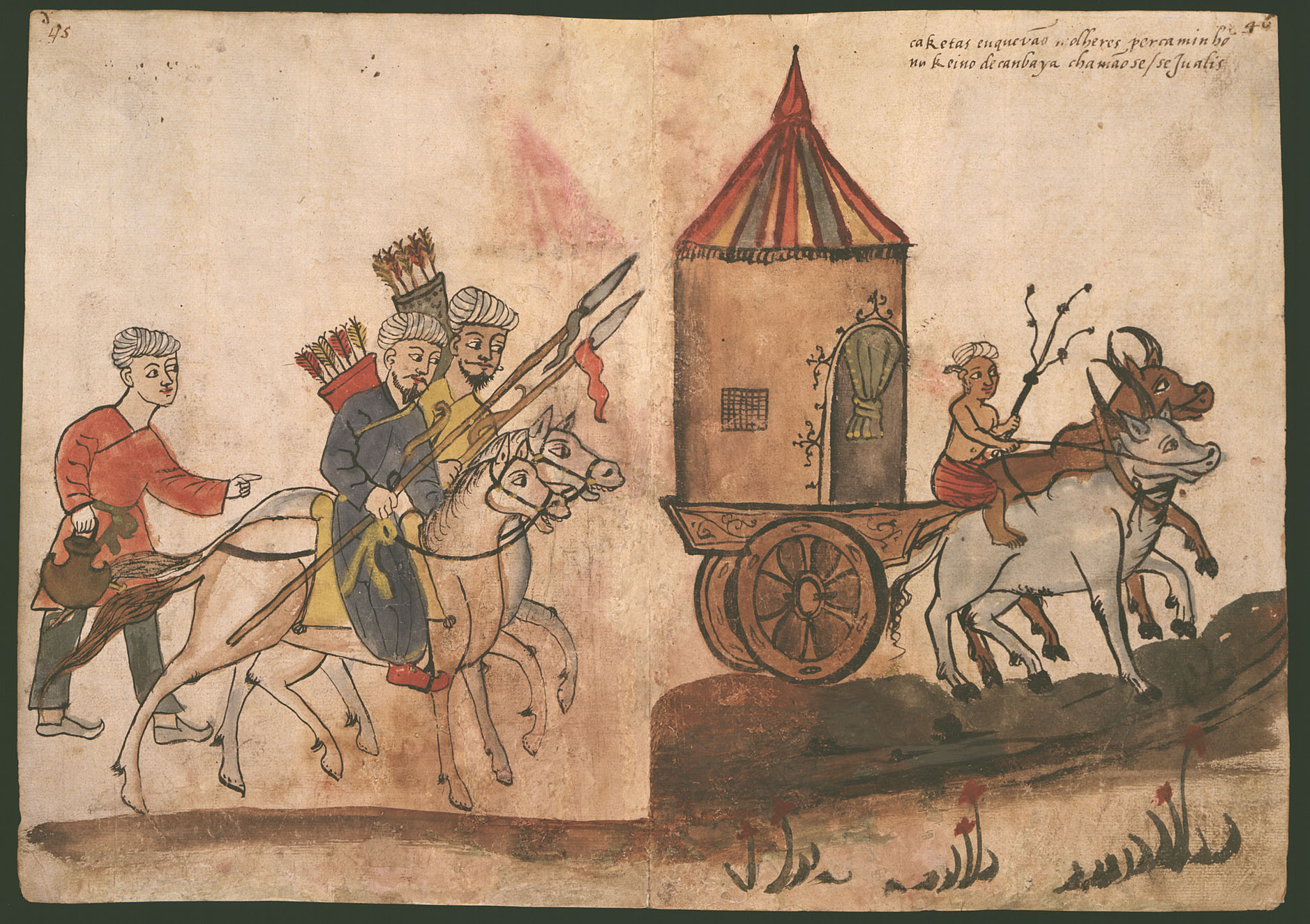
Carruagem de Gujarat.

### Norte e nordeste da Índia

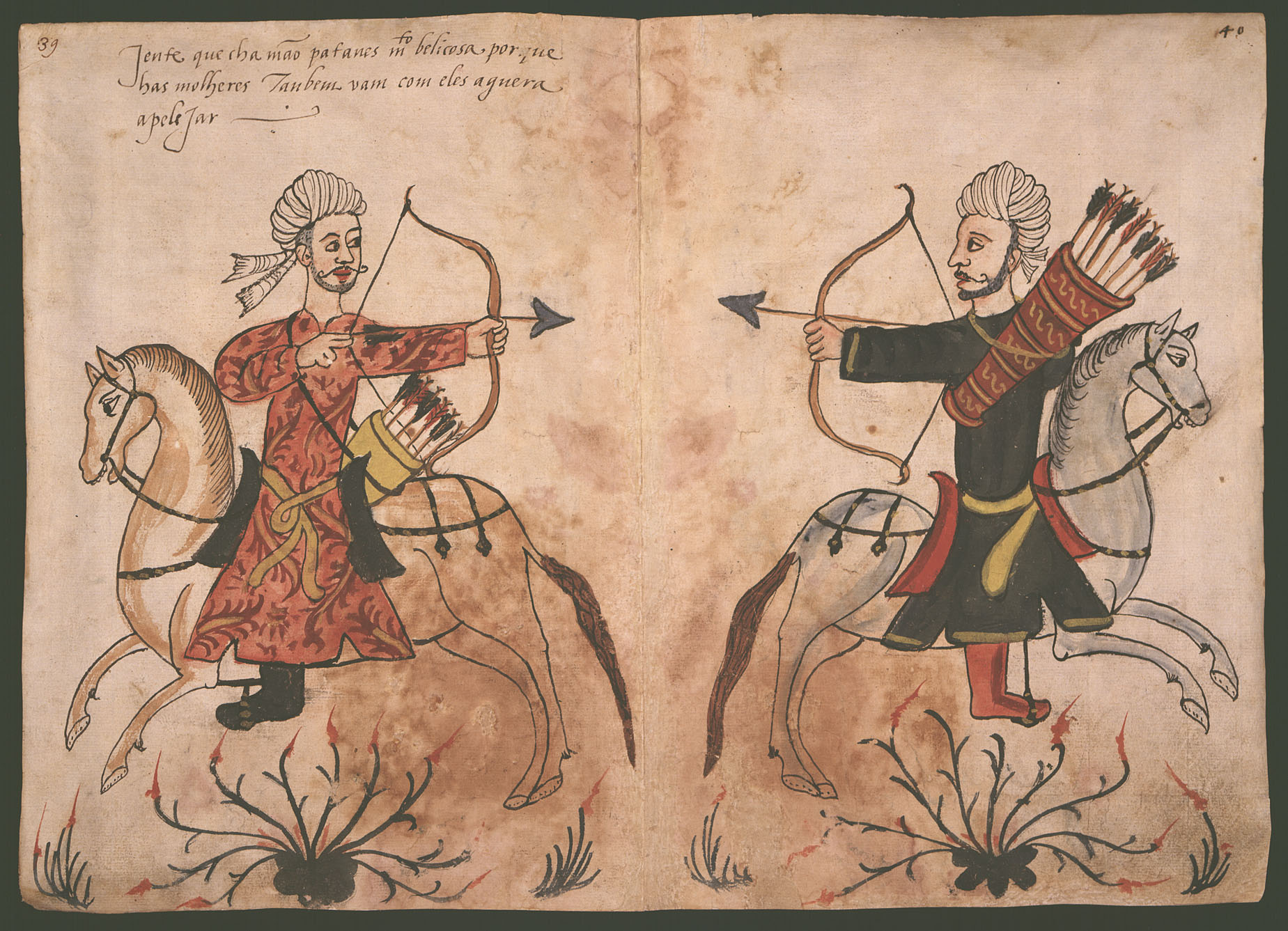
Cavaleiros de Patna.
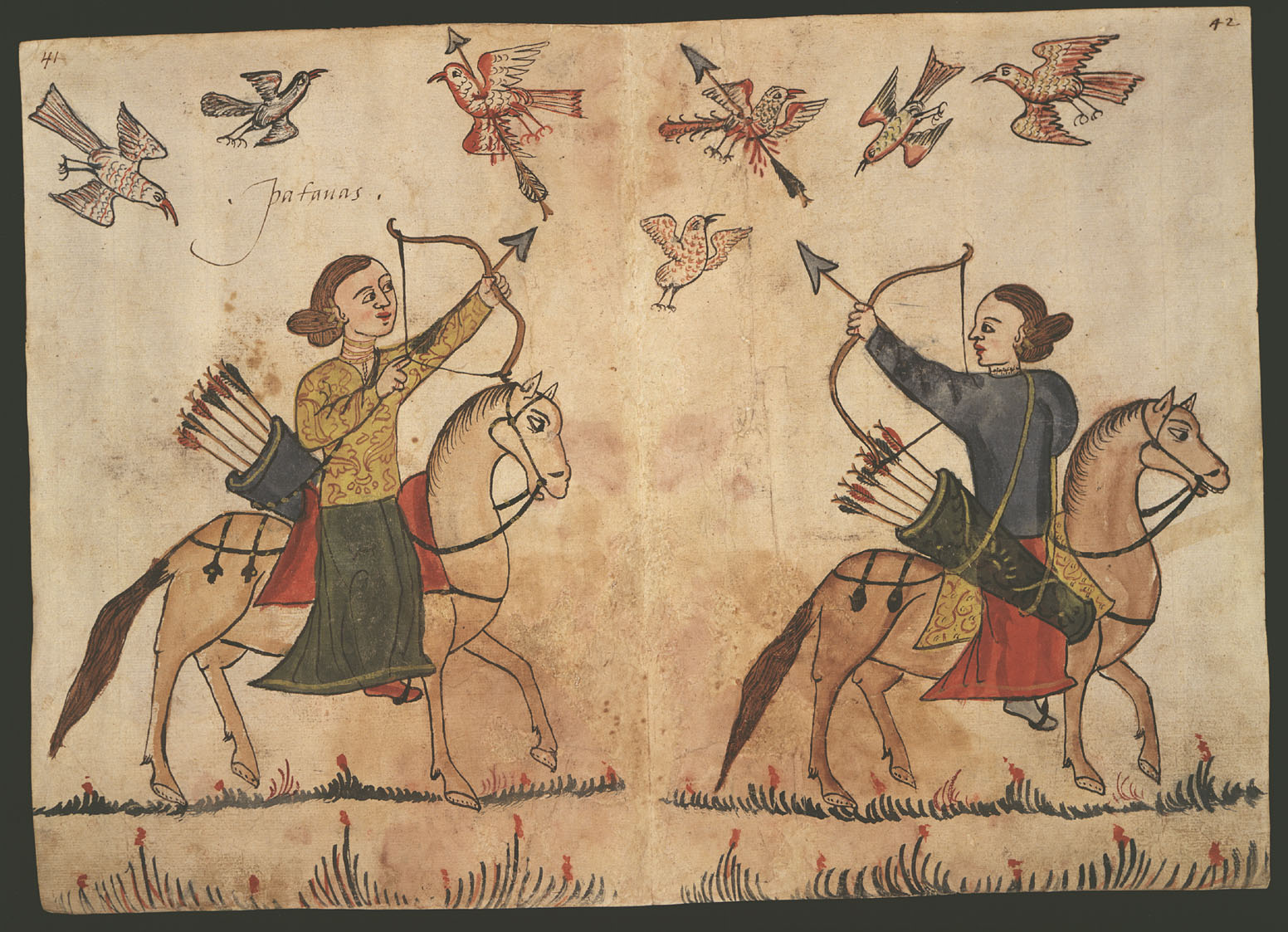
Cavaleiras de Patna.
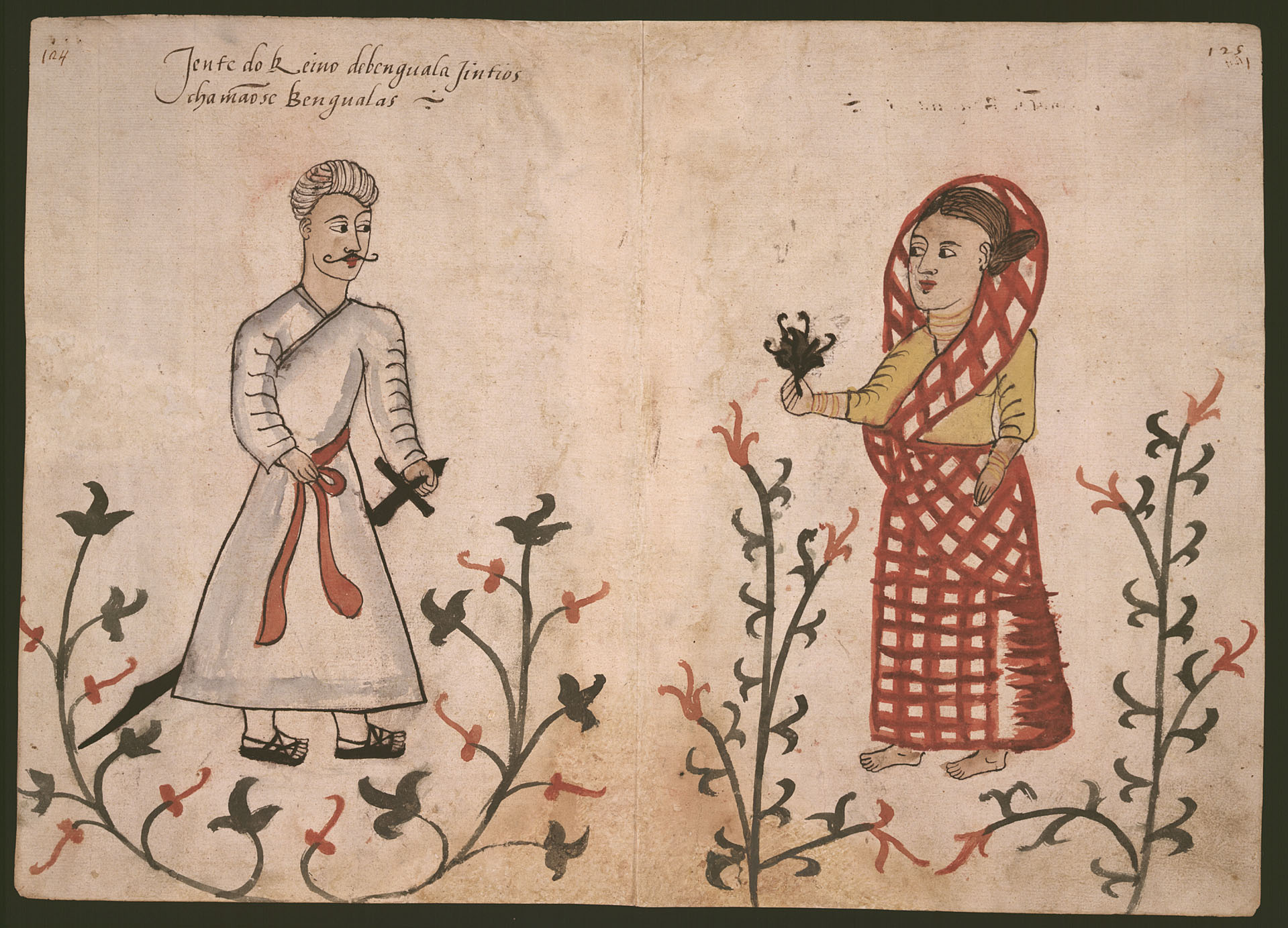
Bengalis

### Goa e Costa de Kanara

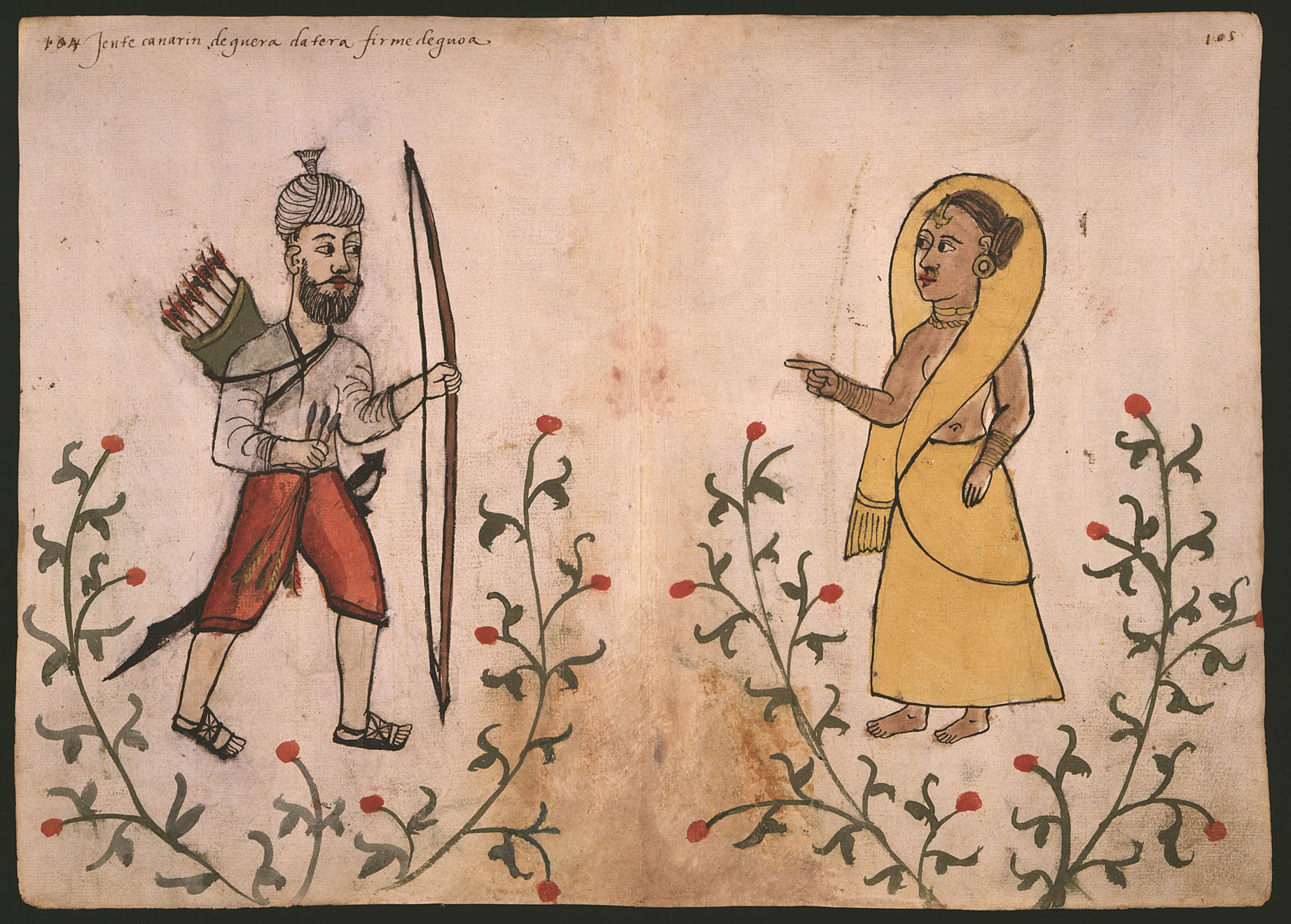
Soldado de infantaria Goes, que eram conhecidos por usar arcos longos.
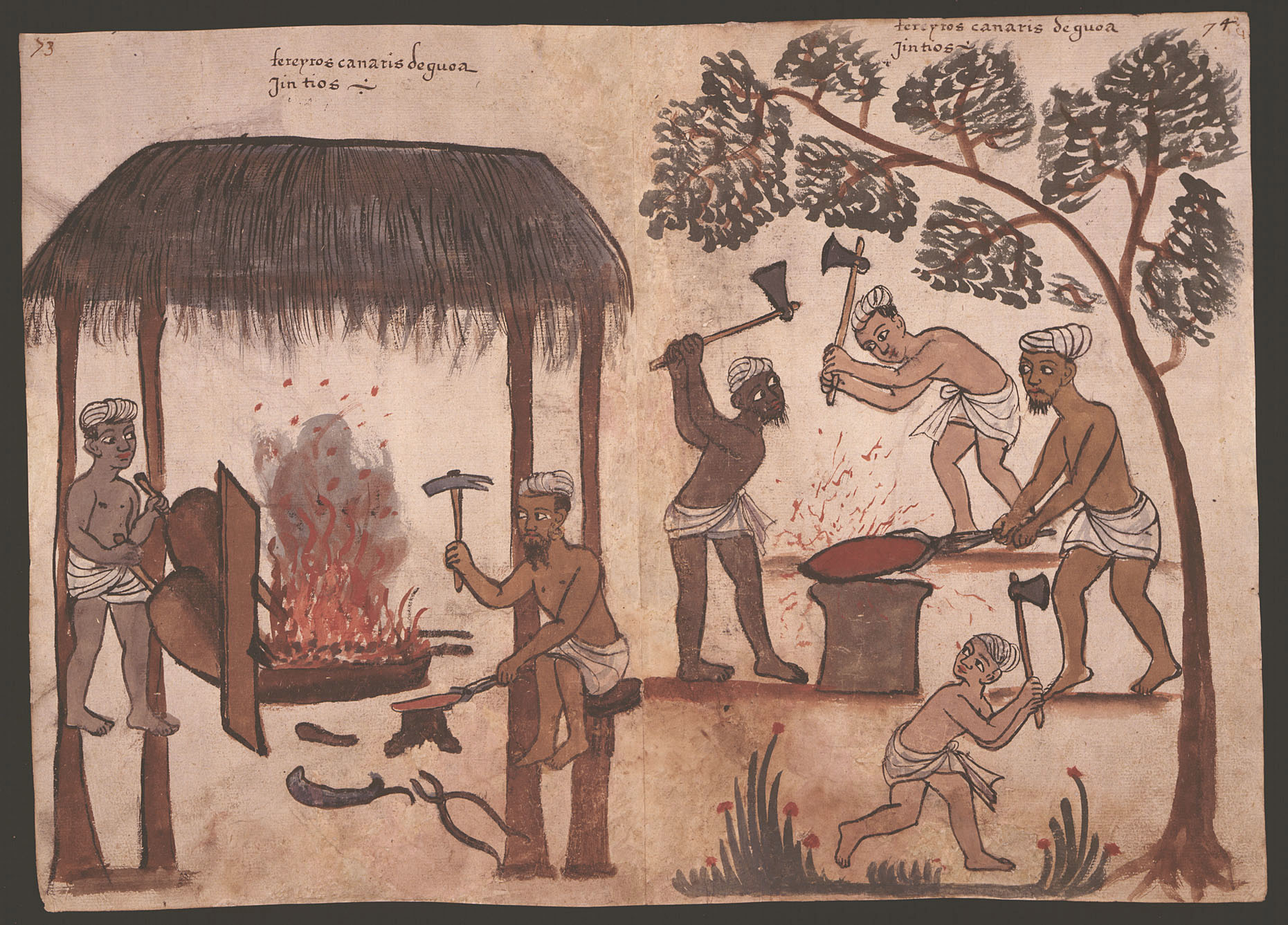
Ferreiros goeses.
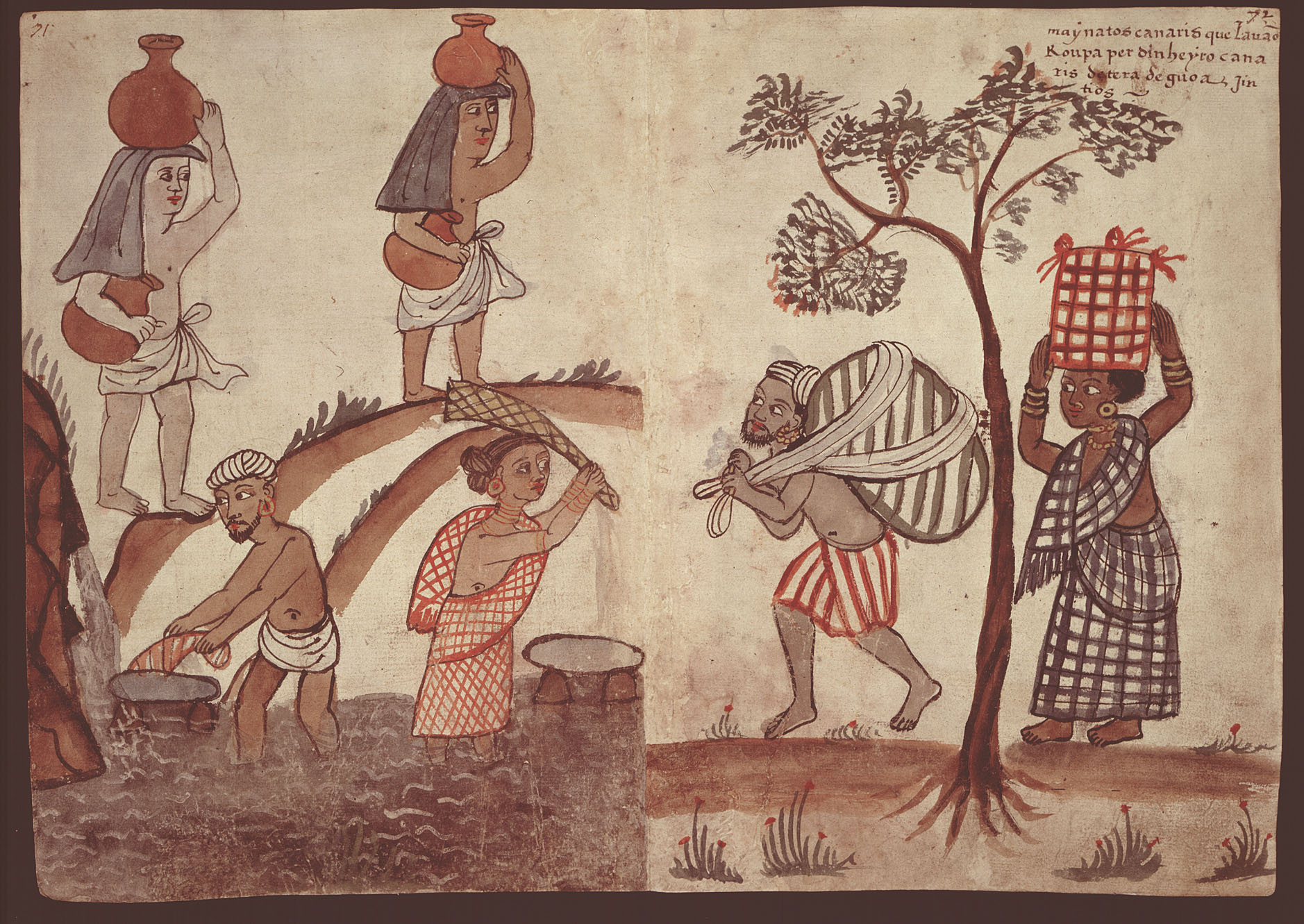
Lava-roupas, chamados mainatos pelos portugueses.
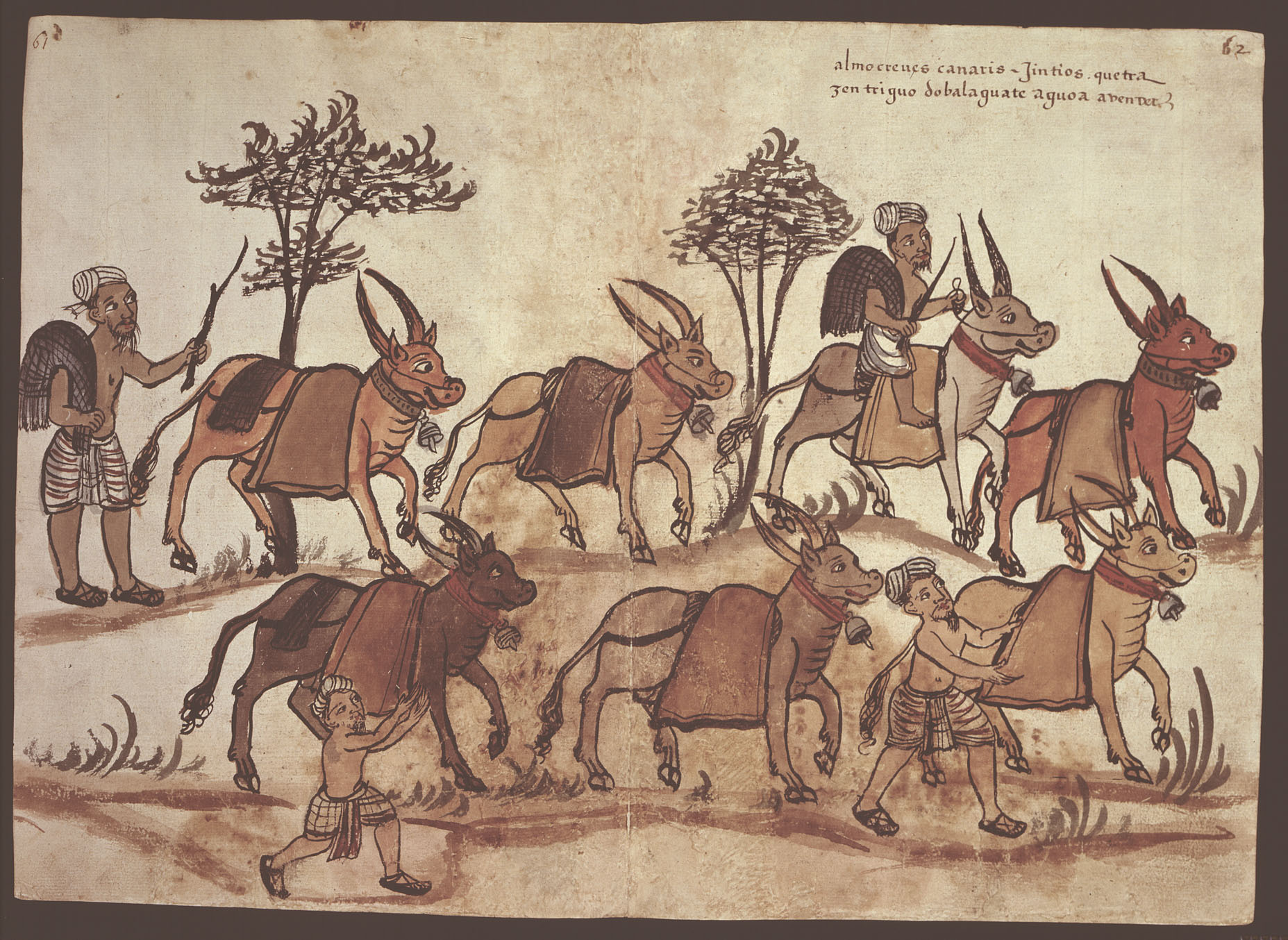
Vendedores de trigo em Goa.
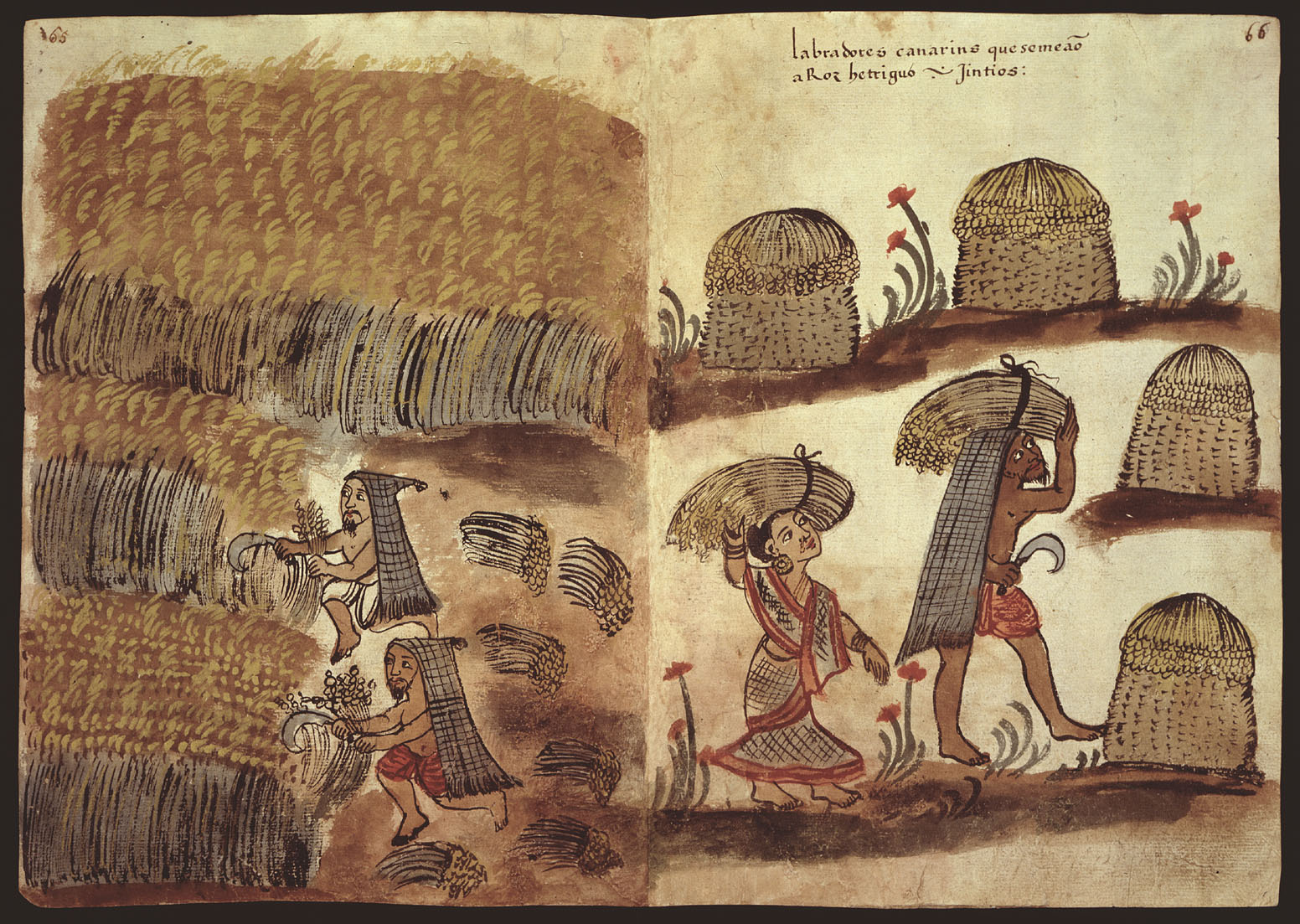
Agricultores goeses.
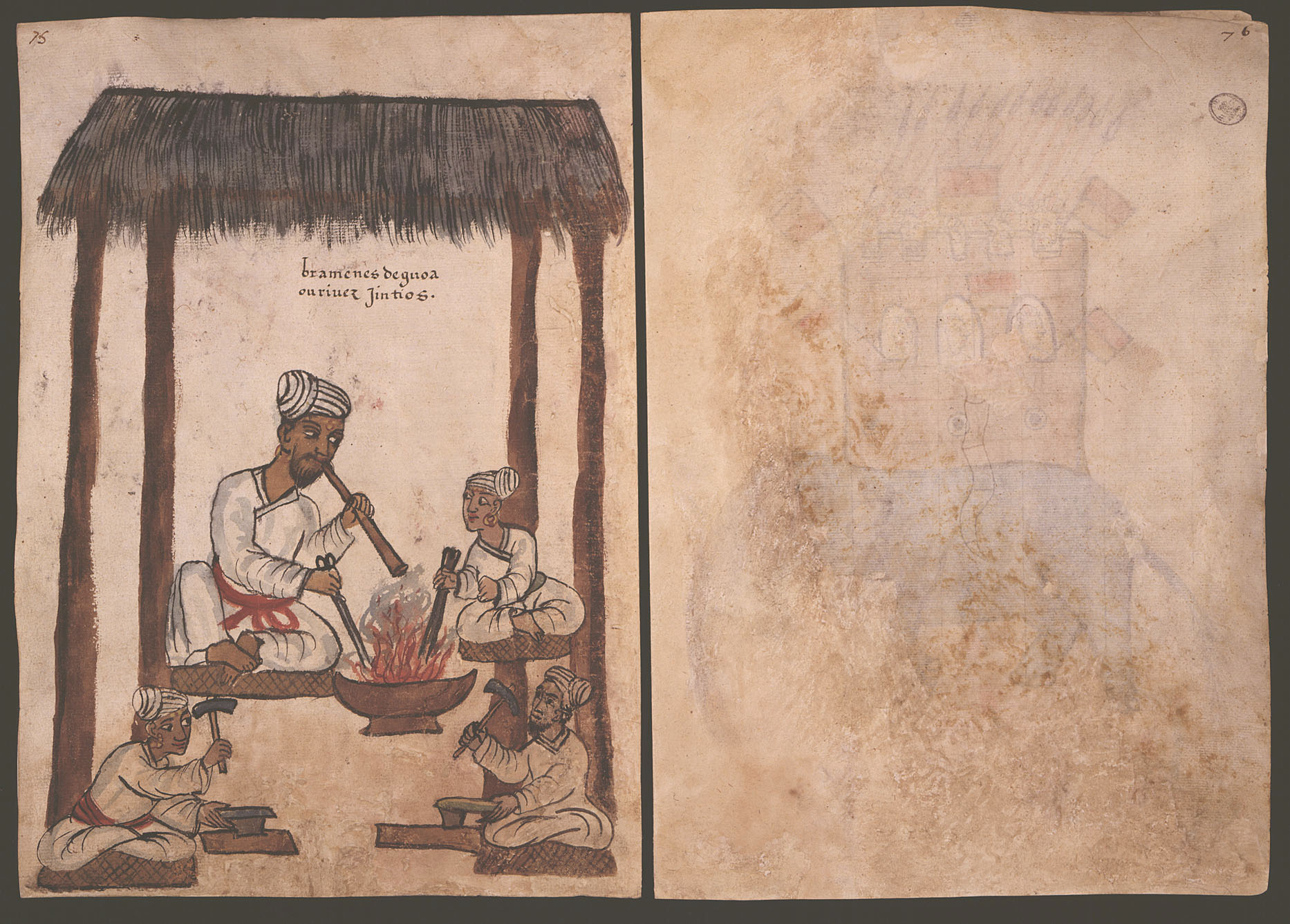
Um ourives brâmane de Goa.
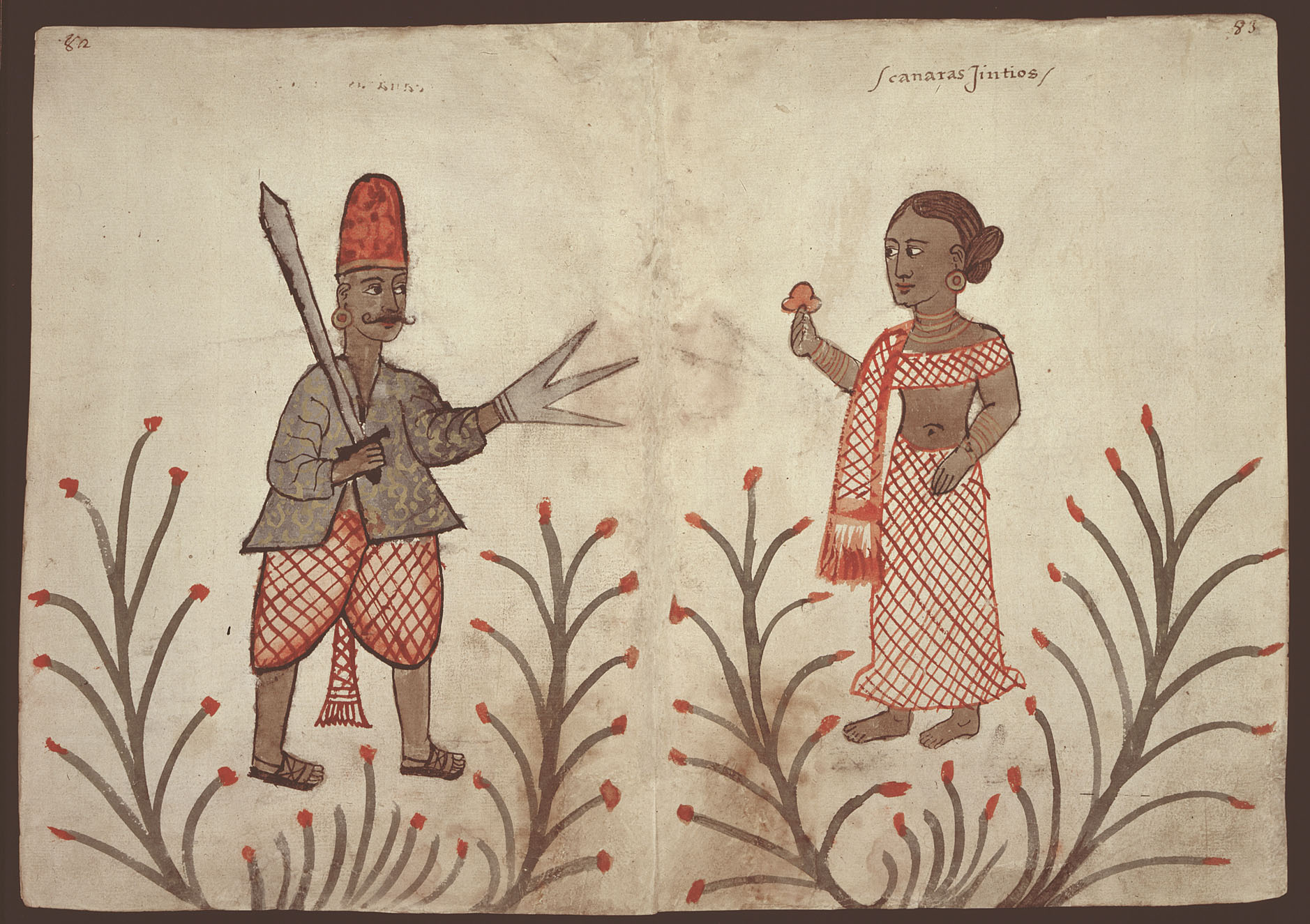
Hindus Kanareses, chamados de "gentios" pelos portugueses.

### Costa Malabar

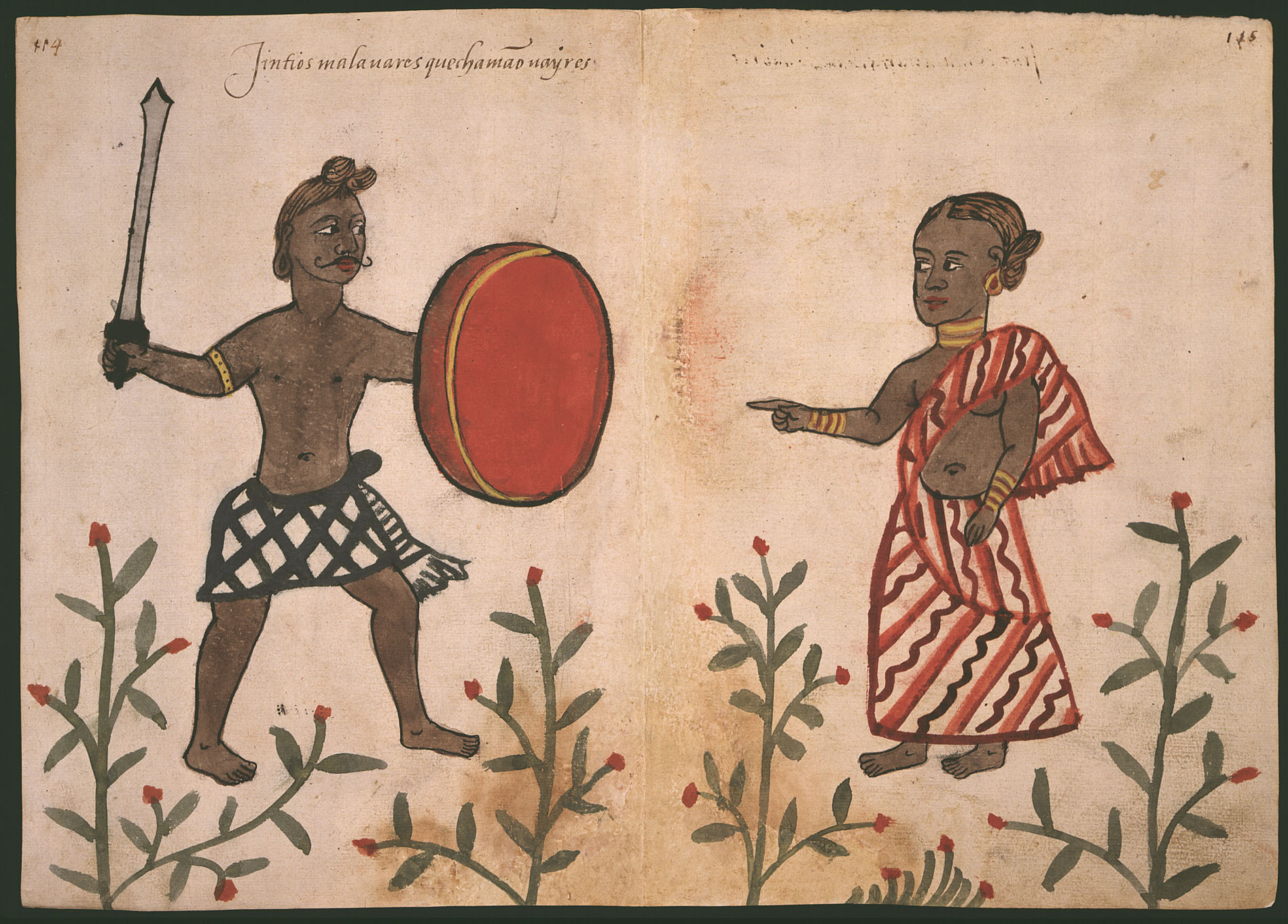
Nayars ou Nairs, uma casta hindu "guerreira" da costa do Malabar.
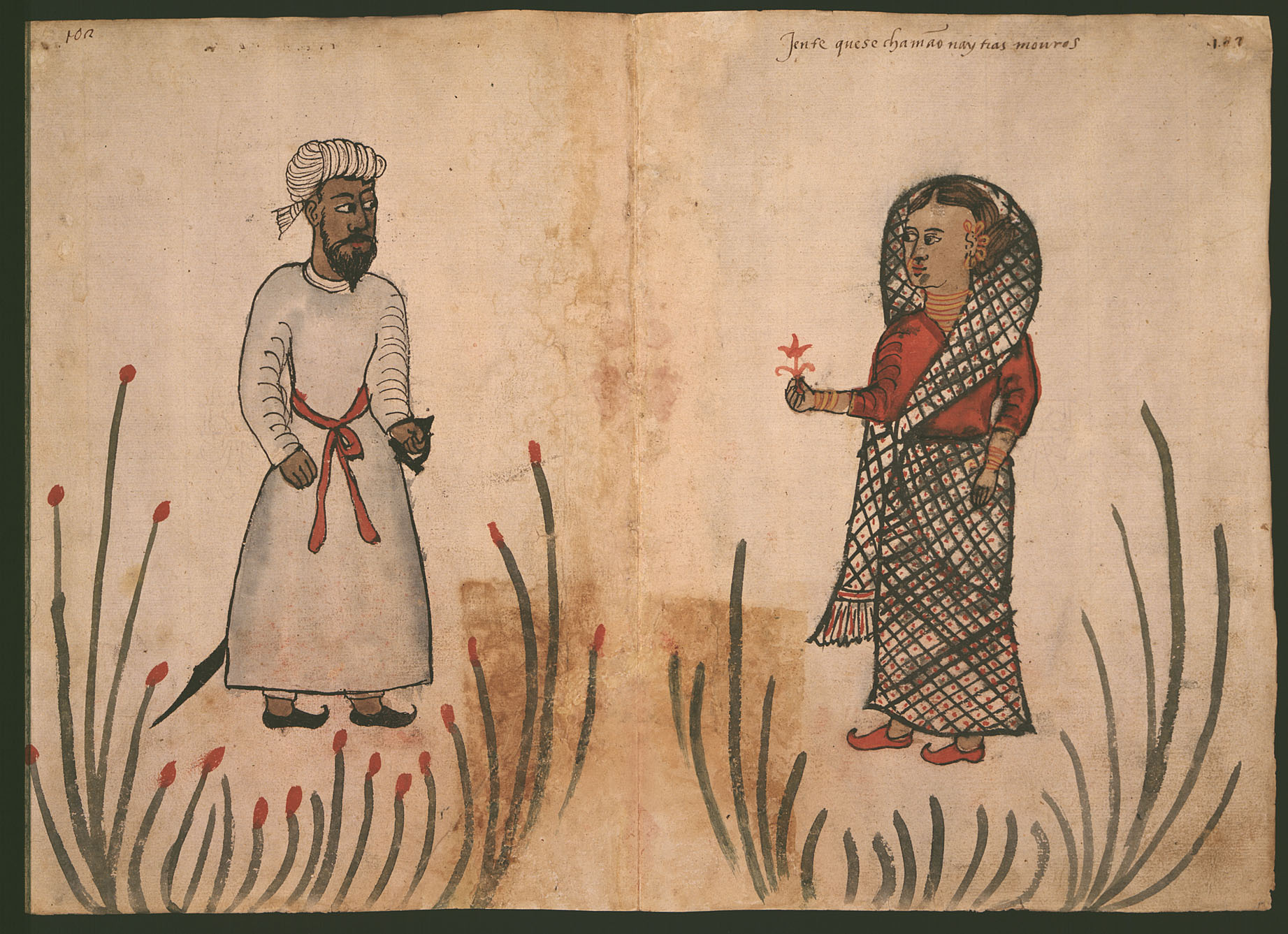
Descendentes de homens muçulmanos casados com mulheres indianas, chamados Naitás ("Navayats") pelos portugueses.
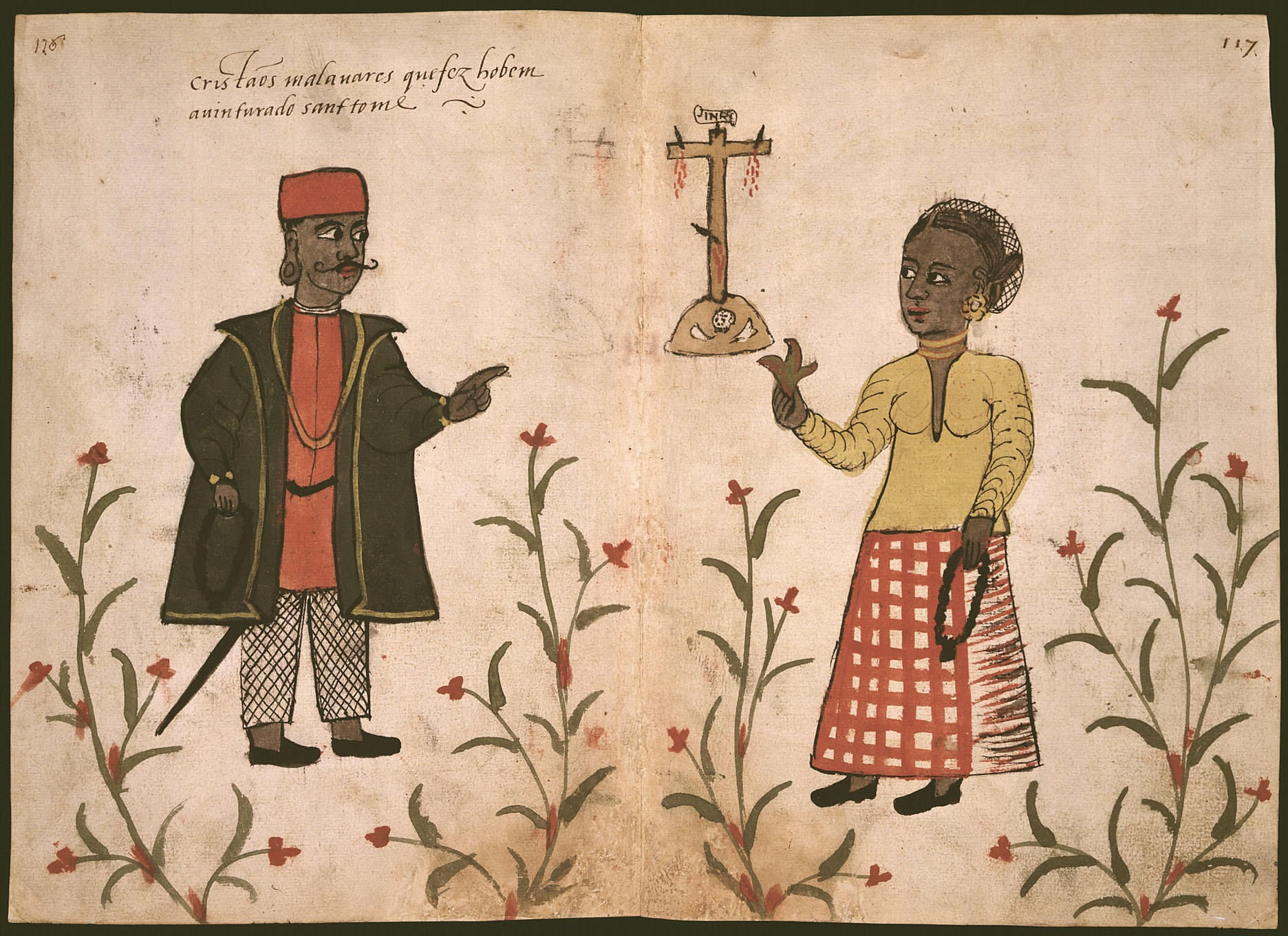
Cristãos Malabareses de São Tomás.
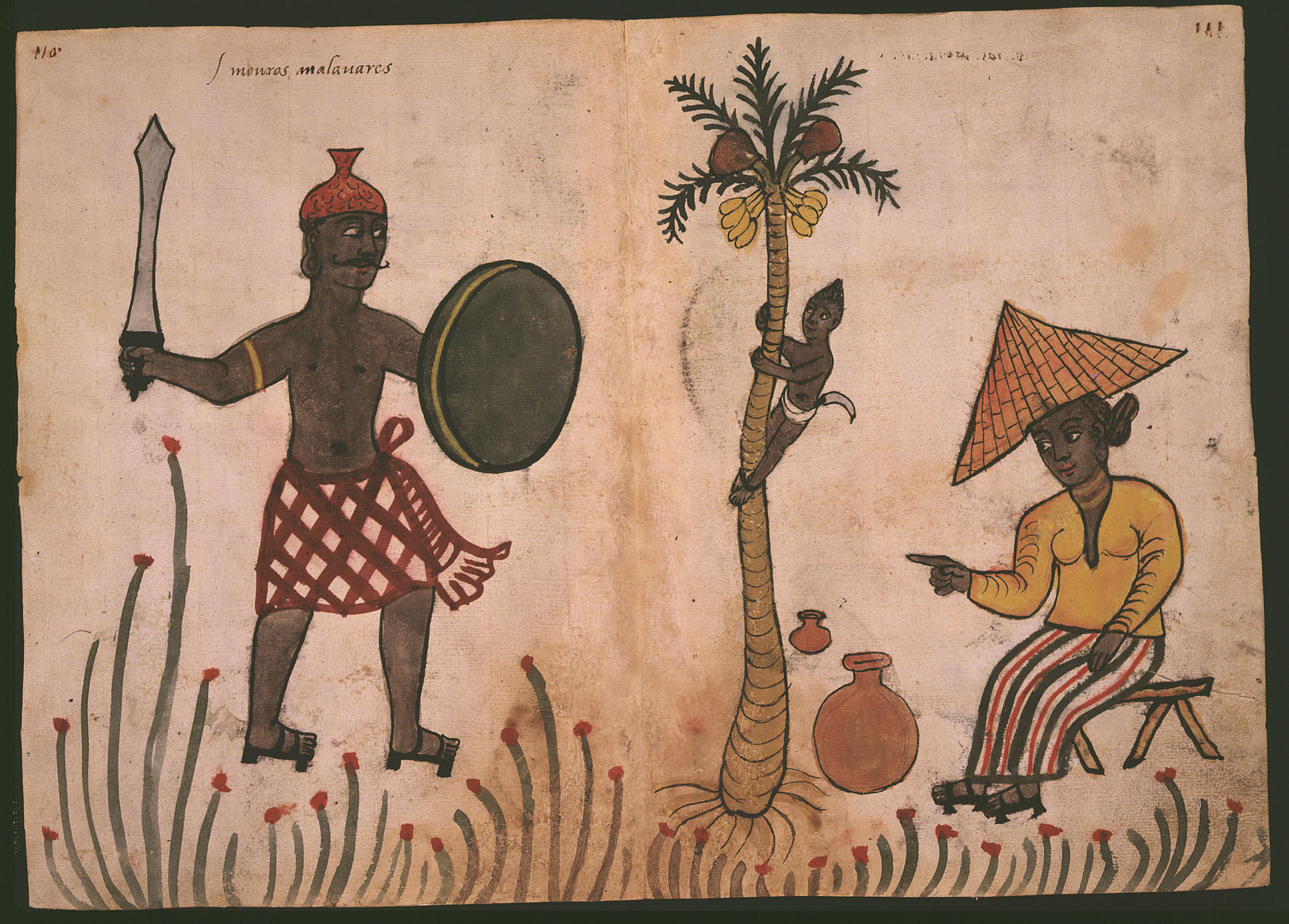
Muçulmanos Malabareses (Mappila).
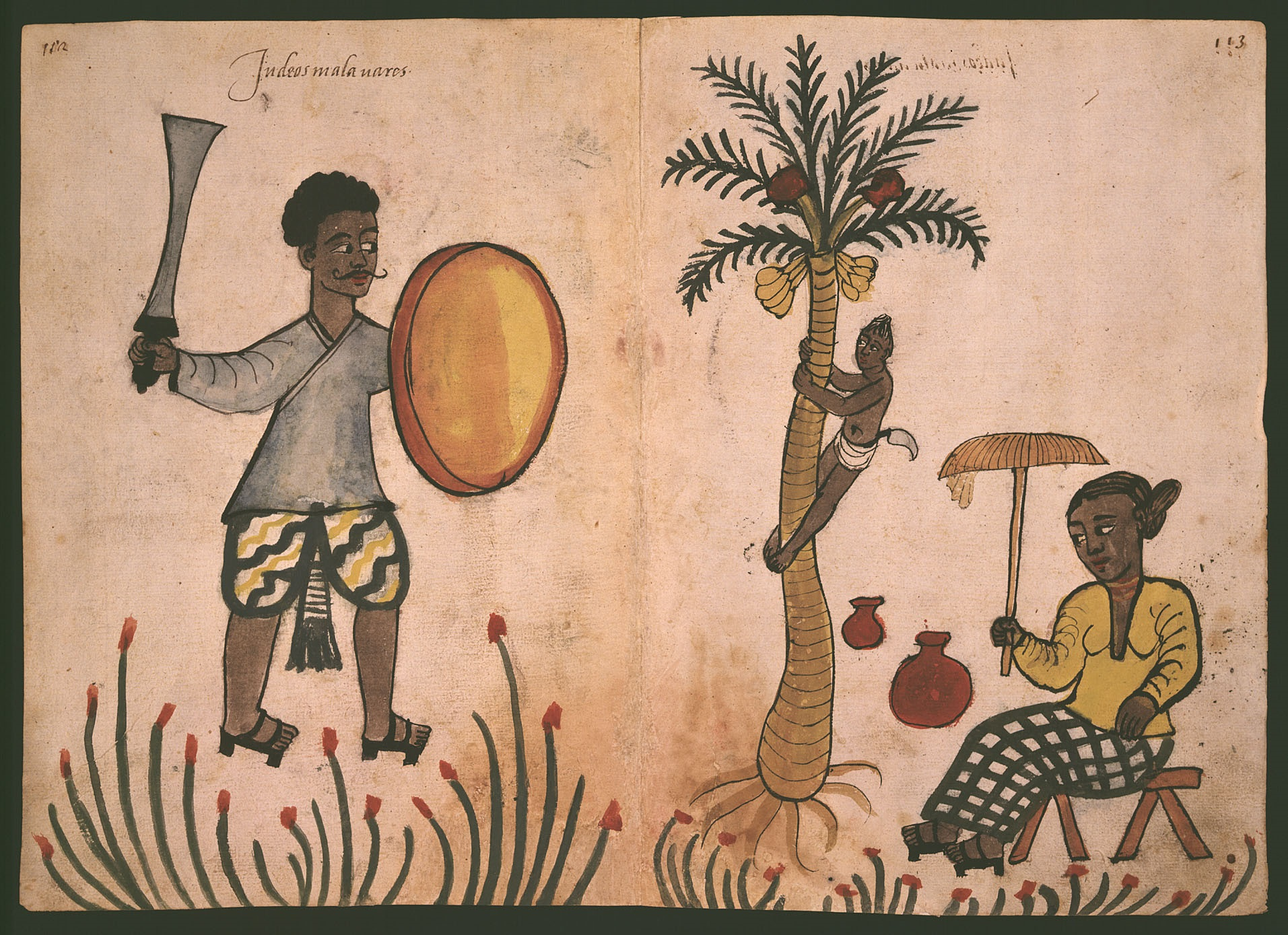
Judeus Malabareses.

### Maldivas

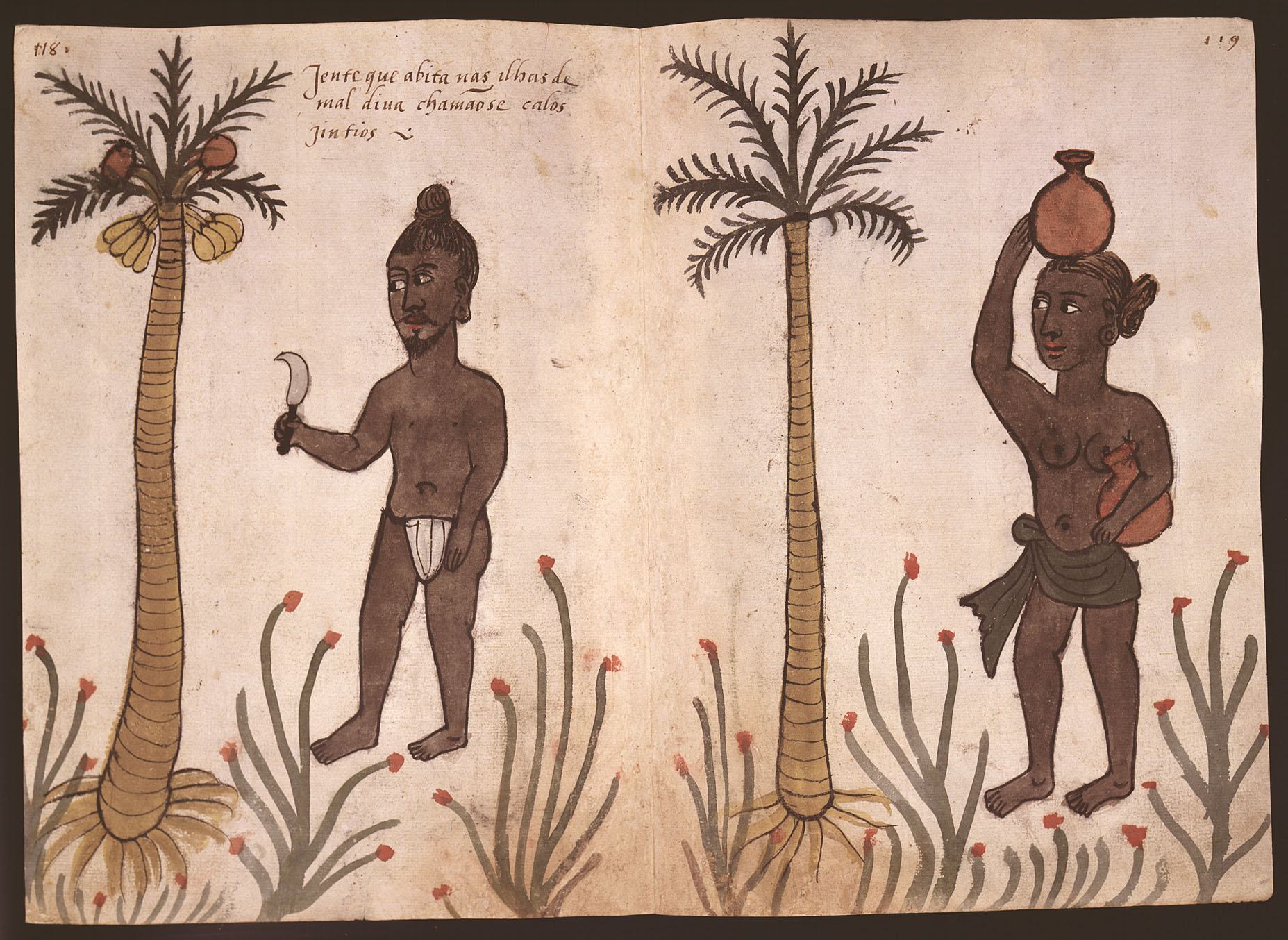
Maldivos.

### Costa Coromandel

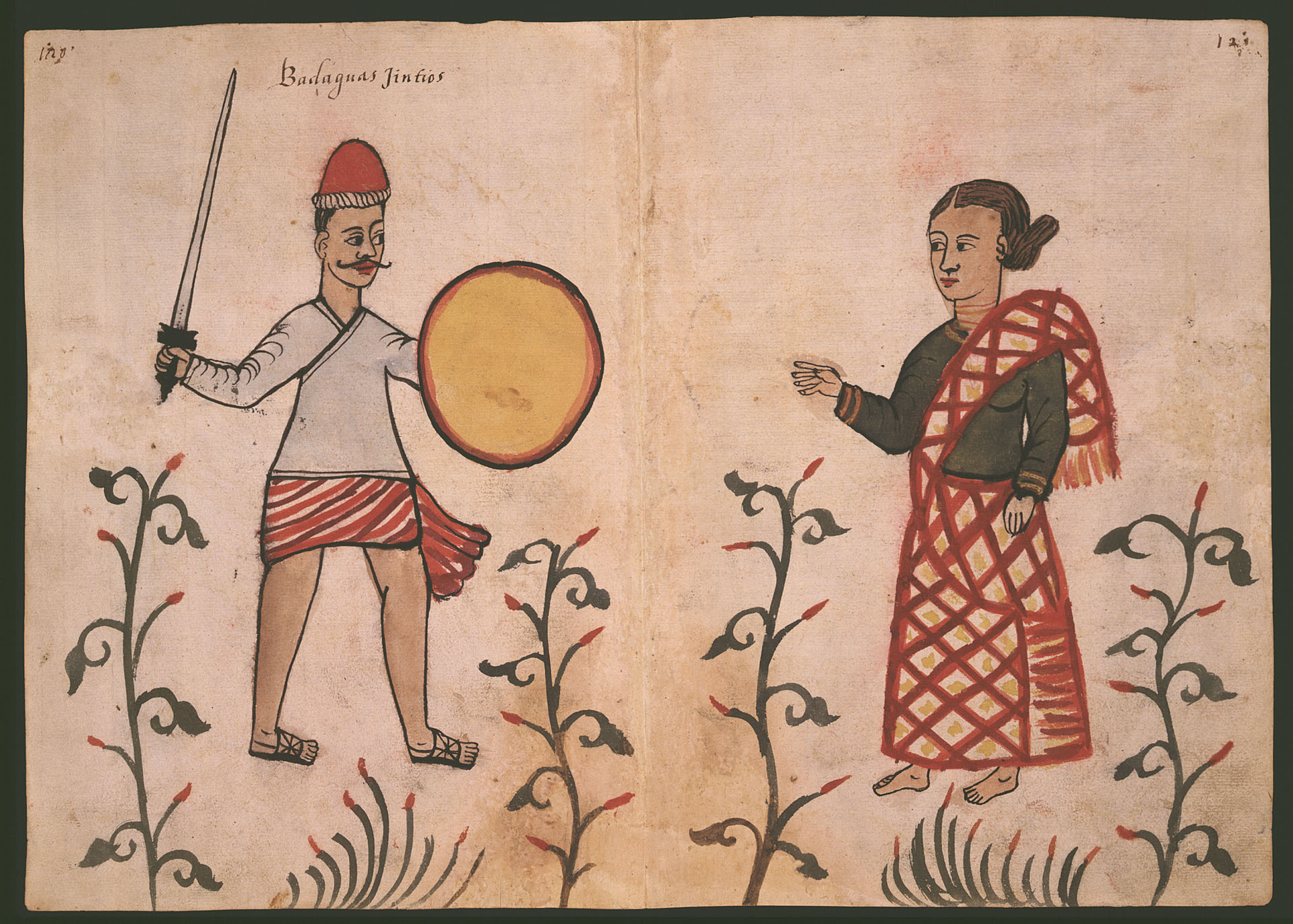
Badagas, que habitavam a costa sudeste da Índia.
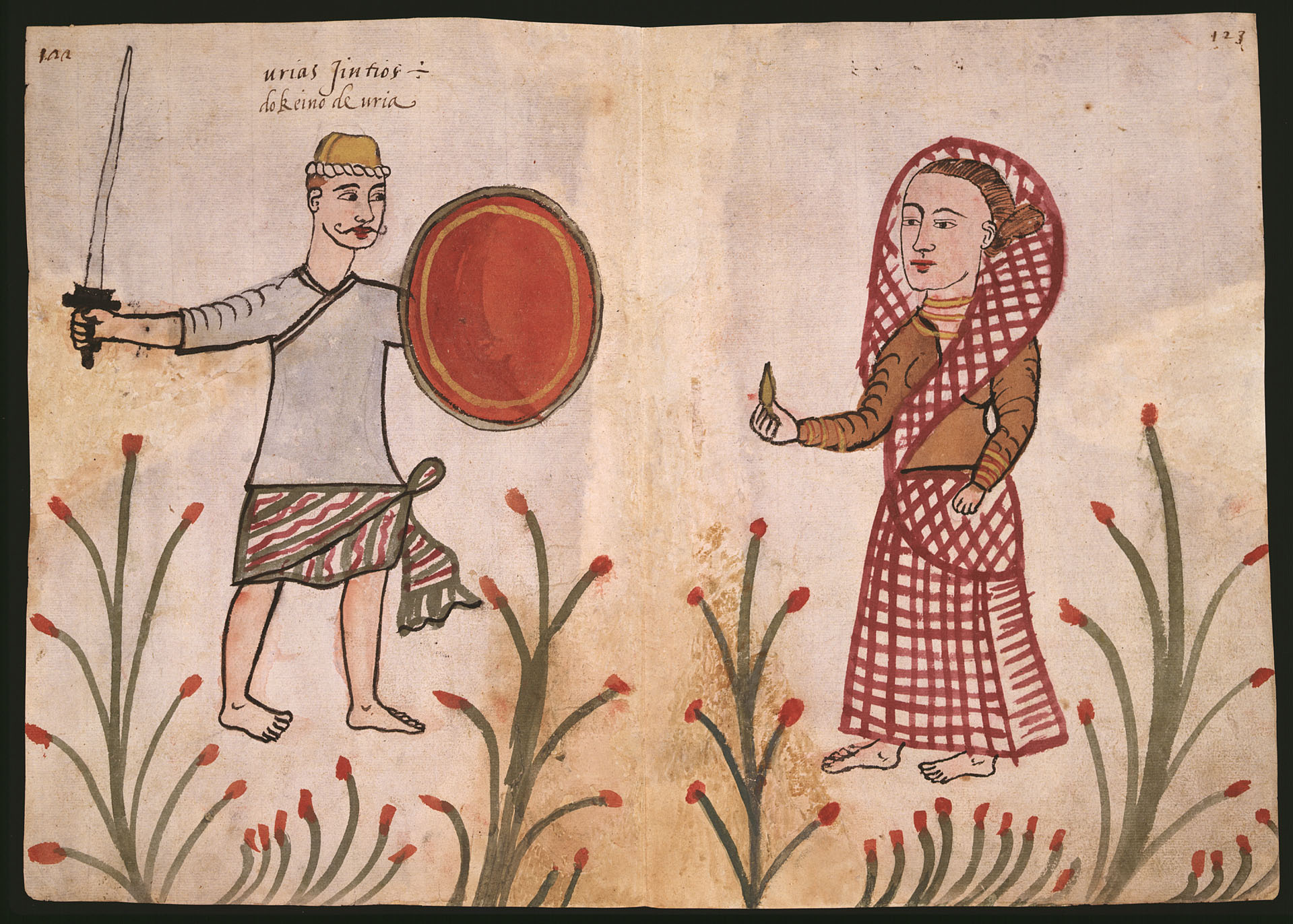
Pessoas de Orissa, na costa leste da Índia.

### Ceilão

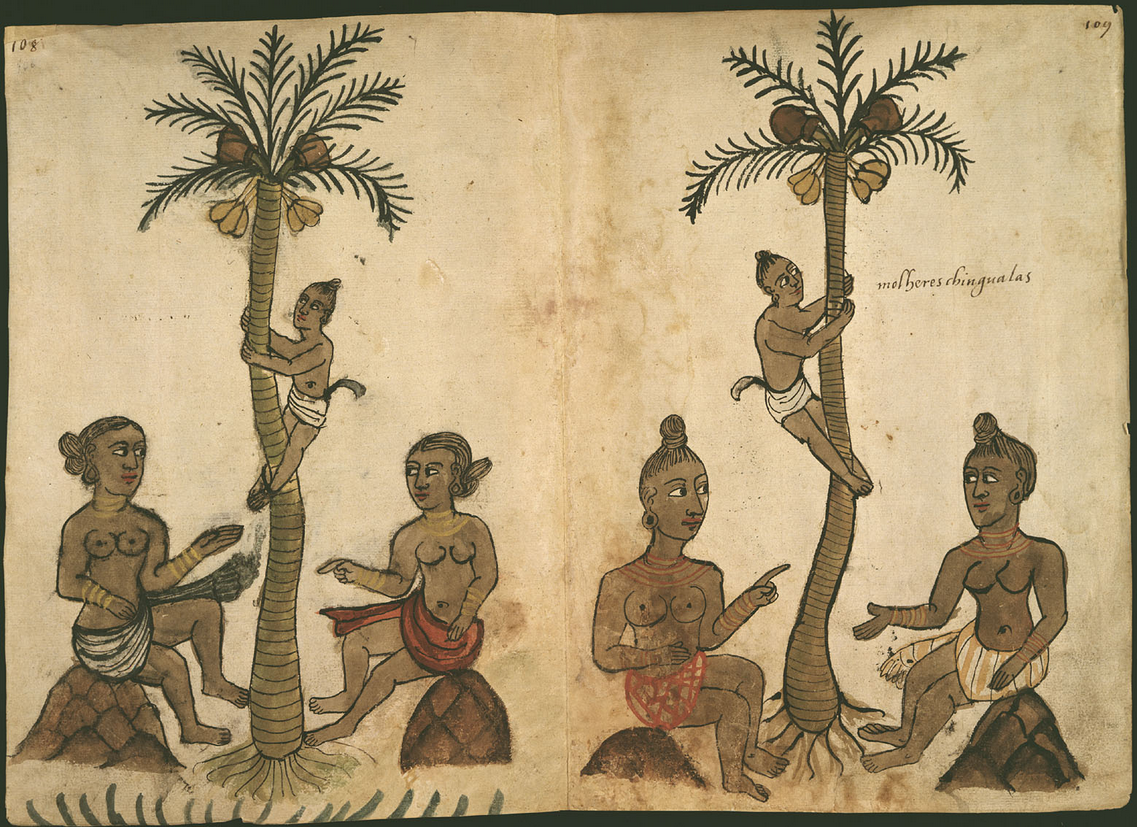
Mulheres do Sri Lanka.
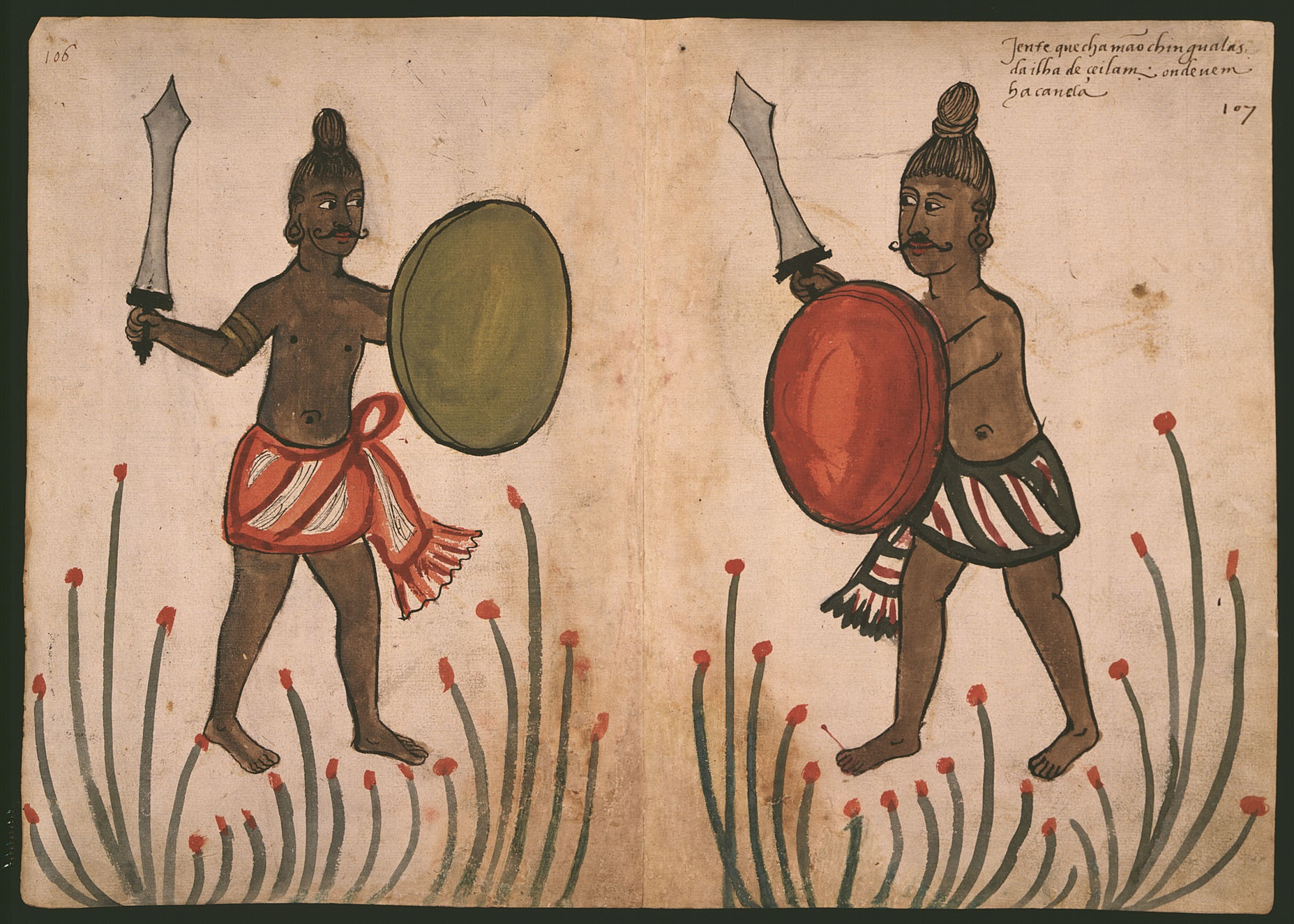
"Chingalas". Guerreiros do Sri Lanka, "onde nasce a canela".

### Birmânia

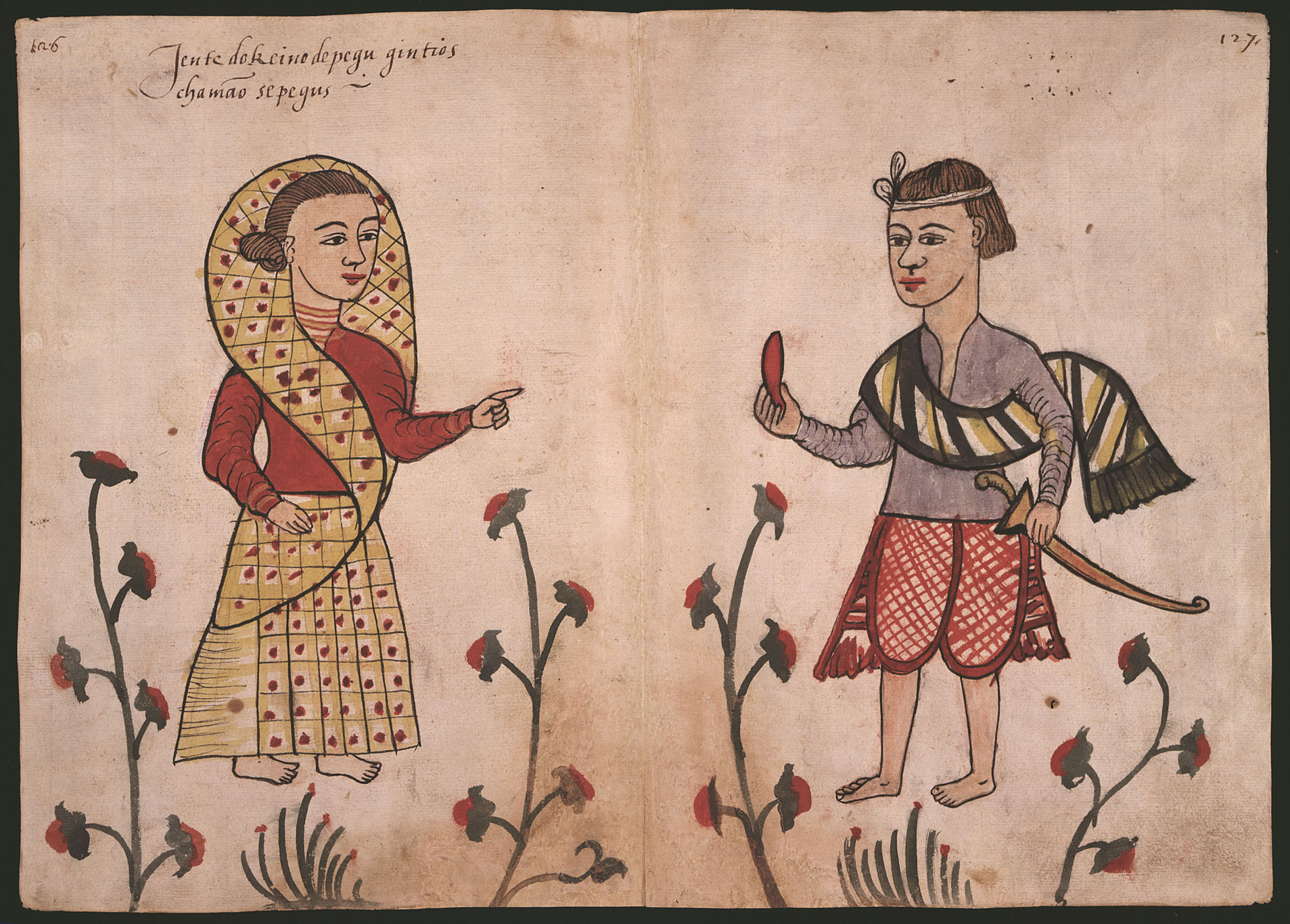
Gente do Reino de Bago.

### Malaca

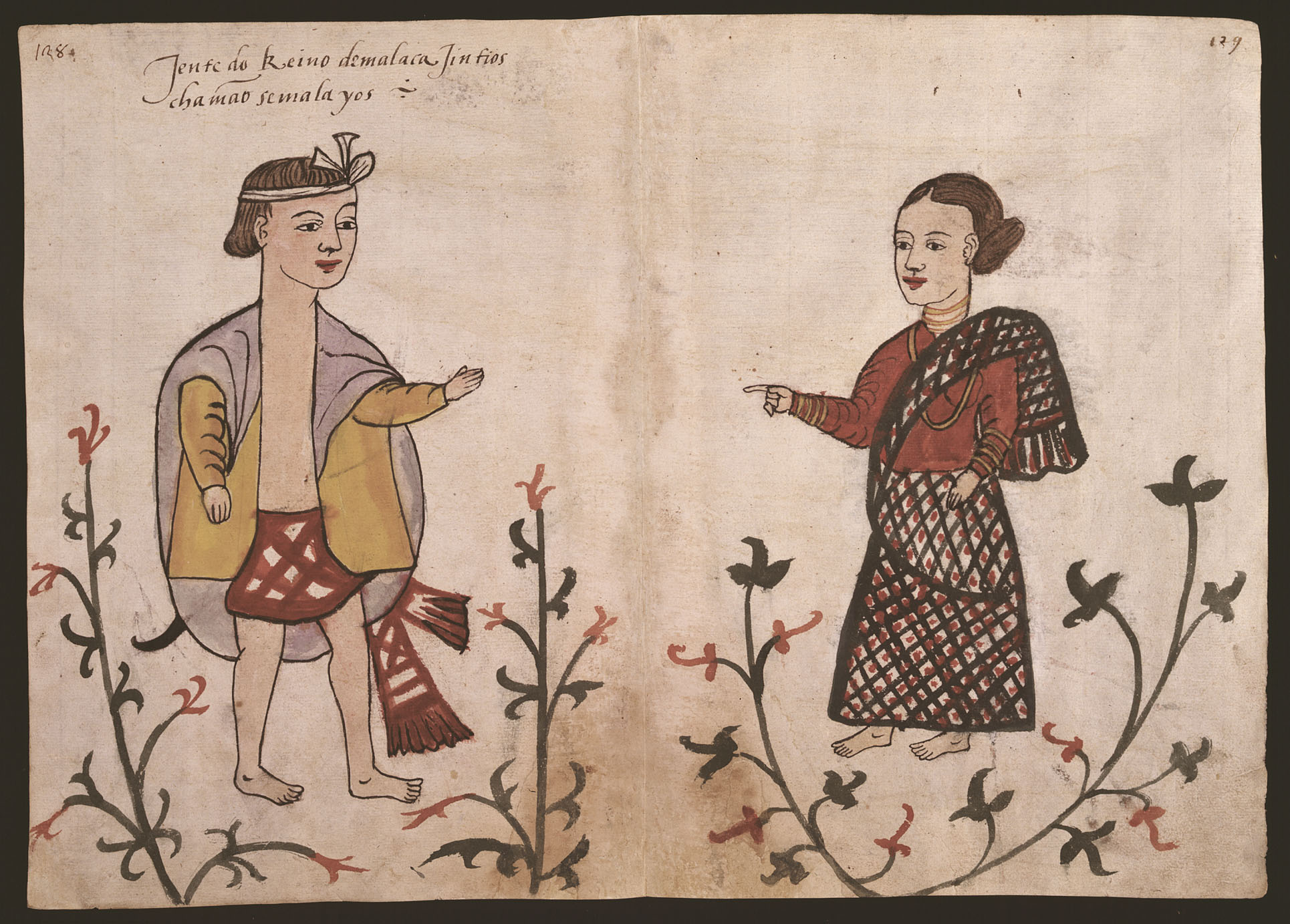
Malaios "gentios" do Reino de Malaca.

### Indonésia

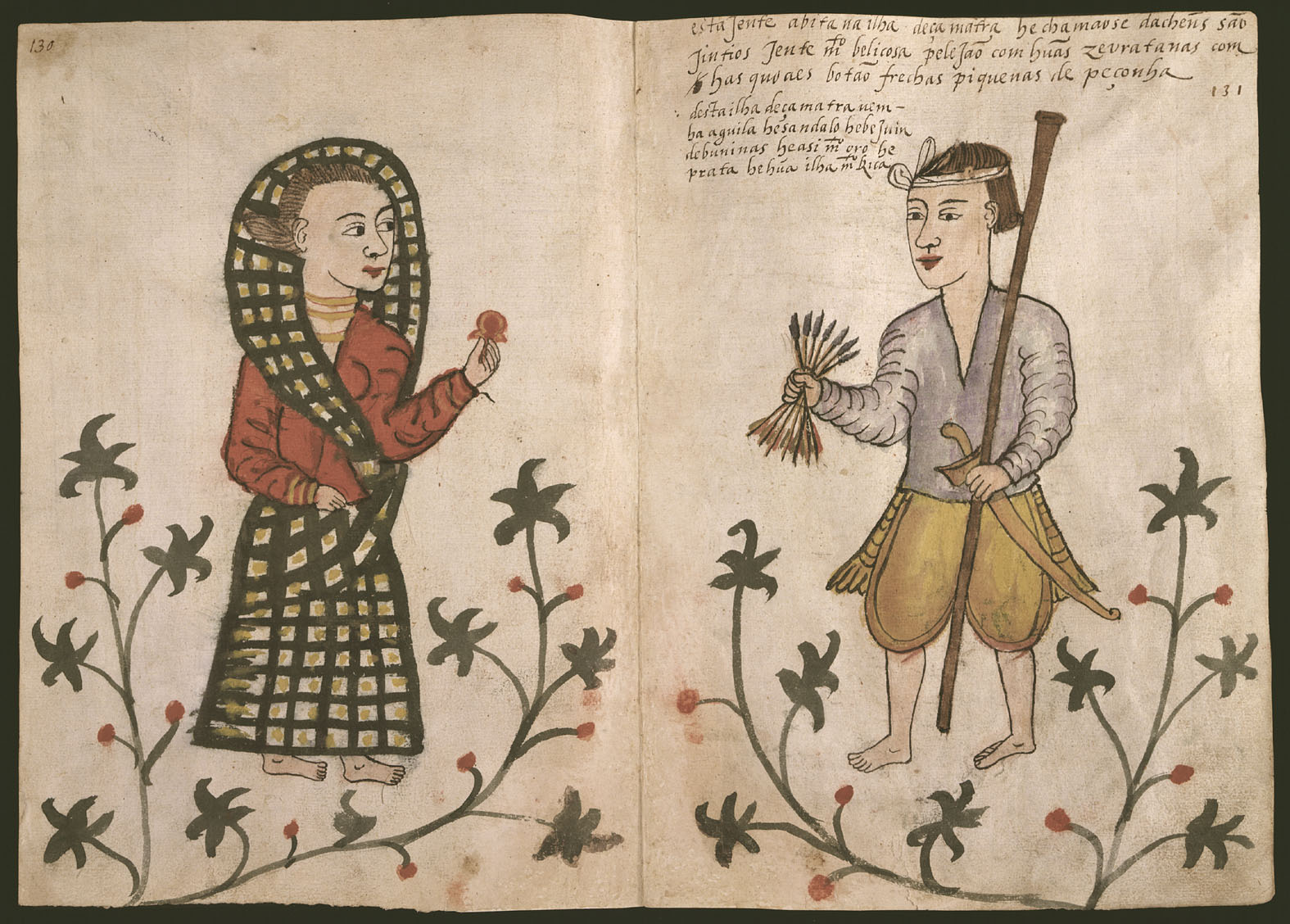
Povo de Aceh.
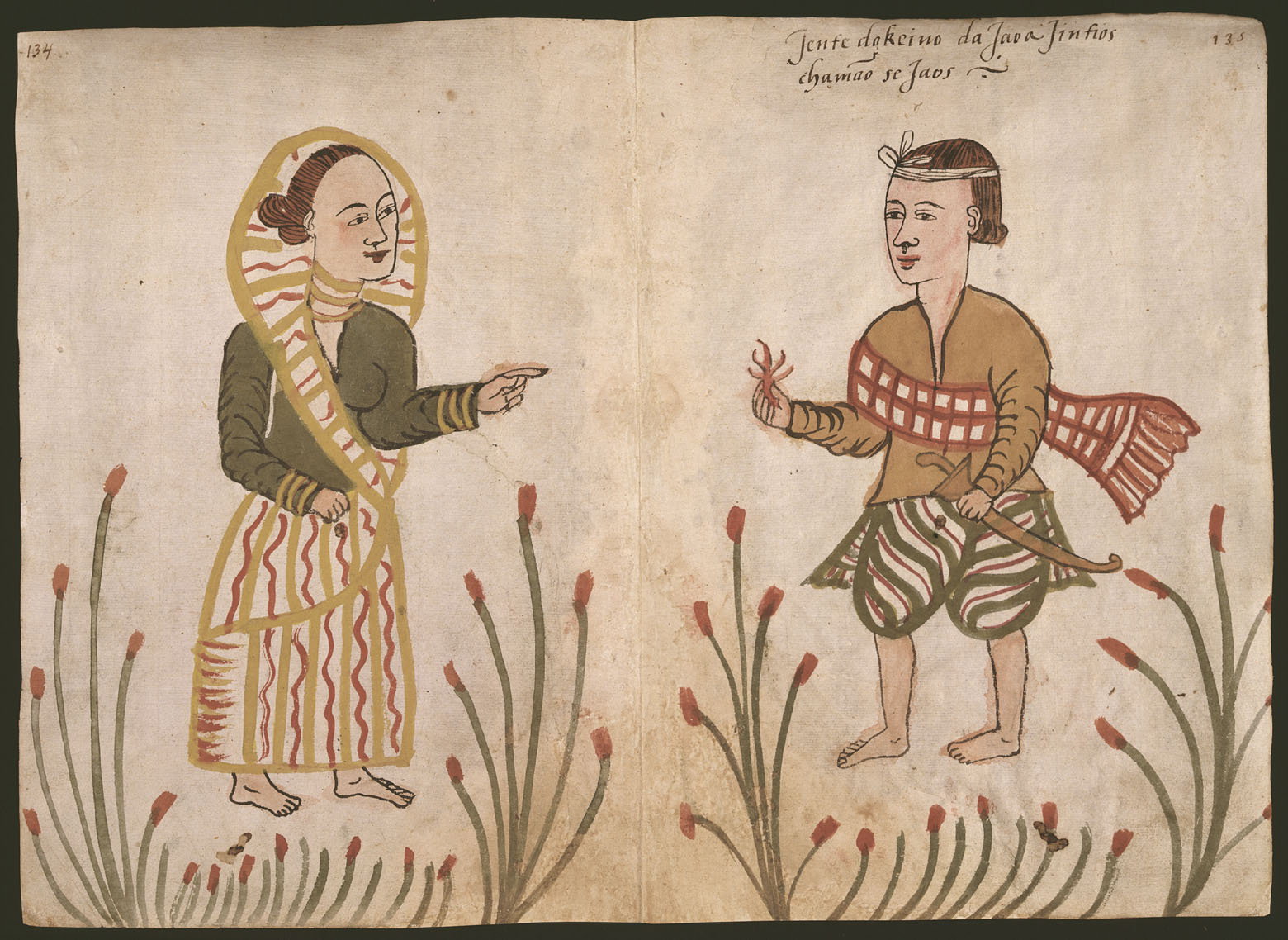
Povo javanês.
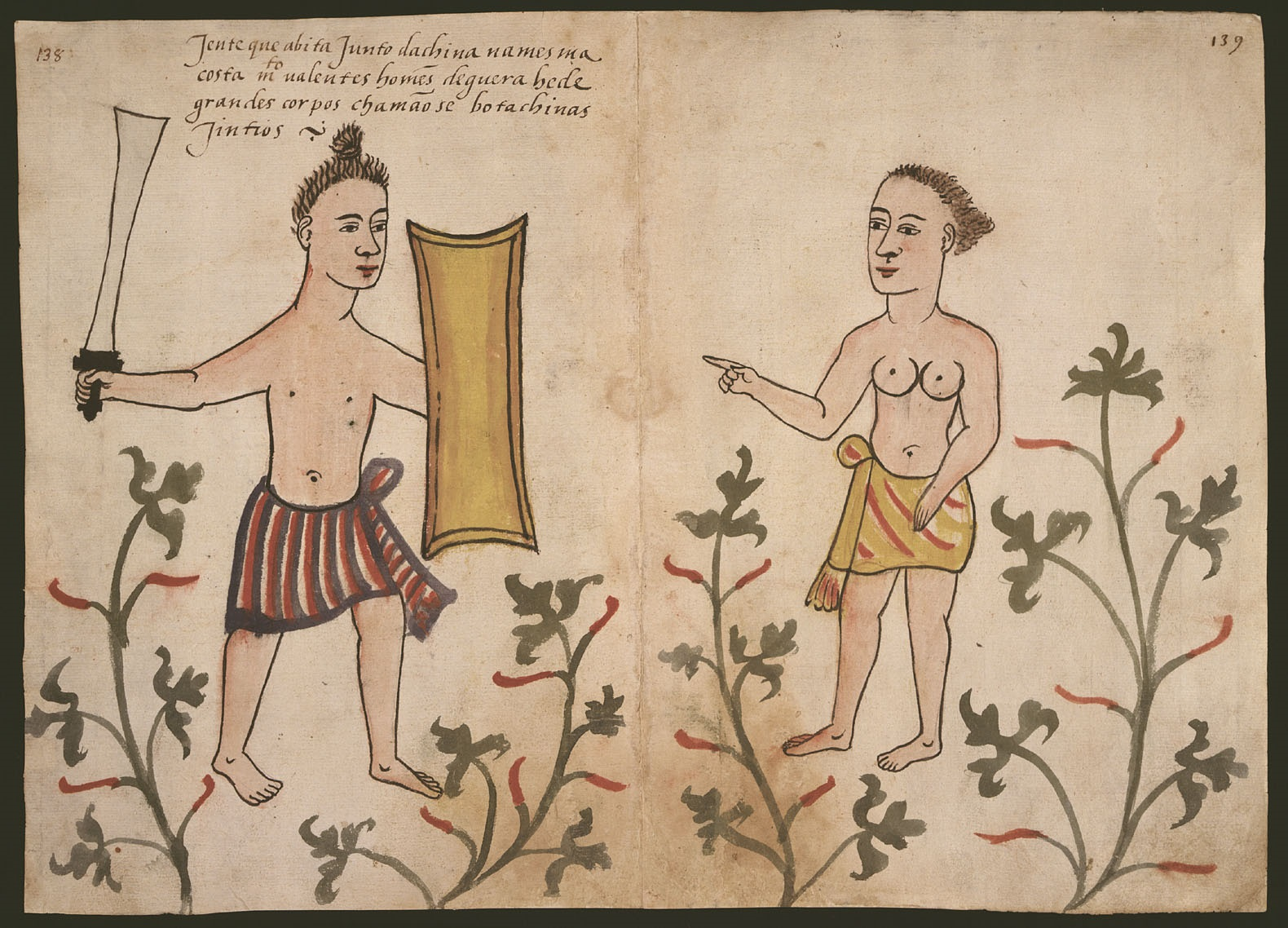
Pessoas de Halmahera, também conhecido como Gilolo.
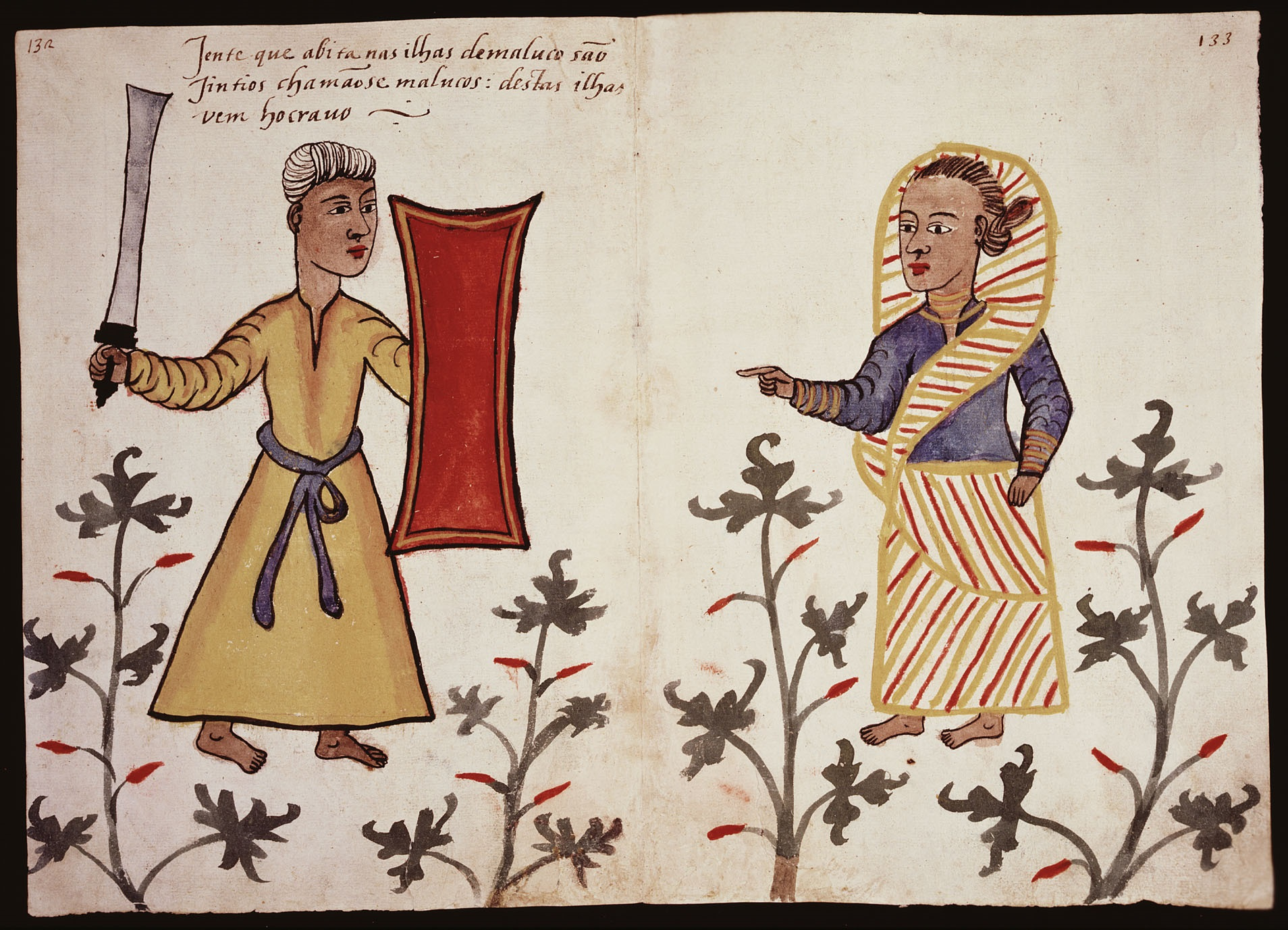
Molucos.
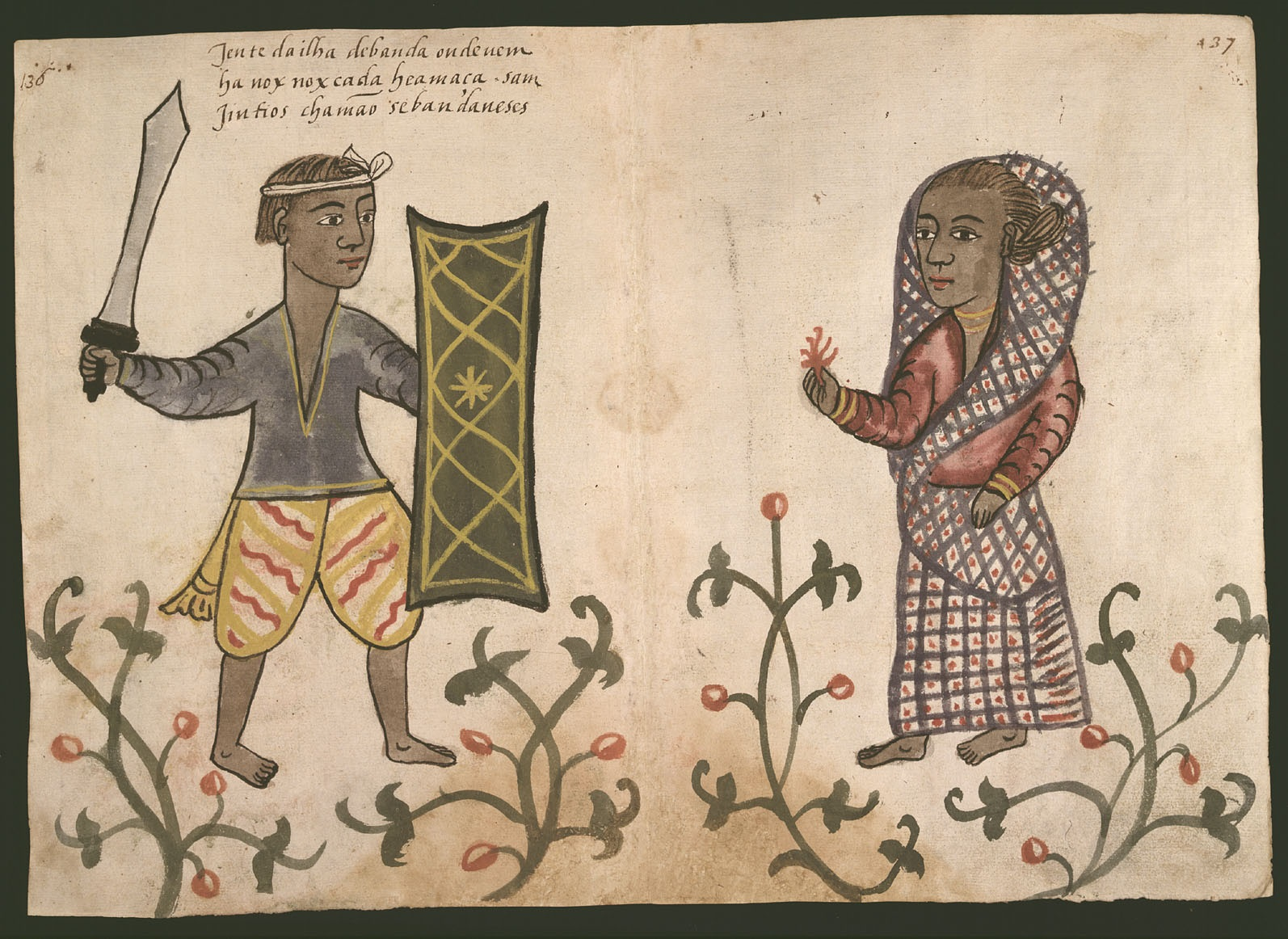
Bandanês.

### China

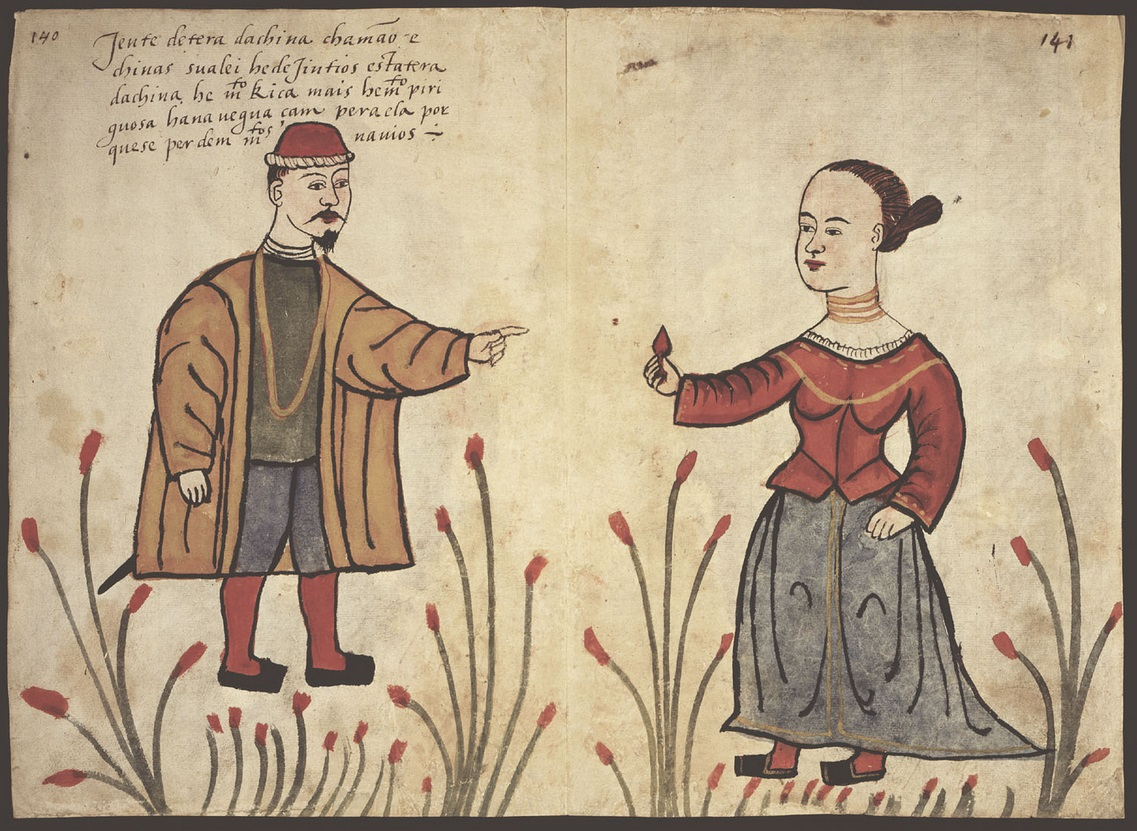
Chinês.

## Diversos

### Rituais hindus

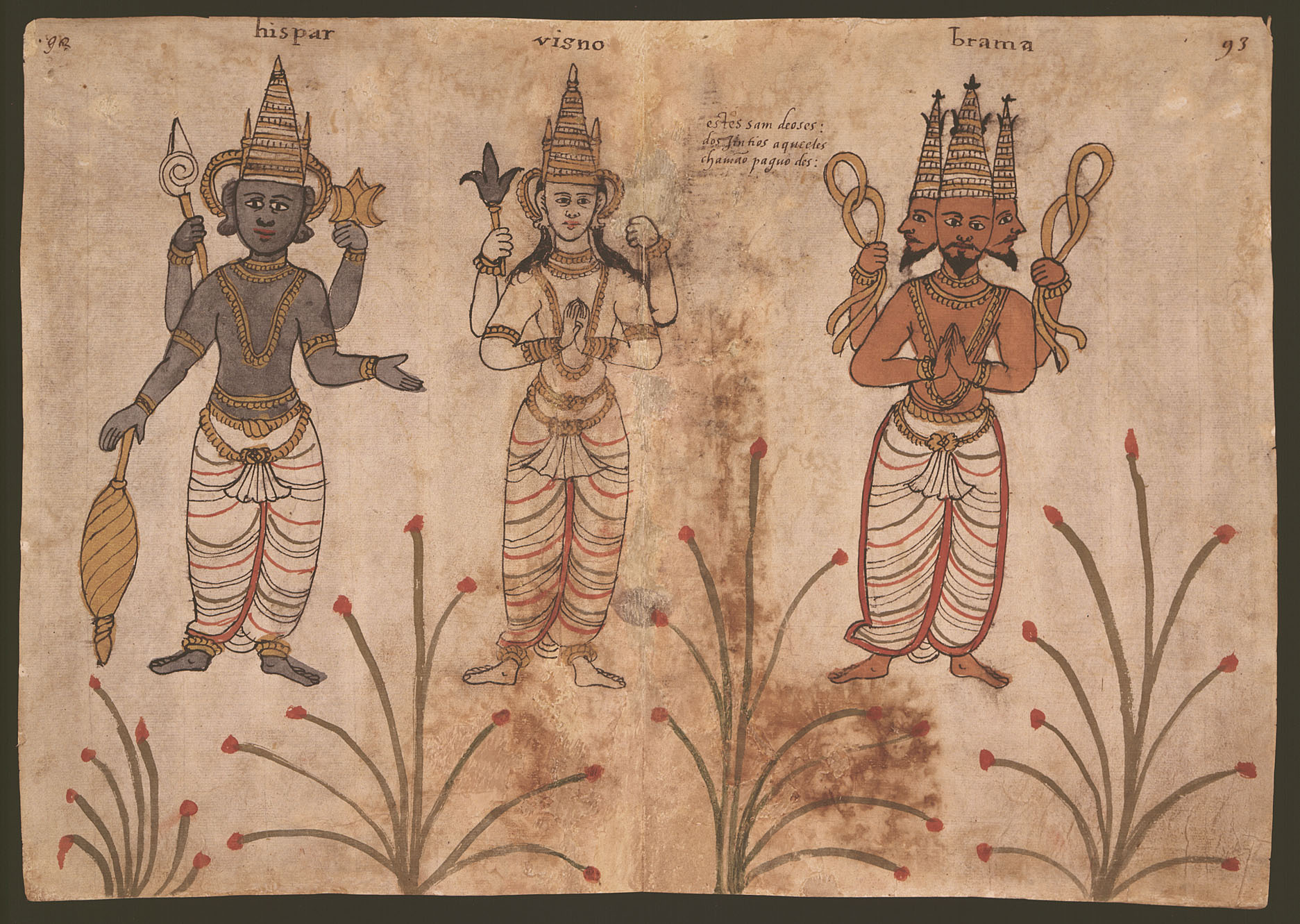
Ilustração das três principais divindades do hinduísmo.
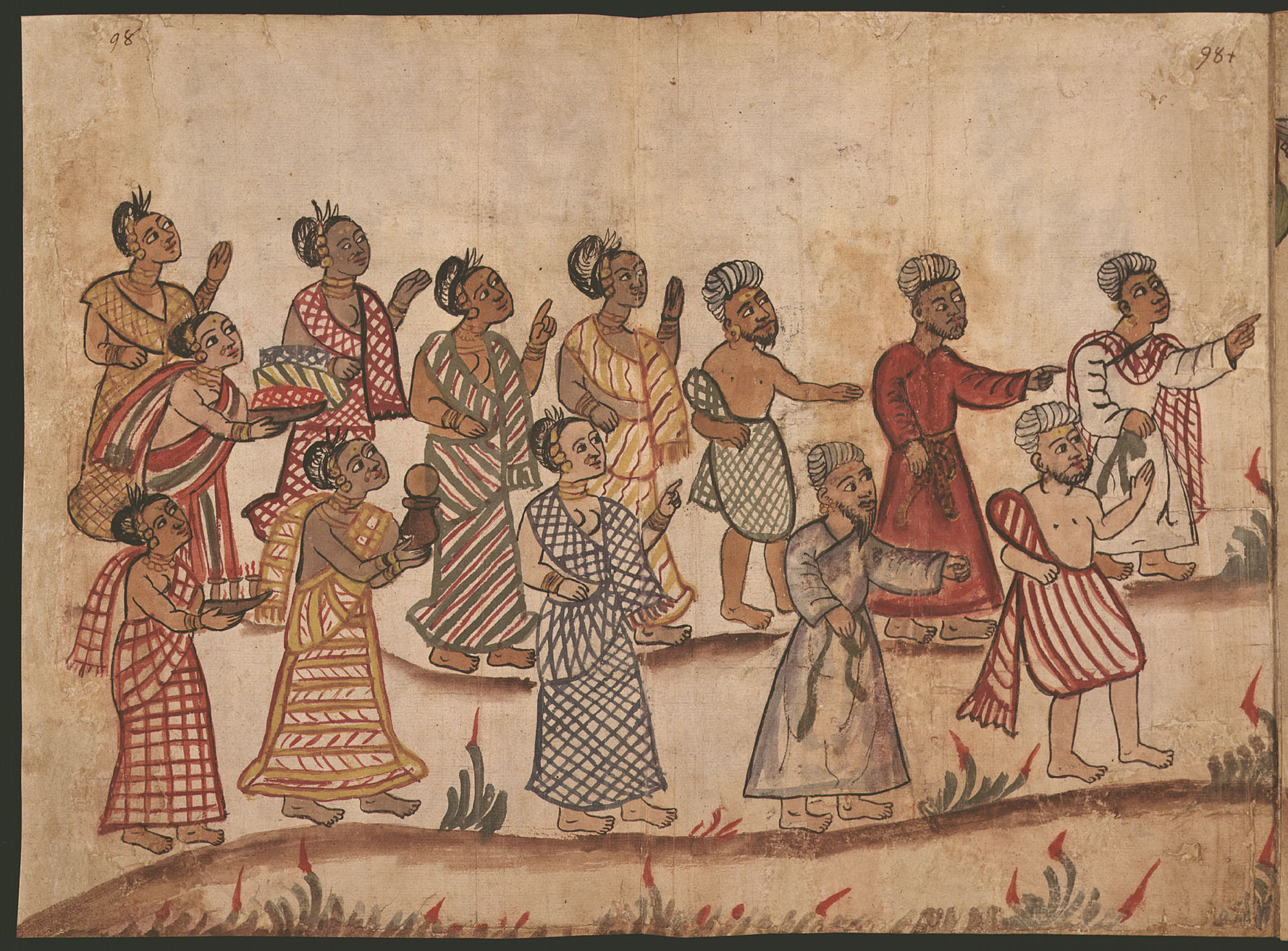
Casamento hindu, esquerda.
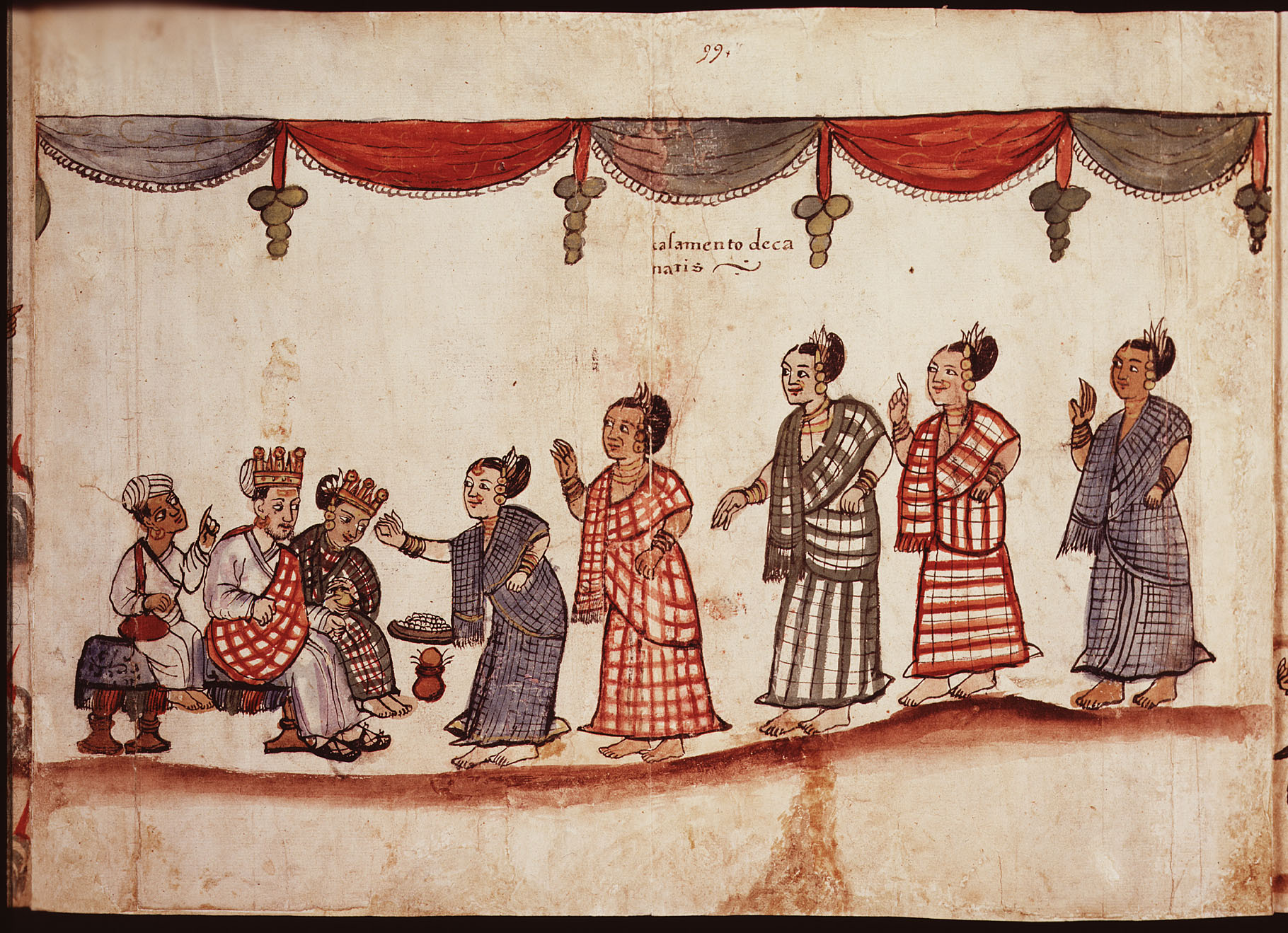
Casamento hindu, centro.
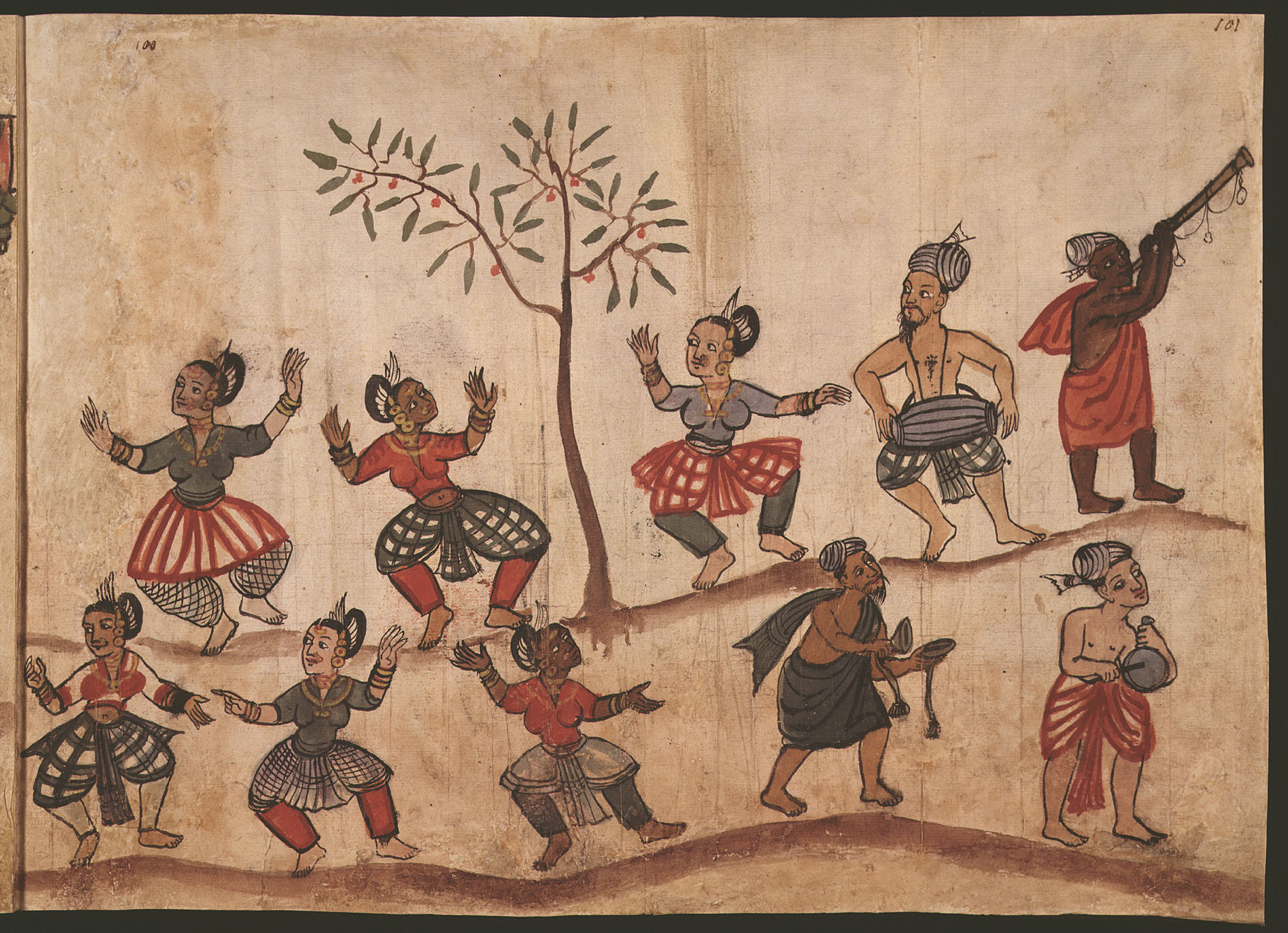
Casamento hindu, direita.
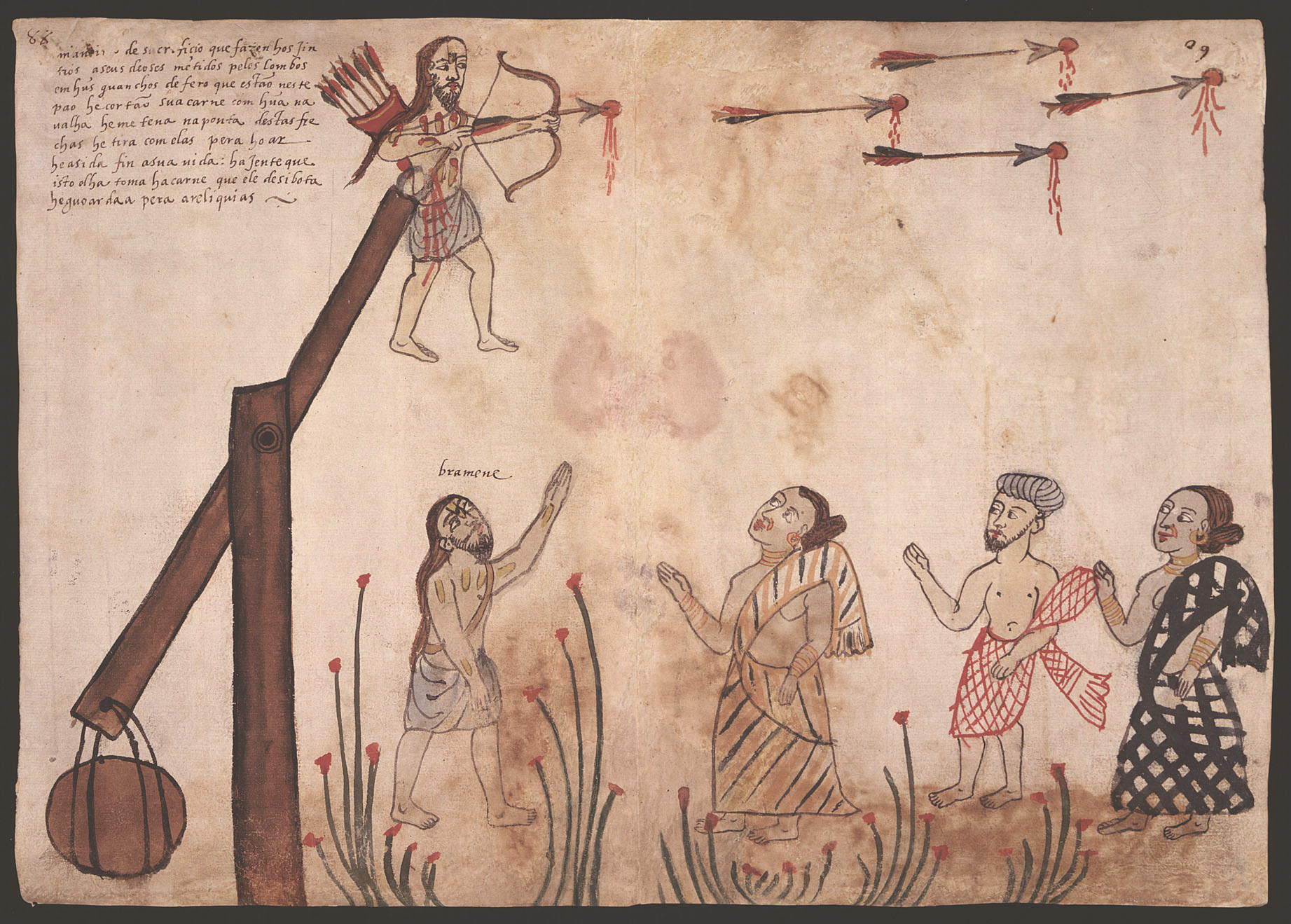
Ritual hindu de balançar o gancho.
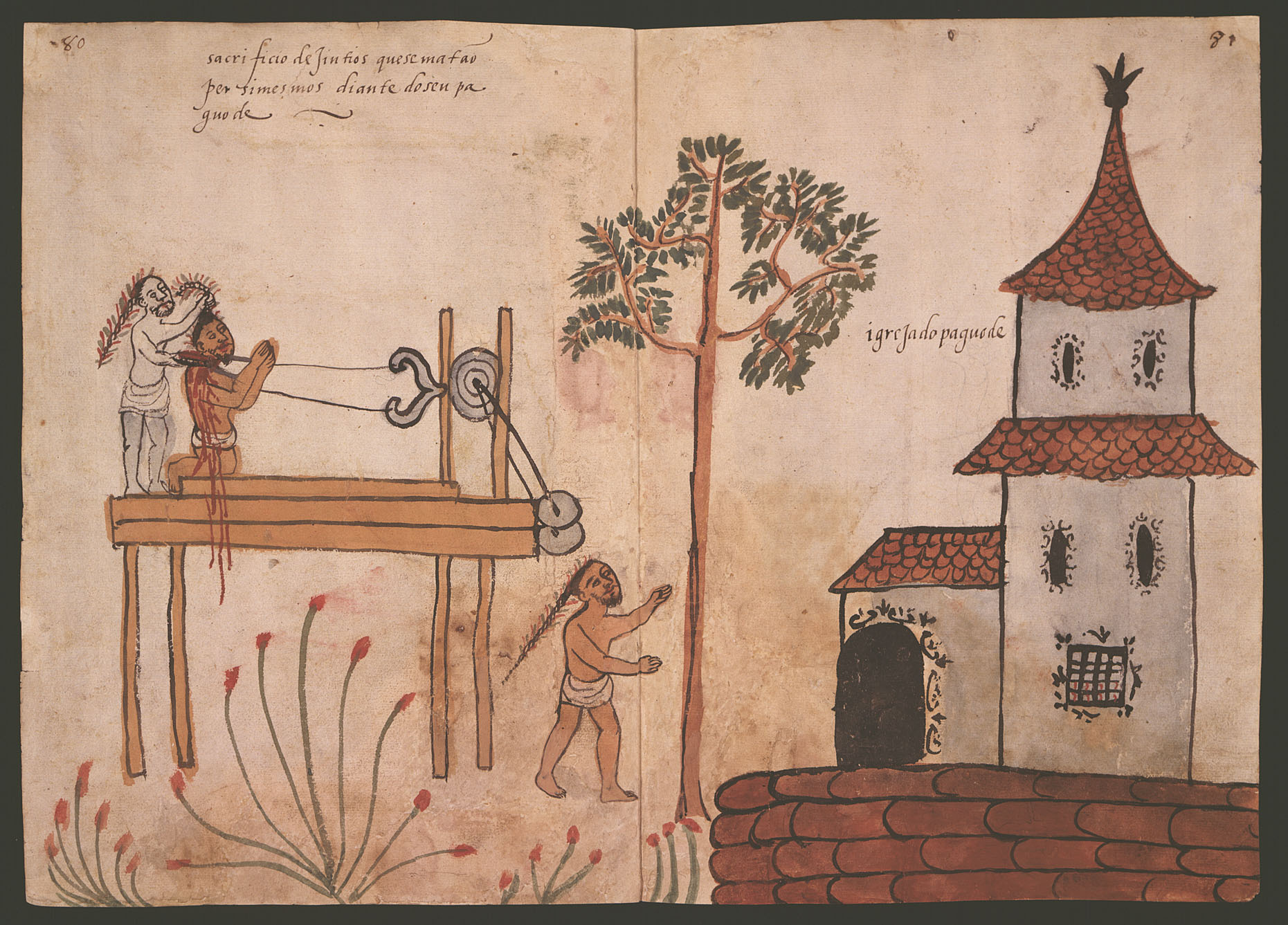
Auto-sacrifício hindu.
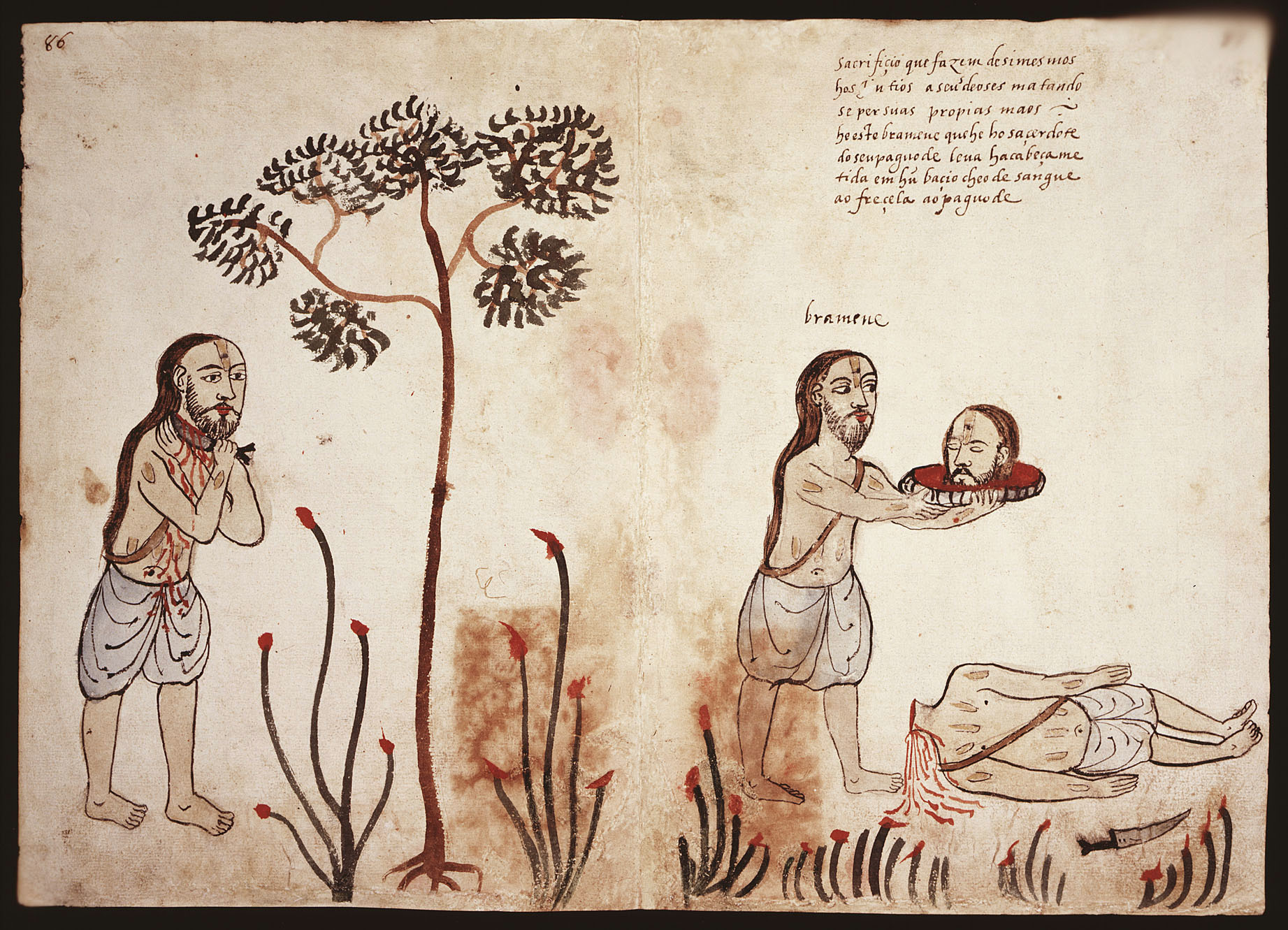
Auto-sacrifício hindu.
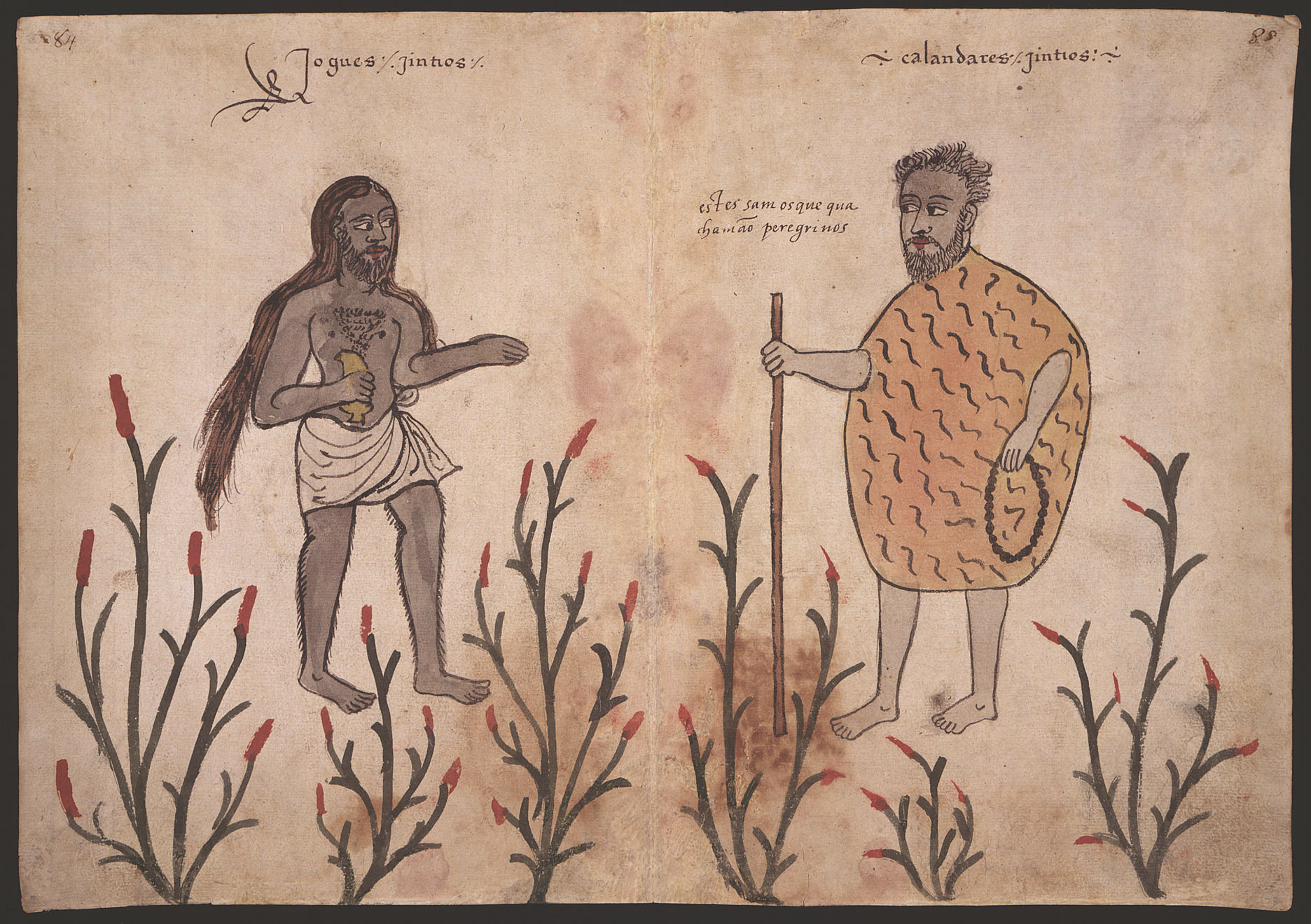
Peregrinos hindus e homens santos itinerantes.
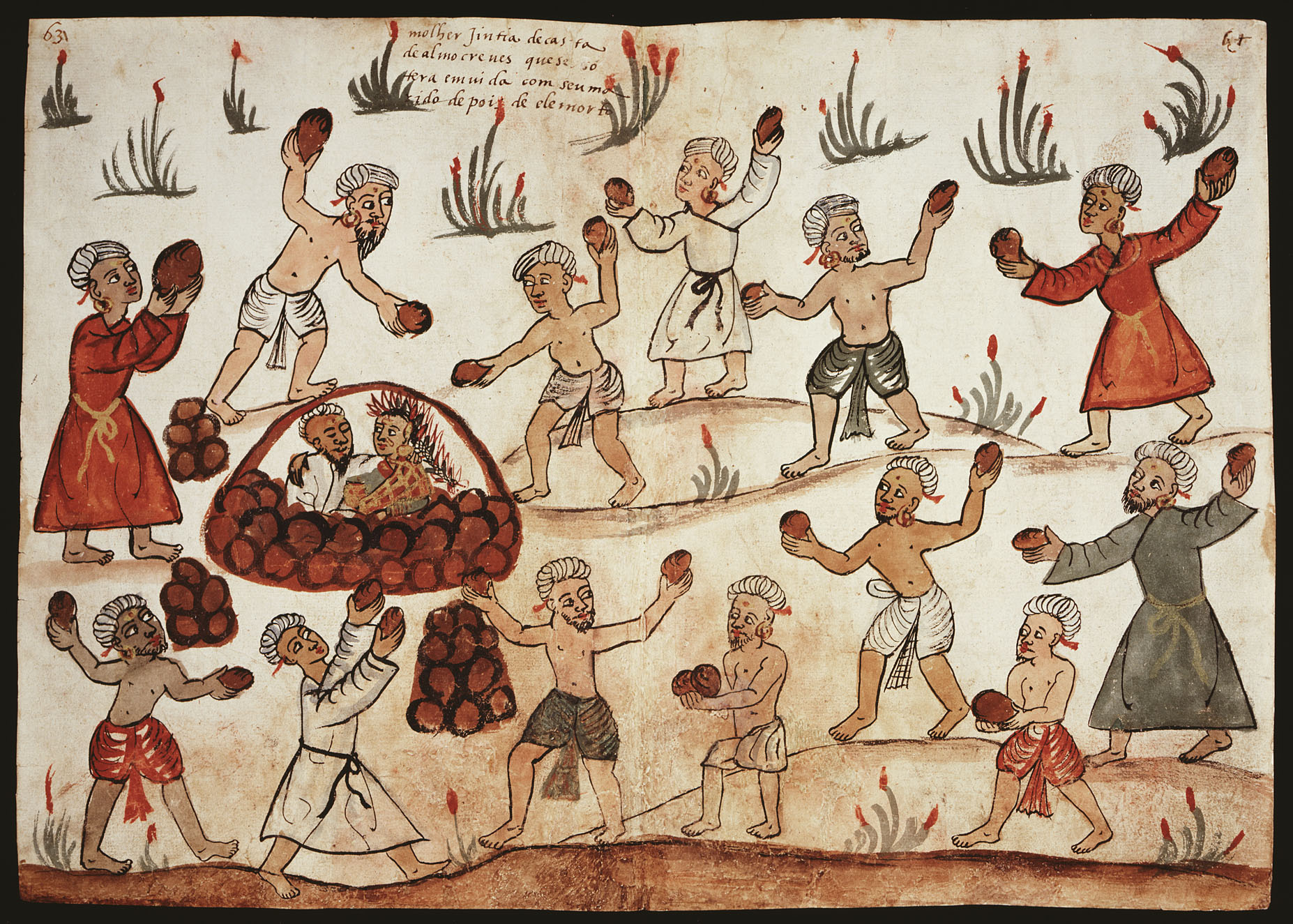
Enterro de uma viúva viva.
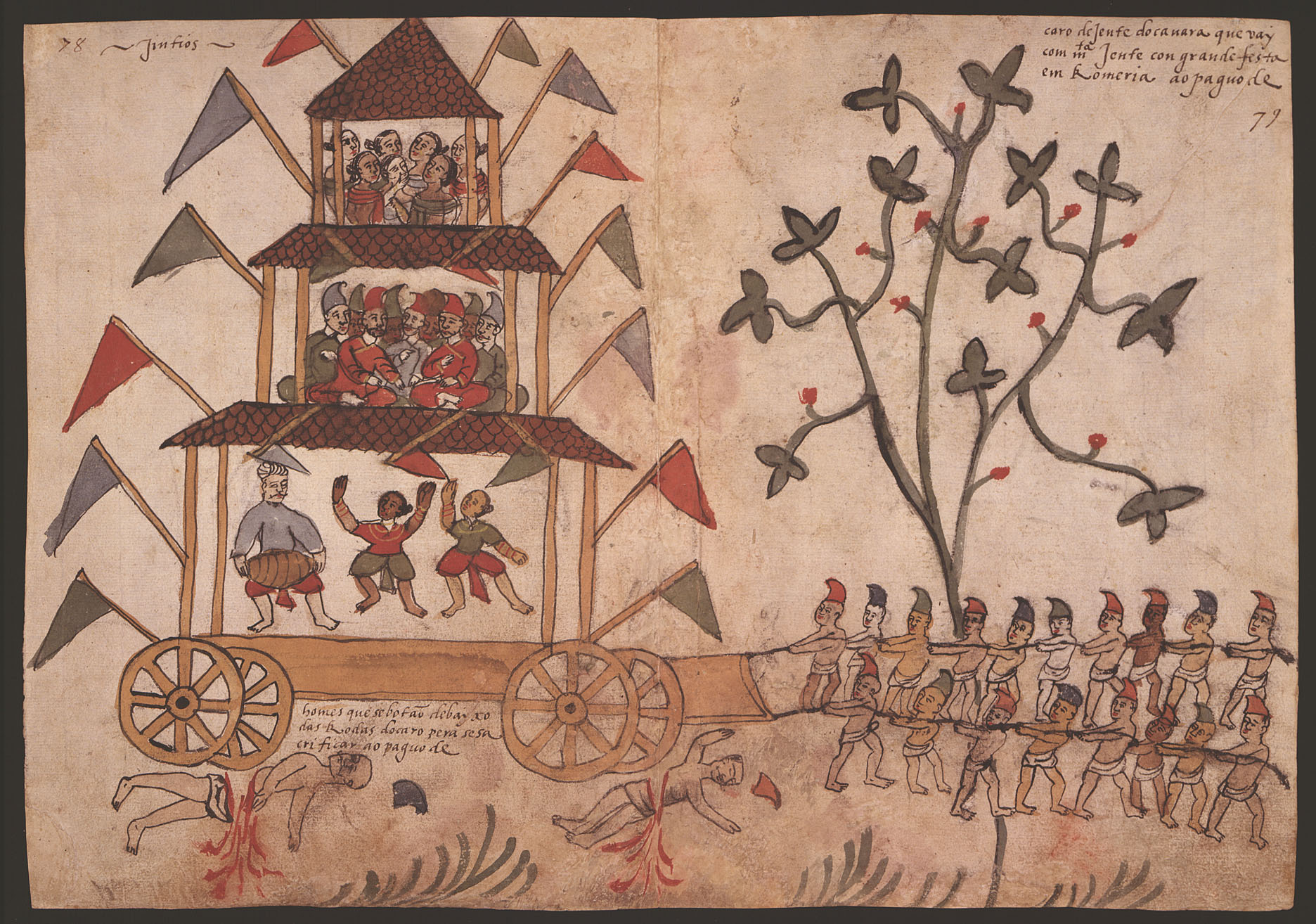
Carro do templo hindu, esmagando um adorador.

## Os portugueses na Ásia

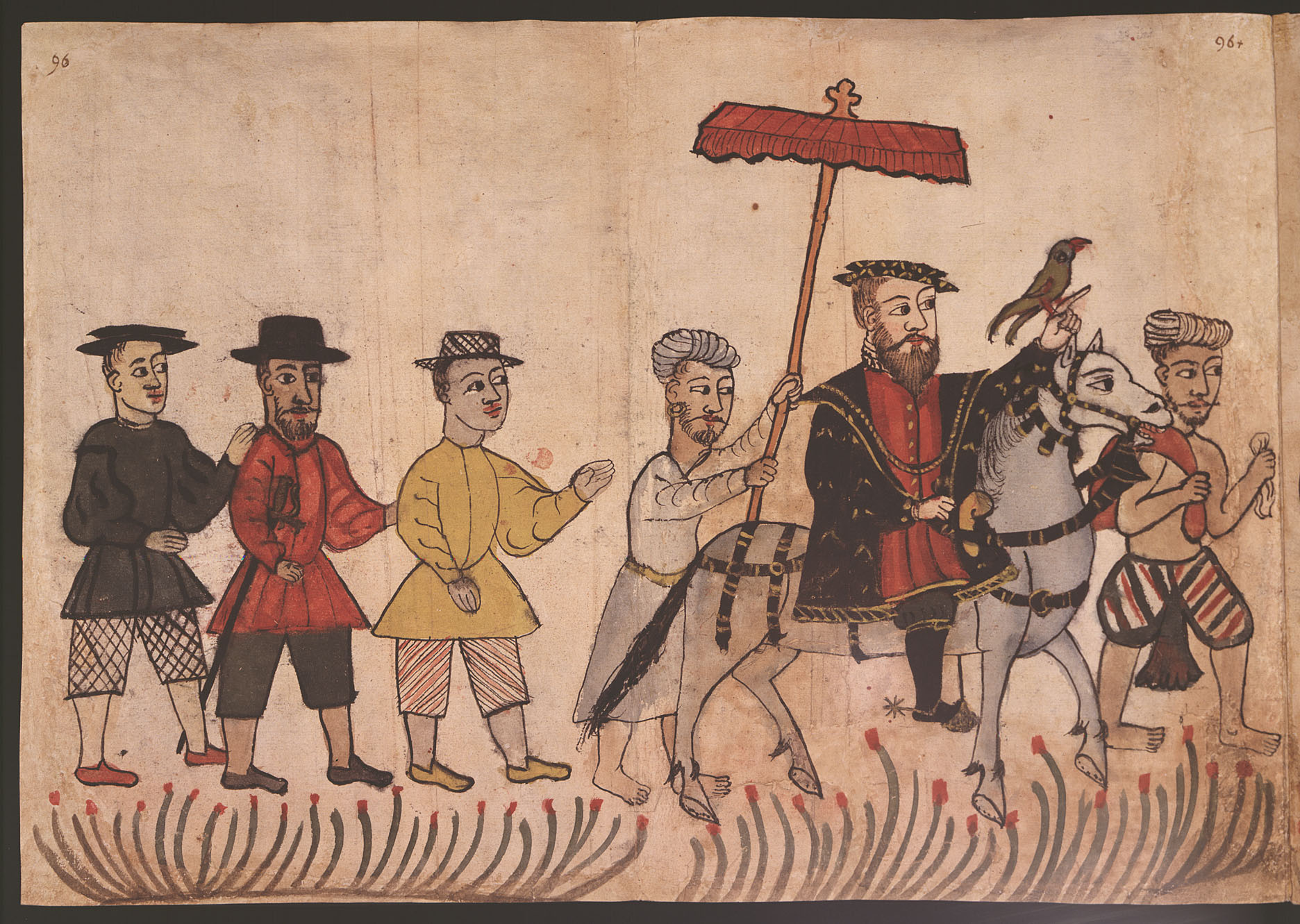
Um fidalgo português com a sua comitiva na Índia.
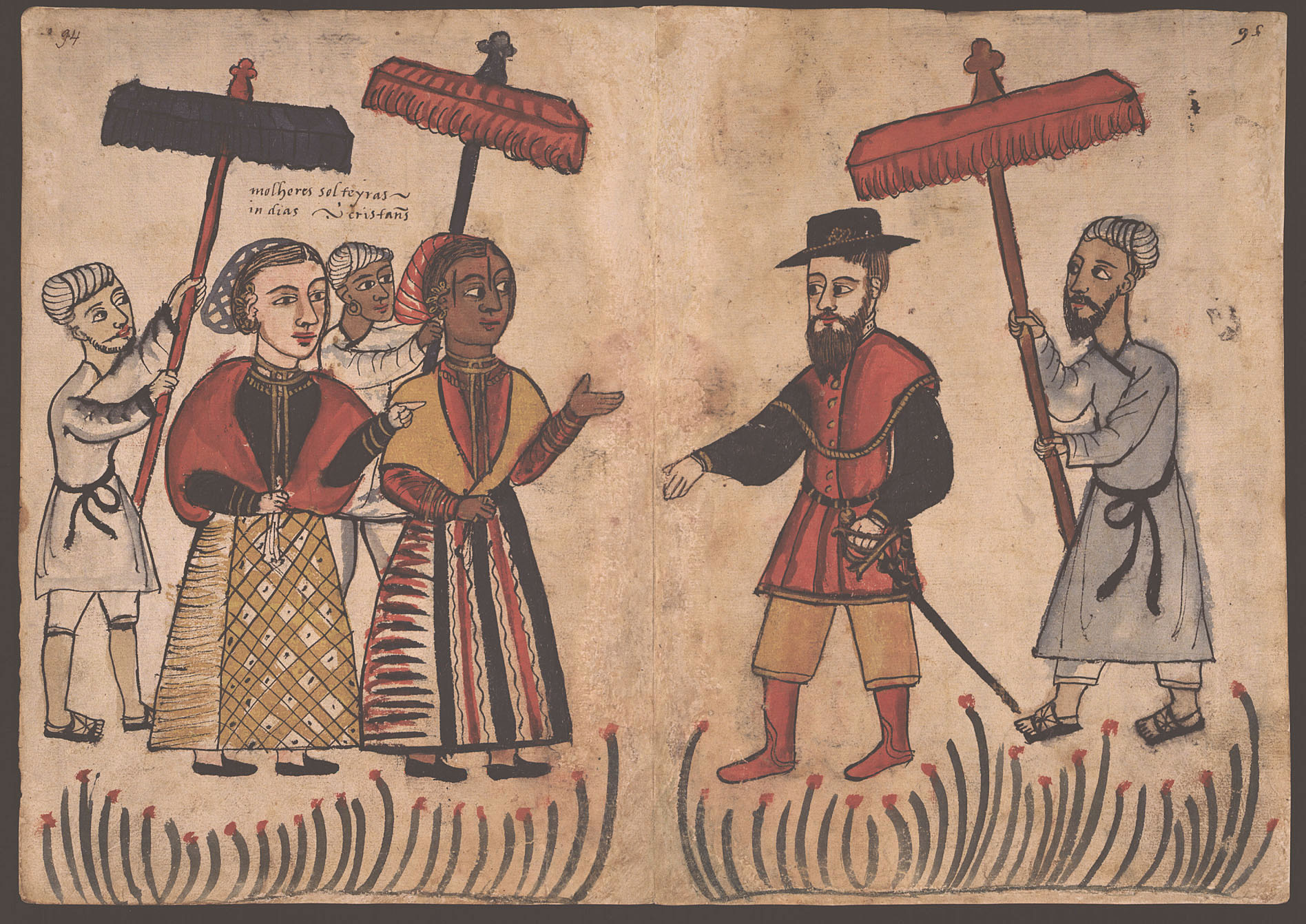
"Mulheres cristãs solteiras da Índia" vestindo moda europeia, e um fidalgo português, presumivelmente propondo casamento.
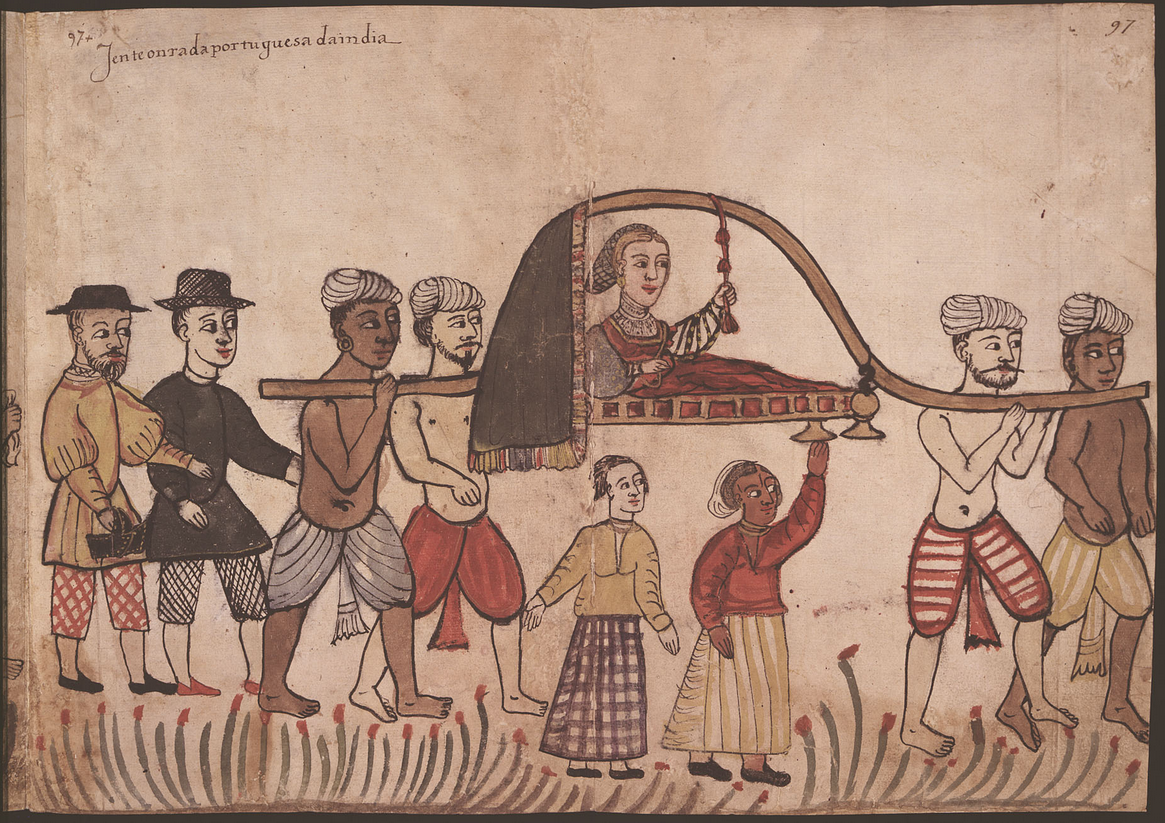
Nobre portuguesa em um palanquim.

### Fauna e flora

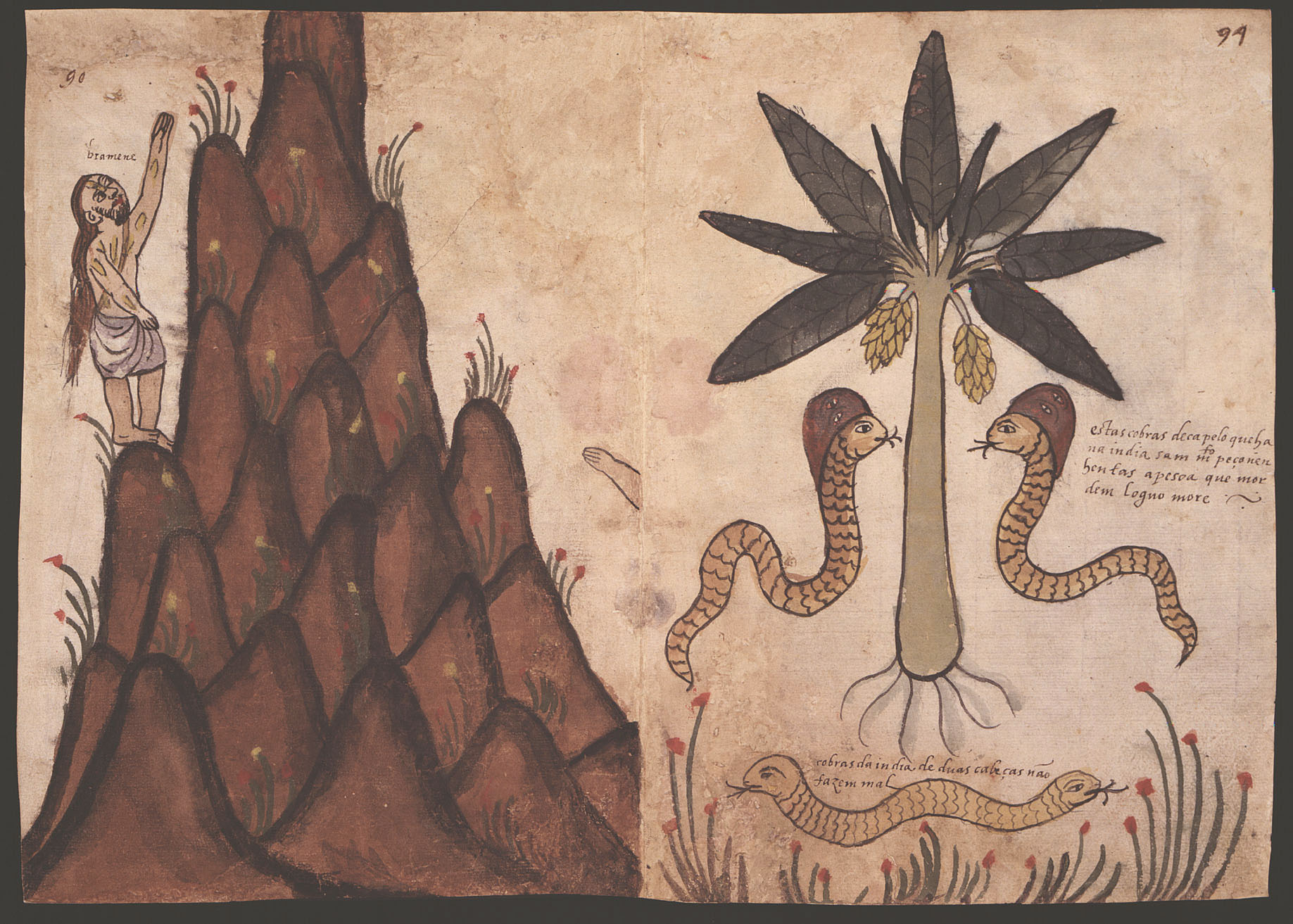
Ilustração de uma cobra Naja e uma misteriosa cobra de duas cabeças.